# FSO Polonez
FSO Polonez – samochód osobowy produkowany przez Fabrykę Samochodów Osobowych w Warszawie od 3 maja 1978 roku do 22 kwietnia 2002 roku. Powstał jako następca Polskiego Fiata 125p, który był jednak produkowany równolegle aż do 1991 roku. Samochód przeszedł kilka większych modernizacji, wprowadzono także kolejne odmiany.
Samochód odziedziczył po poprzedniku większość rozwiązań technicznych, w tym: układ przeniesienia napędu, zmodyfikowane silniki, układ hamulcowy oraz zawieszenie. Nowością było 5-drzwiowe nadwozie typu hatchback. W 1988 roku wprowadzono wersję użytkową Poloneza nazwaną Truck. W 1991 roku przeprowadzono gruntowną modernizację, wprowadzając wersję Caro z mocno odświeżonym nadwoziem. Od 1996 roku dostępna była wersja sedan – Atu, rok później przeprowadzono ostatnią poważniejsza modyfikację Poloneza, wprowadzając modele Caro i Atu Plus. Od 1999 roku dostępna była także wersja Kombi. Produkcję zawieszono 22 kwietnia 2002 roku, łącznie z zestawami montażowymi wyprodukowano 1 061 807 egzemplarzy modelu w różnych wersjach. W 2021 roku w Polsce było zarejestrowanych około 33 000 egzemplarzy pojazdu.

## FSO Polonez

### Historia

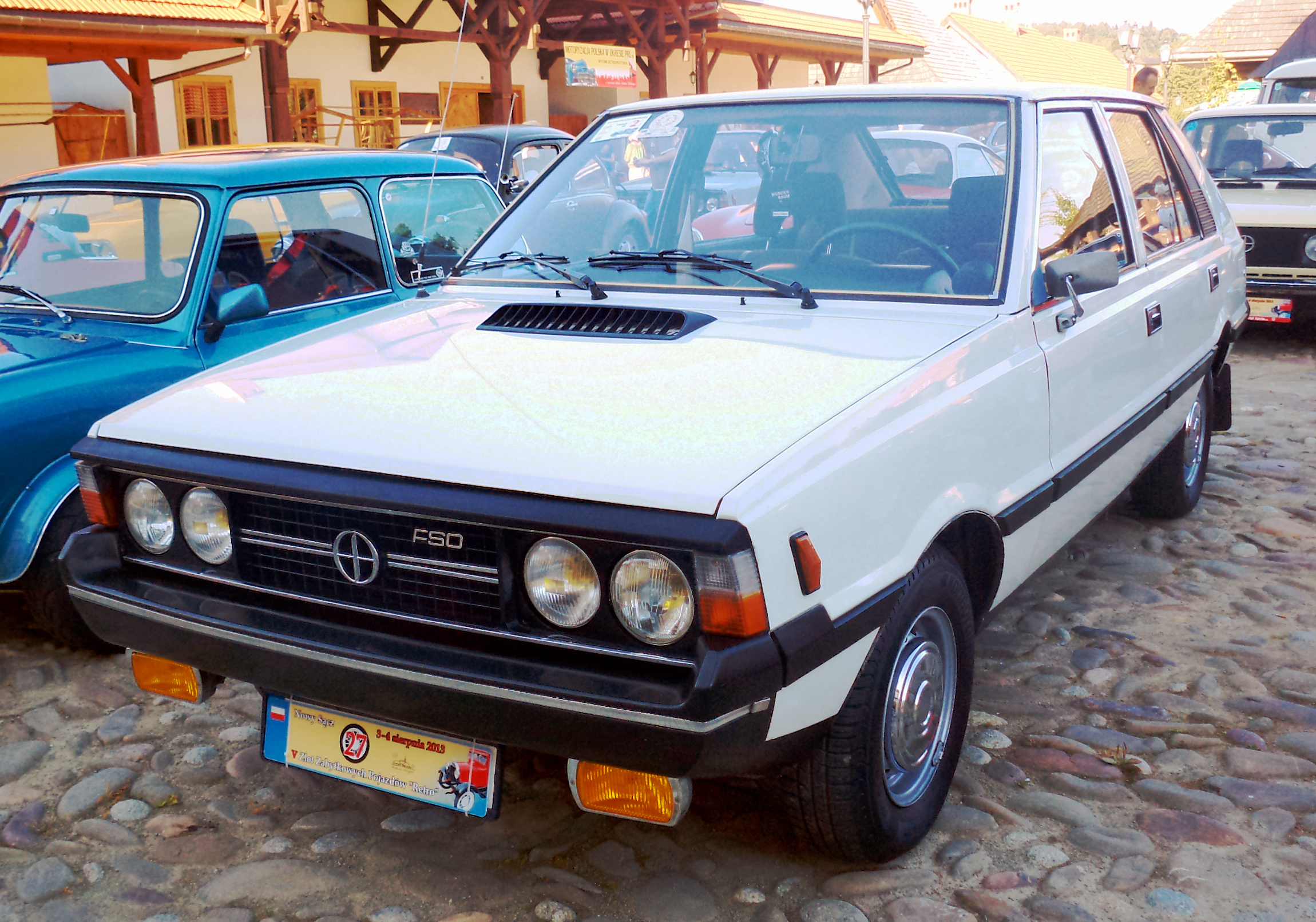
FSO Polonez 1500 MR’78

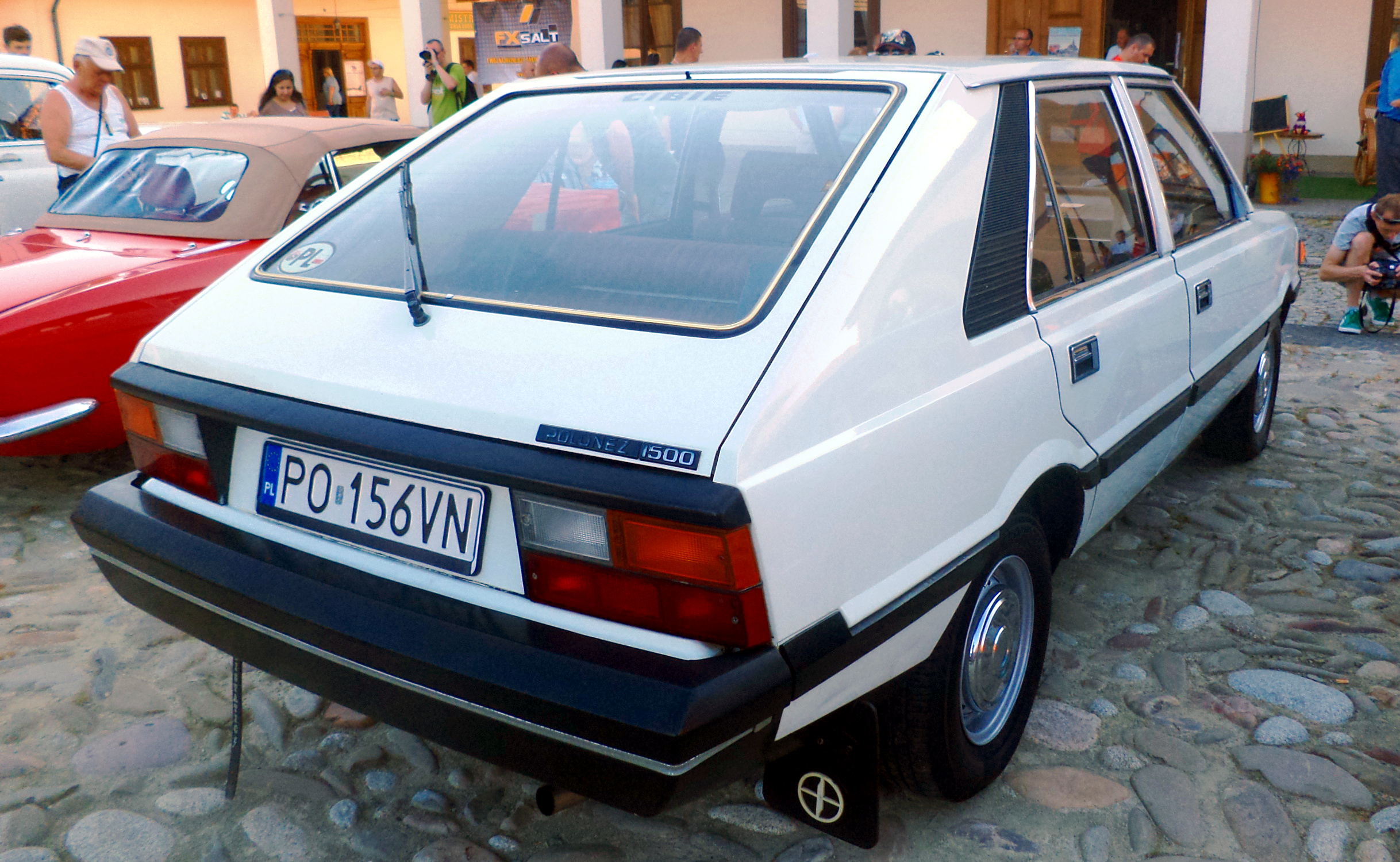
FSO Polonez 1500 MR’78 – tył nadwozia

Historia Poloneza rozpoczyna się wraz z końcem 1972 roku, kiedy to na najwyższym szczeblu partyjnym ustalono linię rozwoju produktów FSO. Zaplanowano wprowadzenie następcy dla modelu 125p. Pierwsze konkretne decyzje w sprawie nowego auta zapadły 17 września 1974 roku, kiedy to została podpisana umowa między Pol-Motem a włoskim koncernem FIAT mówiąca o powierzeniu prac konstrukcyjnych nad nowym samochodem stronie włoskiej. Zgodnie z umową polska strona miała przedstawić własne wytyczne dotyczące nadwozia i norm bezpieczeństwa nowego auta. Warunki postawione włoskim konstruktorom zakładały, że samochód będzie spełniał bieżące i przyszłe normy zderzeniowe, a poziom emisji spalin ma pozwolić na sprzedaż samochodu w Europie Zachodniej i Stanach Zjednoczonych. Jeszcze w tym samym roku w Centro Stile Fiat z udziałem polskich stylistów i inżynierów zaczęto prace projektowe nad nadwoziem oraz wnętrzem nowego modelu marki FSO. Pierwsze trzy prototypy samochodu – we wszystkich trzech wersjach nadwoziowych, z czego egzemplarz w wersji trzydrzwiowej zachował się do dziś – oznaczonego jako 125PN (Polacco Nuova – Polski Nowy) zostały stworzone już w 1975 roku. W latach 1975–1977 trwały prace konstrukcyjne i testowe nad prototypami oraz przygotowujące fabrykę do rozpoczęcia produkcji nowego auta, dla którego stworzono zautomatyzowaną linię montażową, rozbudowano spawalnię oraz zbudowano nową halę tłoczni.
W 1976 roku sprowadzono do Polski egzemplarz w srebrnym kolorze, który został przedstawiony w Biurze Konstrukcyjnym Przemysłu Motoryzacyjnego. Po pozytywnej opinii wydanej przez premiera Piotra Jaroszewicza projekt zaakceptowano i skierowano do produkcji. Modernizacji wymagała fabryka, unowocześniono tłocznię oraz spawalnię. Pierwsze siedem egzemplarzy, zmontowanych jeszcze w Turynie, trafiło do Polski 20 września 1977 roku, montaż rozpoczął się 26 września tego samego roku.
Od stycznia 1978 roku montowano kilka egzemplarzy dziennie, do początku kwietnia gotowych było około 300 sztuk. Produkcję seryjną nowego modelu rozpoczęto 3 maja 1978 roku, trwała ona jednak tylko przez kilka tygodni, w lipcu ogłoszono przerwę remontową, montaż wznowiono 14 sierpnia. Nazwa została wybrana w wyniku plebiscytu czytelników „Życia Warszawy” w 1978 roku, już po wdrożeniu samochodu do produkcji seryjnej, pierwsze egzemplarze nosiły nazwę i oznaczenia „FSO Polski 1300/1500”. W pierwszym roku seryjnej produkcji powstało 3506 egzemplarzy Poloneza.

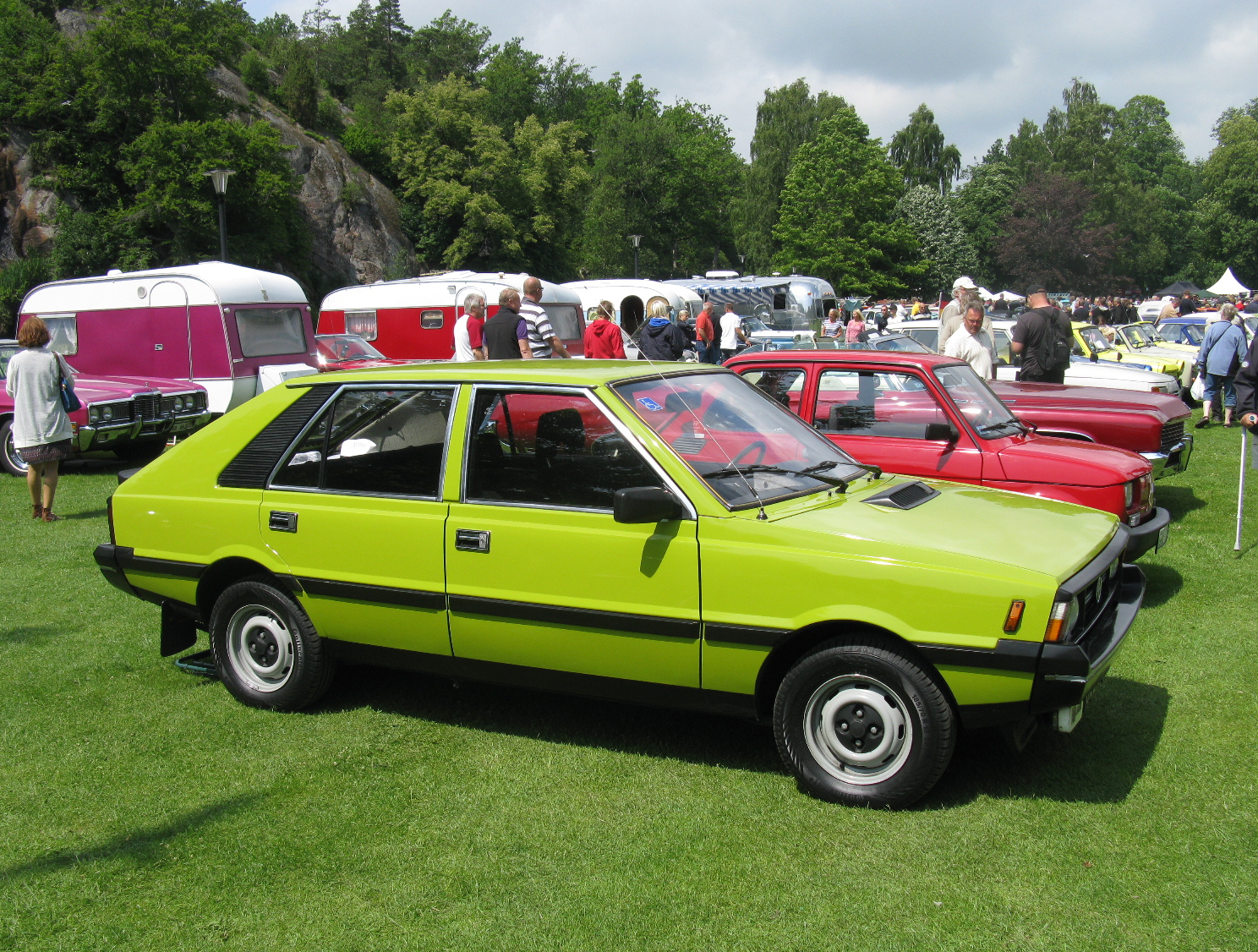
FSO Polonez 1500 MR’83

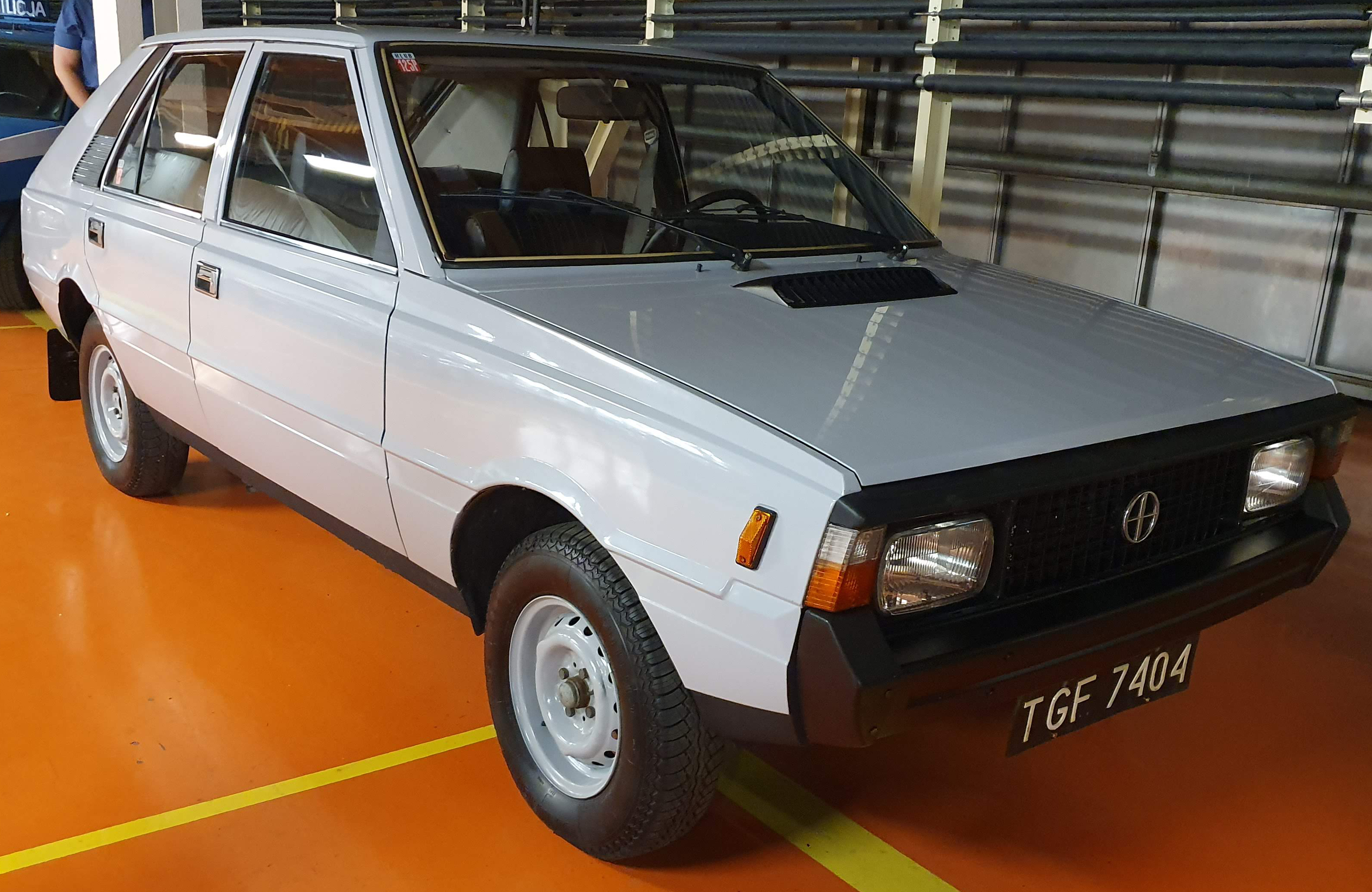
FSO Polonez MR’83 w wersji zubożonej „C”

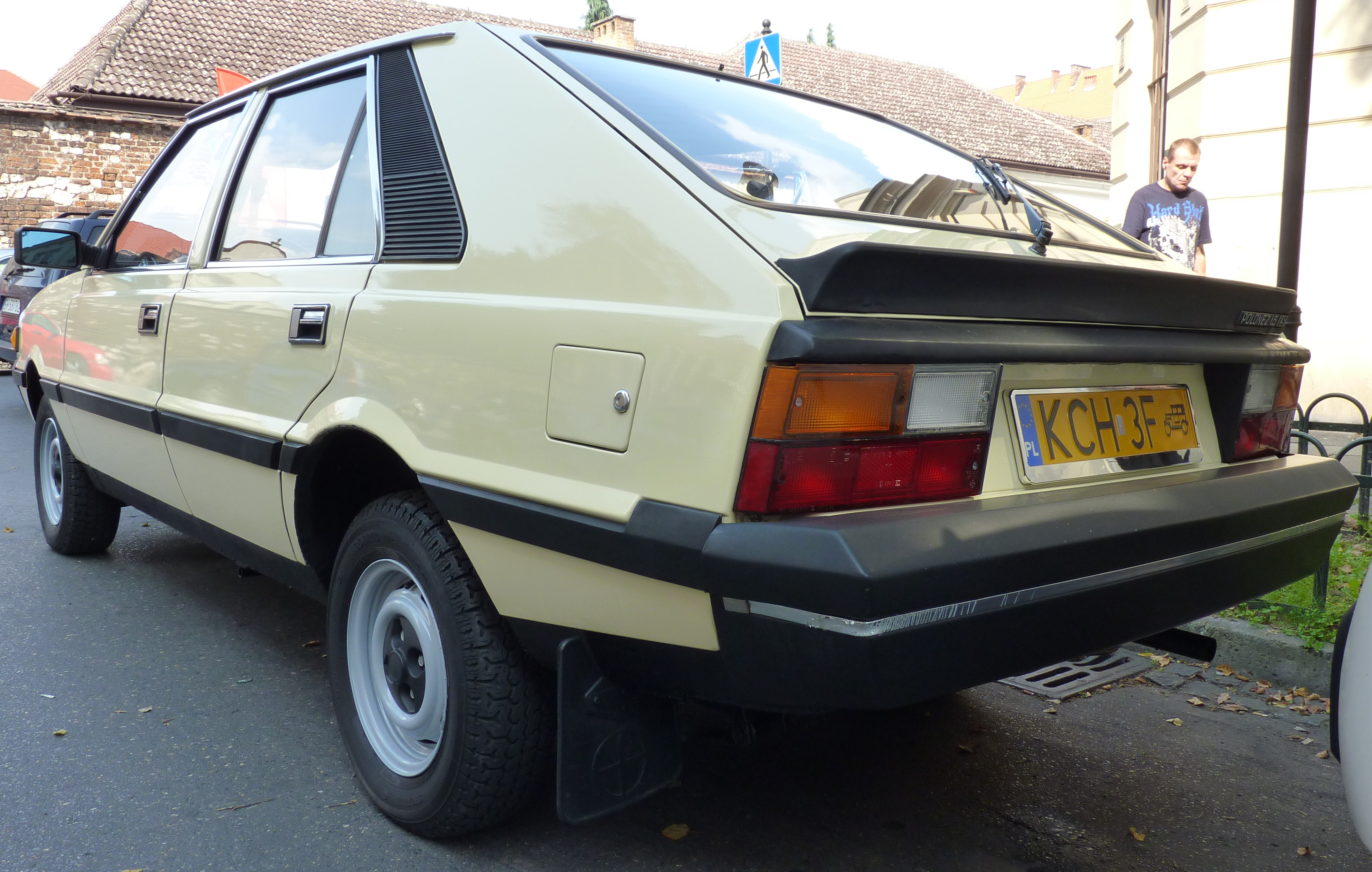
FSO Polonez 1.5 LS MR’83 – tył pojazdu

Ze względów oszczędnościowych FSO Polonez skonstruowany został na płycie podłogowej samochodu Polski Fiat 125p, z którego przejęto również inne rozwiązania techniczne. Z tego powodu samochód odziedziczył po poprzedniku większość jego wad: słaby przestarzały silnik, mały rozstaw osi oraz duży promień skrętu. Polonez był jednak lepiej wyposażony od Polskiego Fiata, montowano w nim wygodniejsze fotele oraz bogatszą tablicę rozdzielczą. Podzespoły mechaniczne poddano modyfikacjom, inne zmodernizowano. Przy projektowaniu samochodu nacisk położono na bezpieczeństwo pasażerów, w porównaniu z 125p zwiększono sztywność oraz wytrzymałość nadwozia. Samą produkcję planowano przeprowadzić dwuetapowo. Etap I przewidywał uruchomienie produkcji auta opartego na zmodernizowanych podzespołach modelu 125p. Etap II przewidywał uruchomienie produkcji rodziny zupełnie nowych silników benzynowych OHC na licencji firmy FIAT (1.6, 1.8, 2.0 oraz na bazie licencji własne opracowanie 2.0 D), przeprowadzenie zmian w elementach jezdnych auta (głównie zawieszenia tylnego) oraz zwiększenie produkcji do poziomu 160 000 egzemplarzy w skali roku. Do realizacji Etapu II nigdy nie doszło i mimo że rozpoczęto nawet prace przygotowawcze do budowy fabryki silników nad Kanałem Żerańskim, do napędu użyto silników znanych z Polskiego Fiata 125p, co prawda wraz z upływem czasu ciągle ulepszanych i modernizowanych.
Nowe nadwozie samonośne typu hatchback odznaczało się jak na owe czasy nowoczesną estetyką i sporym poziomem bezpieczeństwa biernego, współczynnik oporów powietrza wynosił 0,352. Zastosowane przez włoskich konstruktorów rozwiązania w zakresie bezpieczeństwa biernego nie miały odzwierciedlenia w żadnym dotychczas zbudowanym w Turynie samochodzie. W Polonezie zastosowano kontrolowane strefy zgniotu z przodu i z tyłu pojazdu, wzmocnienia boczne drzwi, a zawiasy maski, inaczej niż w Polskim Fiacie 125p, zamocowane zostały w okolicach podszybia, co w przypadku kolizji zapobiega wbijaniu się maski do wnętrza pojazdu. Zastosowano również bezwładnościowe pasy bezpieczeństwa. Wszystko to razem wówczas nie należało do standardowego wyposażenia w dziedzinie bezpieczeństwa w samochodach. Rozwiązania w zakresie bezpieczeństwa spowodowały zwiększenie masy własnej pojazdu, szczególnie w stosunku do Polskiego Fiata 125p (90 kg). Samochód był stosunkowo bogato wyposażony już w standardowej wersji, w skład której wchodziły m.in.: welurowa tapicerka, obrotomierz, zegar, ogrzewanie tylnej szyby wraz z wycieraczką, światła przeciwmgłowe, zapalniczka, regulowana kolumna kierownicy oraz przednie bezwładnościowe pasy bezpieczeństwa.
Poloneza wyposażono w klasyczny układ napędowy – silnik z przodu, napęd na koła tylne przenoszony poprzez wał napędowy. Zdecydowano się na montaż silników pochodzących z Polskiego Fiata 125p – czterocylindrowych silników rzędowych chłodzonych cieczą w układzie OHV o pojemnościach 1,3 oraz 1,5 l. Zostały one jednak poddane modyfikacjom: otrzymały głowicę o zmienionym kształcie komór spalania, kolektor dolotowy o innym zarysie, nowy termostat z ulepszonym układem chłodzenia, zastosowano inny typ gaźnika oraz układ rozrządu napędzany paskiem, po wszystkich zmianach jednostka napędowa różniła się od pierwowzoru w prawie 150 punktach. Zostały także ulepszone układy: smarowania, chłodzenia oraz przewietrzania. Wał korbowy nadal podparty był na trzech łożyskach, co ograniczało żywotność silnika. Zmian doczekał się także układ przeniesienia napędu, zmodyfikowano konstrukcję sprzęgła (sterowane mechanicznie ze sprężyną centrującą) oraz skrzyni biegów (przystosowano ją do montażu V biegu), nieznacznie zmieniono układ hamulcowy oraz wał napędowy. Układ kierowniczy oraz zawieszenie zaadaptowano bez zmian z Polskiego Fiata 125p. Dodano także możliwość regulacji kolumny kierownicy w płaszczyźnie pionowej. W porównaniu z poprzednikiem FSO bogatszy był również o możliwość składania tylnej kanapy (od 1981 roku) oraz regulacji lusterek bocznych z wnętrza kabiny (od 1985 roku). Poziom produkcji w dalszej przyszłości szacowano na 160 000 egzemplarzy rocznie.

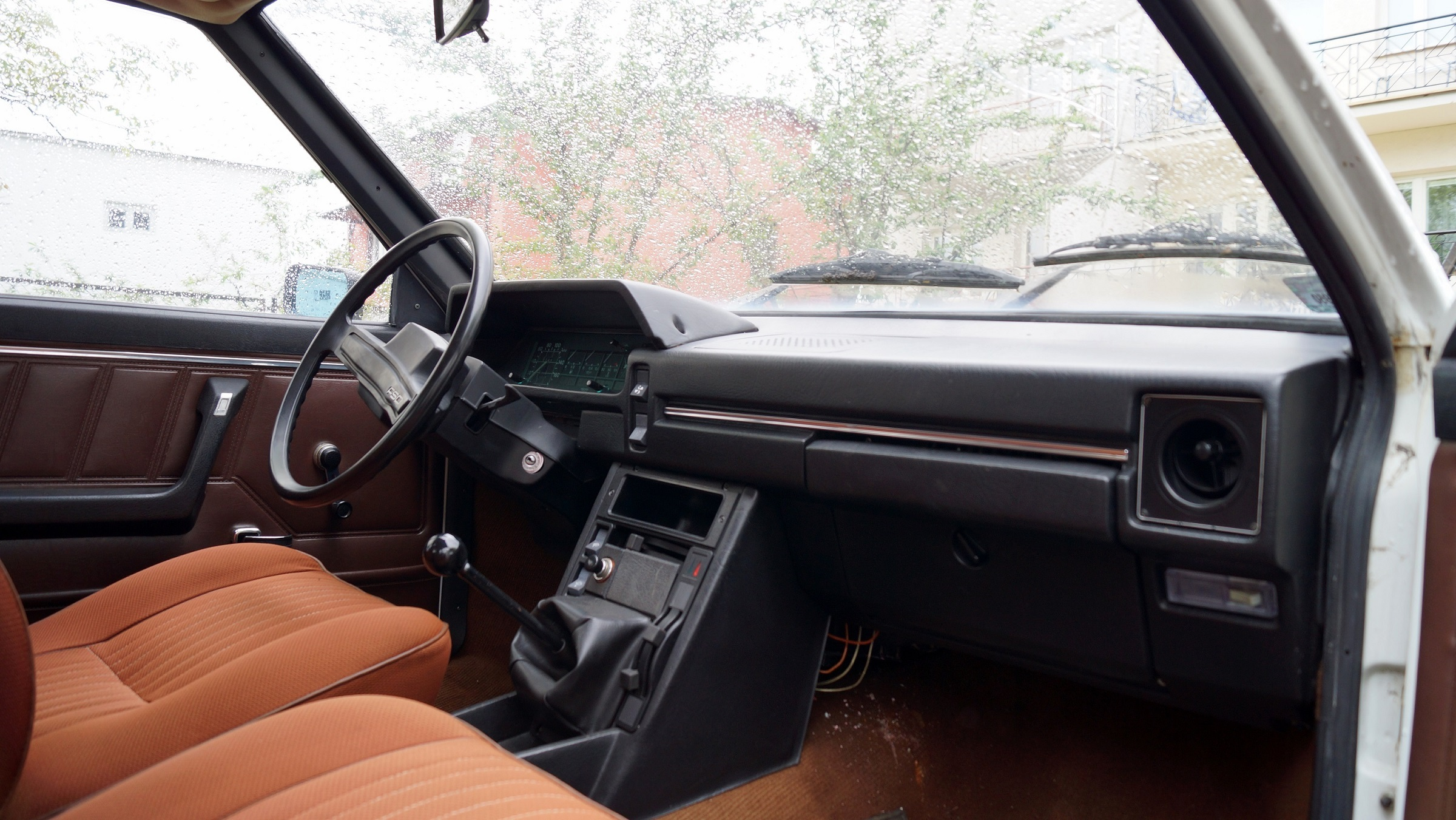
Wnętrze FSO Poloneza MR’78

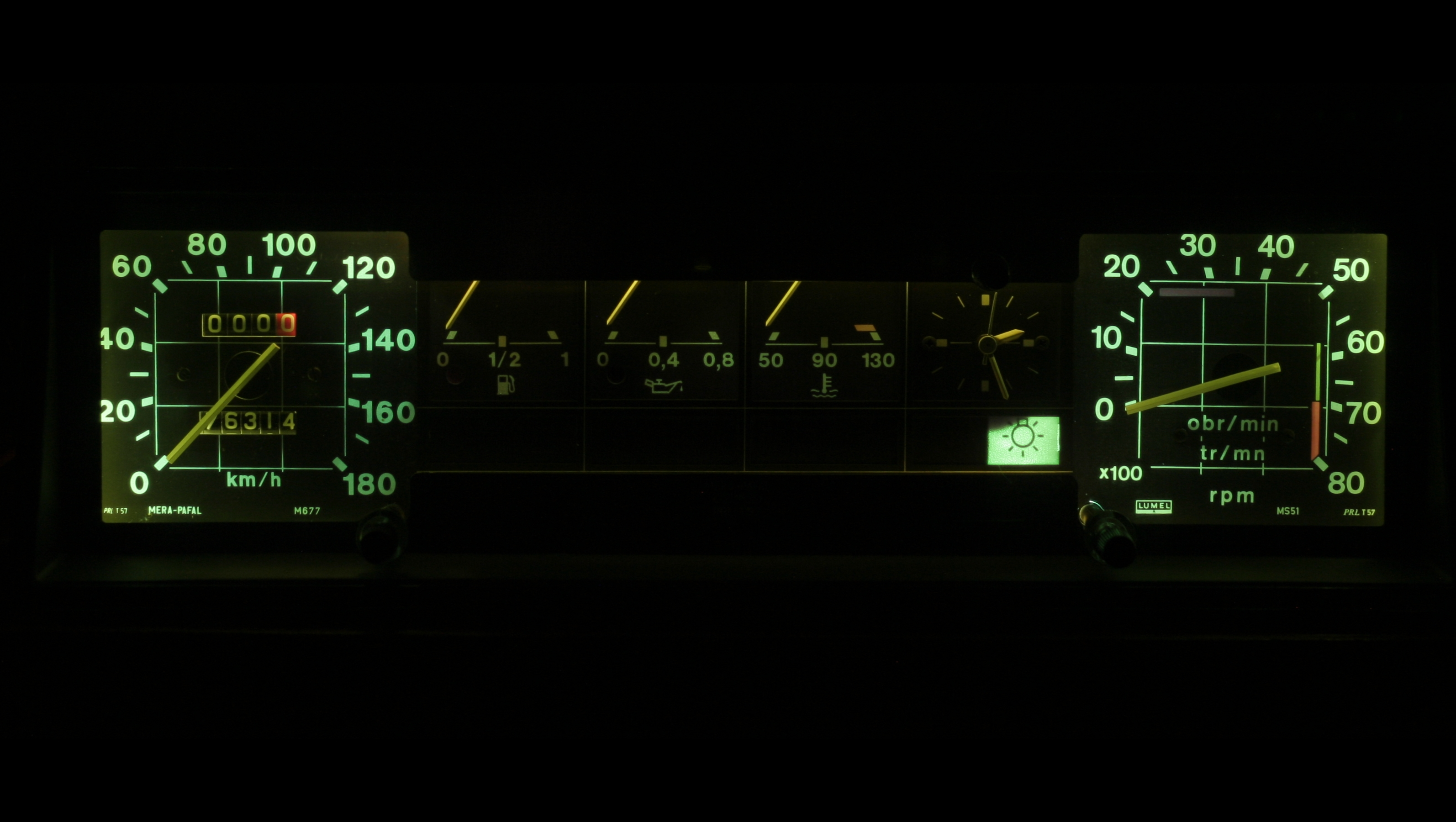
Zestaw wskaźników FSO Poloneza produkowanego od roku 1979

Od 1979 roku produkowane były także krótkie serie Polonezów z silnikiem Fiat DOHC o pojemności 1995 cm³ i mocy 112 KM z Fiata 132 – głównie na potrzeby milicji i rządowych instytucji. Wersja wyposażona była w 5-biegową skrzynię biegów i rozwijała prędkość maksymalną 170 km/h, od 0 do 100 km/h samochód mógł rozpędzić się w około 12 sekund. Oprócz standardowych silników 1300 i 1500 dostępne były także ich odprężone wersje przystosowane do pracy na paliwie o liczbie oktanowej 78 o mocy maksymalnej odpowiednio 61 i 70 KM.

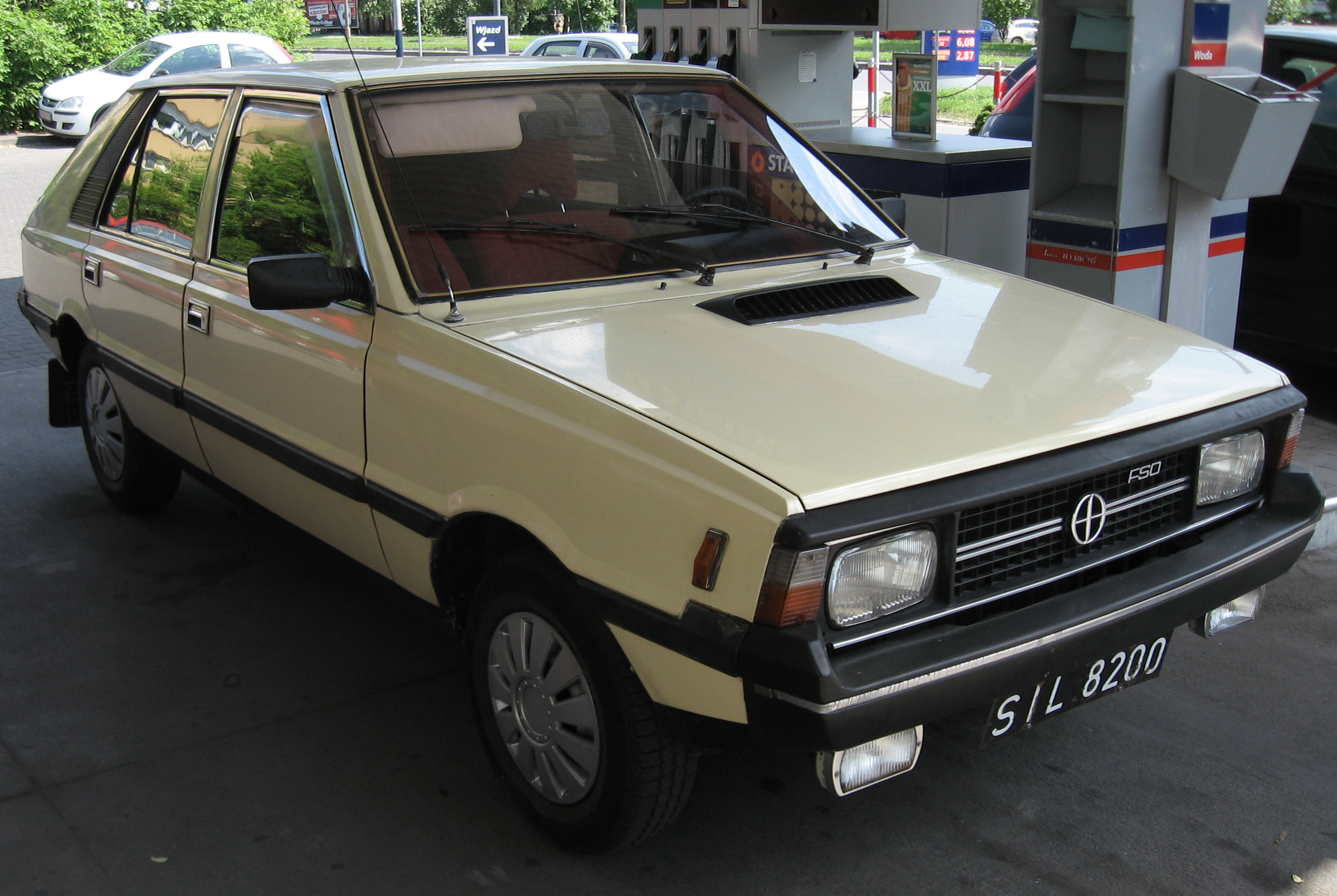
FSO Polonez MR’83 1.5 L

W 1980 roku wprowadzono do produkcji model tzw. wzmocniony, wyposażony we wzmocniony do 82 KM silnik oraz standardową pięciobiegową skrzynię biegów. W 1981 roku wprowadzono rozkładaną tylną kanapę do produkcji seryjnej. W latach 1980–1985 fabrykę opuszczało co roku około 30–32 tysięcy Polonezów.
W październiku 1980 roku ze względu na trudności w dostawach kooperacyjnych wprowadzono do oferty Polonezy w zubożonej wersji wyposażeniowej „Popular”. Z listy wyposażenia usunięto: kołpaki kół, ozdobne listwy wykończenia ścianki przedniej, zewnętrzne listwy drzwiowe, metalowe listwy ozdobne na zderzakach wraz z gumowymi nakładkami zderzaków, spryskiwacz i wycieraczkę tylnej szyby, ogrzewanie tylnej szyby, instalację radiową, światła przeciwmgłowe, wewnętrzne listwy ozdobne, zagłówki foteli, kieszenie w drzwiach, rozkładaną tylną kanapę, zapalniczkę i popielniczki tylne, lampki oświetlenia wnętrza, bagażnika i schowka, światła awaryjne, programator przerwy pracy wycieraczek, obrotomierz, wskaźnik ciśnienia oleju oraz wygłuszenie komory silnika, statyczne pasy bezpieczeństwa, ceratową tapicerkę oraz wykładzinę bagażnika z Polskiego Fiata 125p zakrywającą jedynie podłogę. Oprócz tego oferowano także standardową wersję Poloneza (bez zmian w stosunku do pierwszego rocznika) oraz bogatszy wariant „Lux” wyposażony we wzmocniony silnik 1.5, 5-biegową skrzynię i tylny most o przełożeniu 4,1, radioodtwarzacz Skald, prostokątne reflektory przednie, tylny spoiler i oznaczenie Lux, czy też programator pracy wycieraczek. Od 1980 roku rozpoczęto wysyłać w systemie CKD pojazdy do montowni w Egipcie (Nasr).
Do 1982 roku w samochodzie montowano skrzynie 4-biegowe, w późniejszym okresie używano również 5-biegowych, gdzie piąty bieg o przełożeniu 0,88 pełnił funkcję nadbiegu. 11 lutego 1983 roku fabrykę opuścił 100-tysięczny Polonez. Przekładnia w Polonezie charakteryzowała się innymi przełożeniami dla biegów 2. i 3. – pozwalała na uzyskanie na nich większej prędkości.
Od końca lat 70. rozważano w FSO możliwość zastosowania do napędu Poloneza silnika wysokoprężnego. W latach 1980–1984 projektowano nowy motor w oparciu o benzynowe jednostki Fiata (1.6 i 2.0). Pierwszy skonstruowany silnik generował z pojemności 1995 cm³ moc maksymalną 62 KM (46 kW), Polonez w niego wyposażony zużywał średnio 7,8 l/100 km. Wadą konstrukcji było łatwe przegrzewanie, problem rozwiązano w 1983 roku, prezentując ulepszoną wersję jednostki. Prędkość maksymalna wynosiła 135 km/h, silnik nie trafił jednak do produkcji seryjnej.

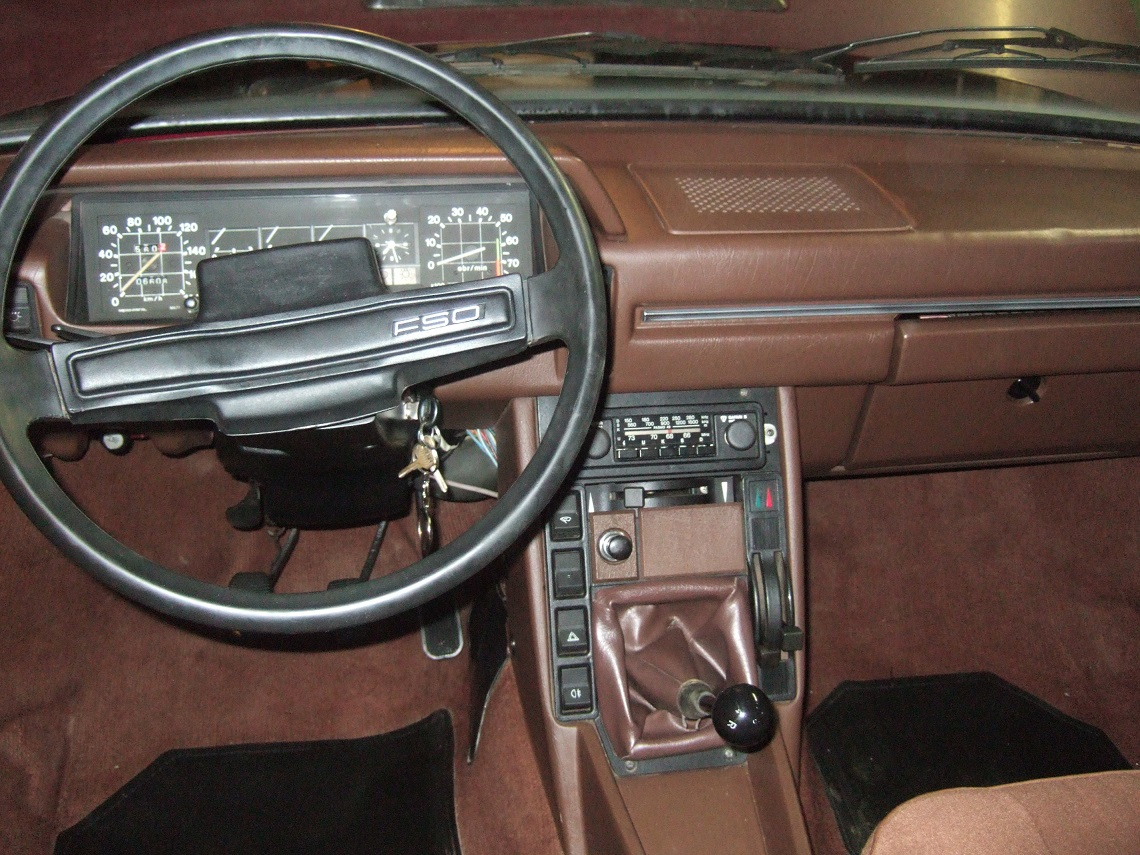
Wnętrze FSO Polonez 1500 z 1980 roku

Polonezy z pierwszych lat produkcji (1978–1986) nazywane są potocznie „Borewiczami” za sprawą polskiego serialu 07 zgłoś się. Główny bohater, porucznik Sławomir Borewicz, zasiadał przez większość odcinków za kierownicą Poloneza.

### MR’83 i MR’86

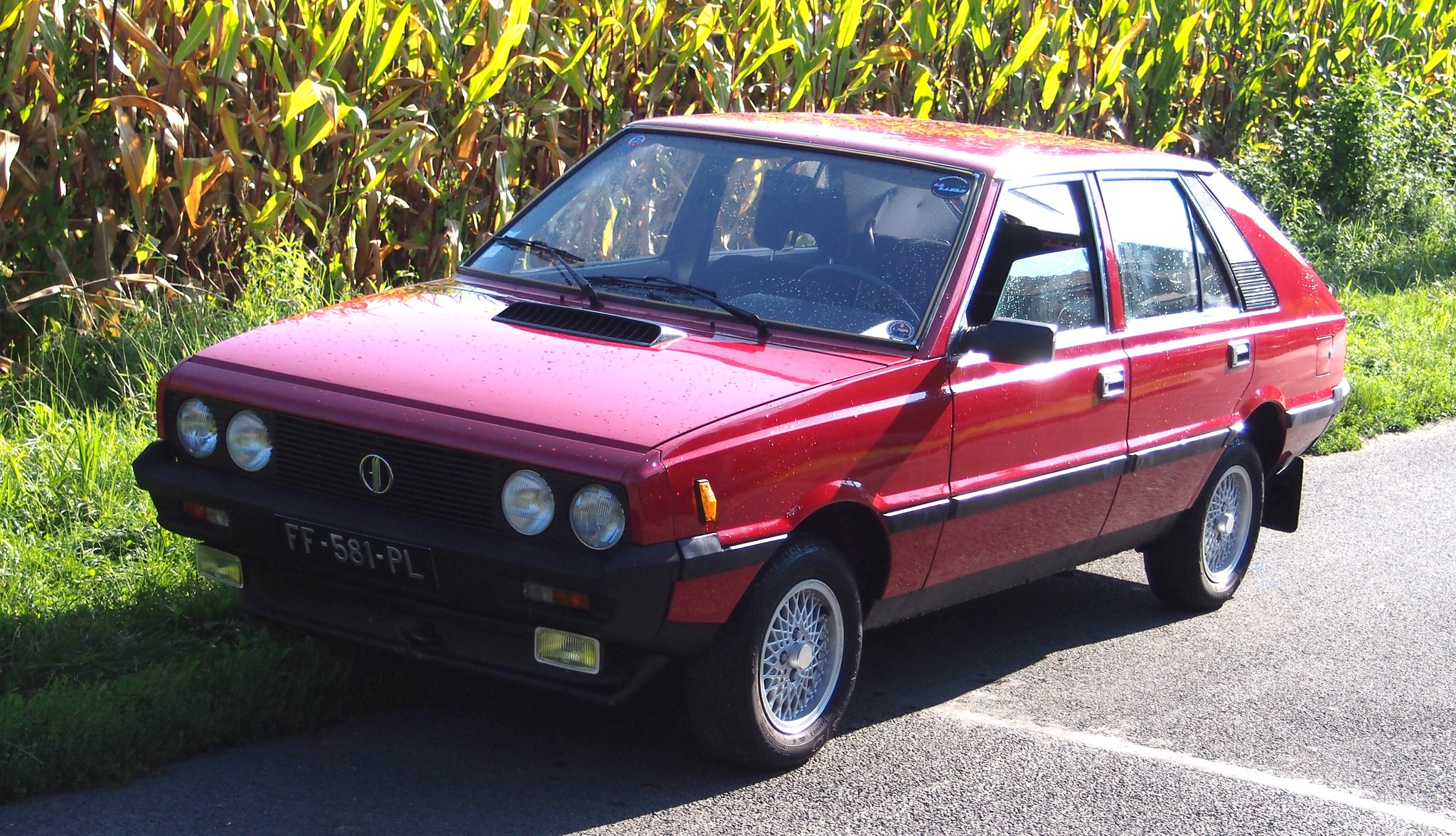
FSO Polonez MR'86 we Francji

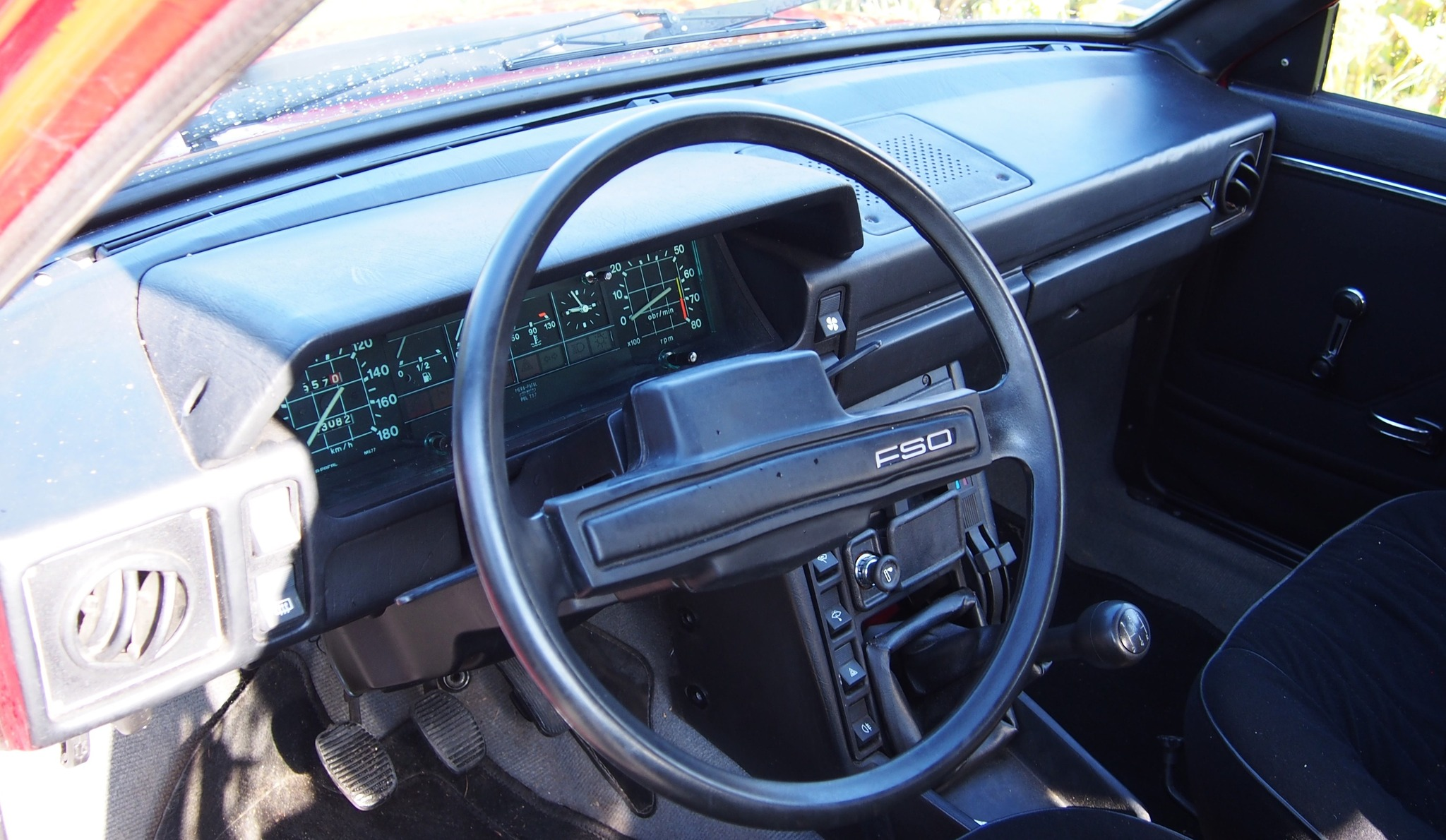
Deska rozdzielcza FSO Poloneza MR'86

W 1983 roku postanowiono dokonać pierwszej głębszej modernizacji Poloneza, w której ramach odmłodzony pojazd otrzymał:
- gumowy spoiler na klapie bagażnika,
- plastikowy chwyt powietrza na masce (dostępny już wcześniej w bogatszych wersjach wyposażeniowych),
- plastikowe małe kołpaki zamiast metalowych,
- polski elektroniczny zapłon silnika (wersje CE i LE),
- zawieszenie tylne z resorami o dwóch piórach.

Wraz z tą modernizacją postanowiono zastosować zarówno w Polonezie, jak i w FSO 125p nowy, wzorowany na Fiacie system oznaczania wersji wyposażeniowych. W 1984 roku wyprodukowano serię około 100 egzemplarzy Poloneza z włoskim silnikiem VM Turbodiesel o pojemności 1995 cm³ i mocy 84 KM (62 kW) przy 4300 obr./min oraz momencie obrotowym 162 Nm przy 2500 obr./min. Jednostka ta cechowała się czterema głowicami – po jednej na każdy cylinder. Samochód z tym silnikiem do 80 km/h rozpędzał się w 13 s, do 100 km/h w 20 s, osiągał prędkość maksymalną równą 145 km/h. Zużycie paliwa na 100 km wynosiło 7,1 l przy prędkości 90 km/h, 10,6 l przy 120 km/h i 10 l w cyklu miejskim. Nowy silnik wymusił także inne zmiany konstrukcyjne, średnicę tarczy sprzęgła powiększono z 200 do 215 mm, zastosowano 5-biegową skrzynię biegów (V bieg o przełożeniu 0,86) oraz tylny most o przełożeniu 3,72. Oprócz tego zastosowano akumulator o większej pojemności, z deski rozdzielczej usunięto obrotomierz. Zakładano poziom produkcji na poziomie 3000–5000 egzemplarzy rocznie, z powodu wysokiej ceny detalicznej (ówczesne 5600 $) plan nie został osiągnięty. Problemem była również niewytrzymałość nadwozia na niszczące drgania jakie generował ten ciężki silnik. W tym samym roku wprowadzono opcjonalnie zapłon z modułem elektronicznym. Istniały następujące wersje: 1.3C, 1.3CE, 1.3L, 1.3 LE, 1.5C, 1.5CE, 1.5L, 1.5 LE, 1.5 LS, 1.5X, 2000.
Oznaczenia wersji (od 1983 do 1987)
- C – podstawowa wersja wyposażenia, brak ozdobnych listew bocznych
- L – wersja wzbogacona
- E – silnik z zapłonem elektronicznym
- S – wzmocniony silnik (82 KM)
- X – wersja z najbogatszym wyposażeniem
- 2000 – wersja napędzania silnikiem FIAT 2000 DOHC

Na Międzynarodowych Targach Poznańskich w 1985 roku zaprezentowano samochód, który charakteryzował się przednią częścią nadwozia wydłużoną o 50 mm, przejętą z wersji Coupé, lusterkami regulowanymi od wewnątrz, blokadą tylnych drzwi oraz zmianami w układzie dolotowym silnika (nowy gaźnik, kolektor, filtr powietrza z termostatem) i nowym kształtem siedzeń przednich. Model posiadający wszystkie te zmiany nazwano MR'86.

### Wersja trzydrzwiowa

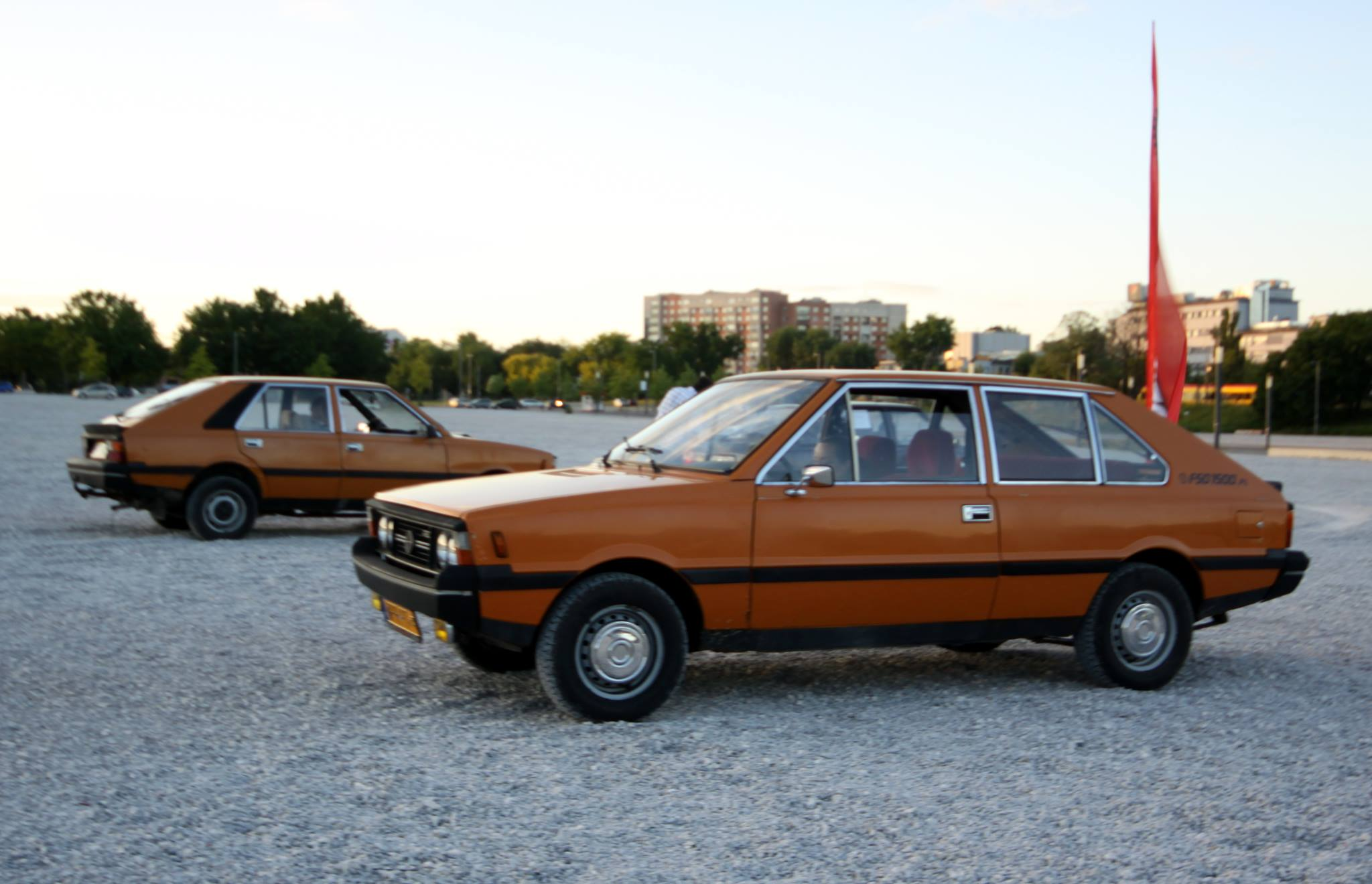
Trzydrzwiowy FSO Polonez 1500 X ze zbiorów Muzeum Motoryzacji i Techniki w Opaczy Kolonii

Wersja trzydrzwiowa w całości oparta była na pięciodrzwiowym Polonezie. Produkowana była w latach 1979–1981, powstało prawdopodobnie około 300 egzemplarzy łącznie z Coupe. Silnik wraz z przeniesieniem napędu przeniesiono bez zmian z wariantu pięciodrzwiowego. Dzięki usunięciu tylnych drzwi wzrosła sztywność nadwozia, a w efekcie bierne bezpieczeństwo samochodu. Drzwi boczne były o 165 mm dłuższe niż w standardowym Polonezie (później były montowane w Polonezie Truck), co miało zapewnić pasażerom tylnej kanapy komfortowe wsiadanie. W tym celu zastosowano też składane przednie fotele. Zdecydowano się także na montaż małego spojlera na klapie bagażnika, zmieniono boczne szyby. Nadwozie stało się bardziej przeszklone, co zwiększało pole widzenia kierowcy i pasażerów. Jeden z zachowanych egzemplarzy znajduje się w Muzeum Motoryzacji i Techniki w Opaczy Kolonii.

### Coupé

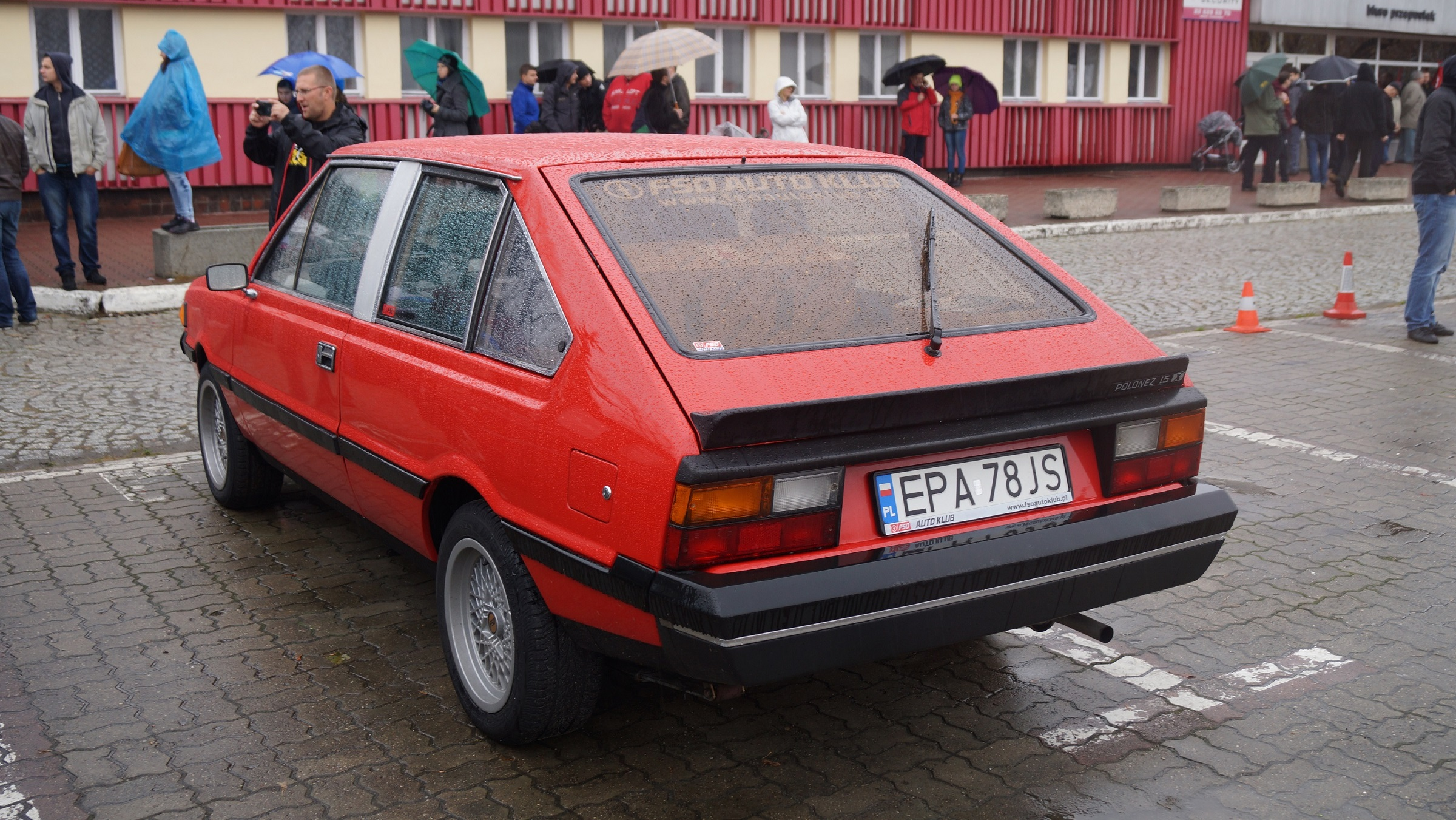
FSO Polonez Coupé 1.5 X z 1983 roku w kolorze, jaki oryginalnie nie występował w tym modelu

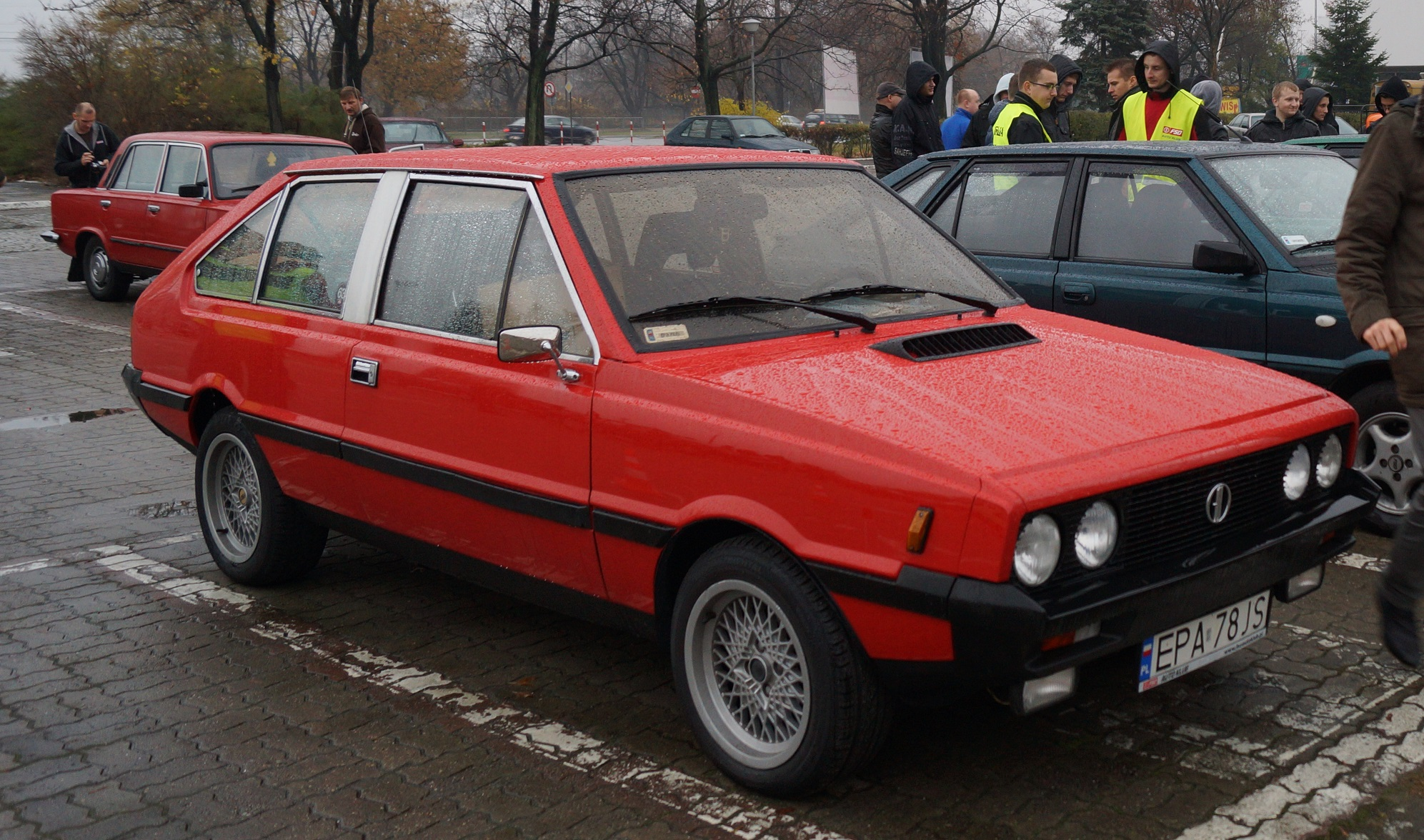
FSO Polonez Coupé 1.5 X

W latach 1981 (kilka egzemplarzy) i 1983 wyprodukowano serie informacyjną trzydrzwiowej odmiany FSO Poloneza o nazwie Coupé. Odróżniała się ona od trzydrzwiowego Poloneza z lat 1979–1981: zmodernizowanym pasem przednim z tzw. noskiem (później zastosowanym w pięciodrzwiowych modelach MR’86), szerszym, chromowanym słupkiem bocznym, przetłoczeniami bocznymi, uchylnymi tylnymi szybami, dłuższymi o 17 cm drzwiami bocznymi oraz niewielkim spojlerem na klapie bagażnika. Wewnątrz zastosowano inne koło kierownicy oraz brązowe obicia deski rozdzielczej. W 2019 roku wiadomo o co najmniej 10 zachowanych egzemplarzach, nieznana jest dokładna liczba powstałych Polonezów Coupé, najprawdopodobniej było to kilkadziesiąt sztuk. Pas przedni nadwozia zastosowano w późniejszej wersji Poloneza – MR’86.

### MR’87

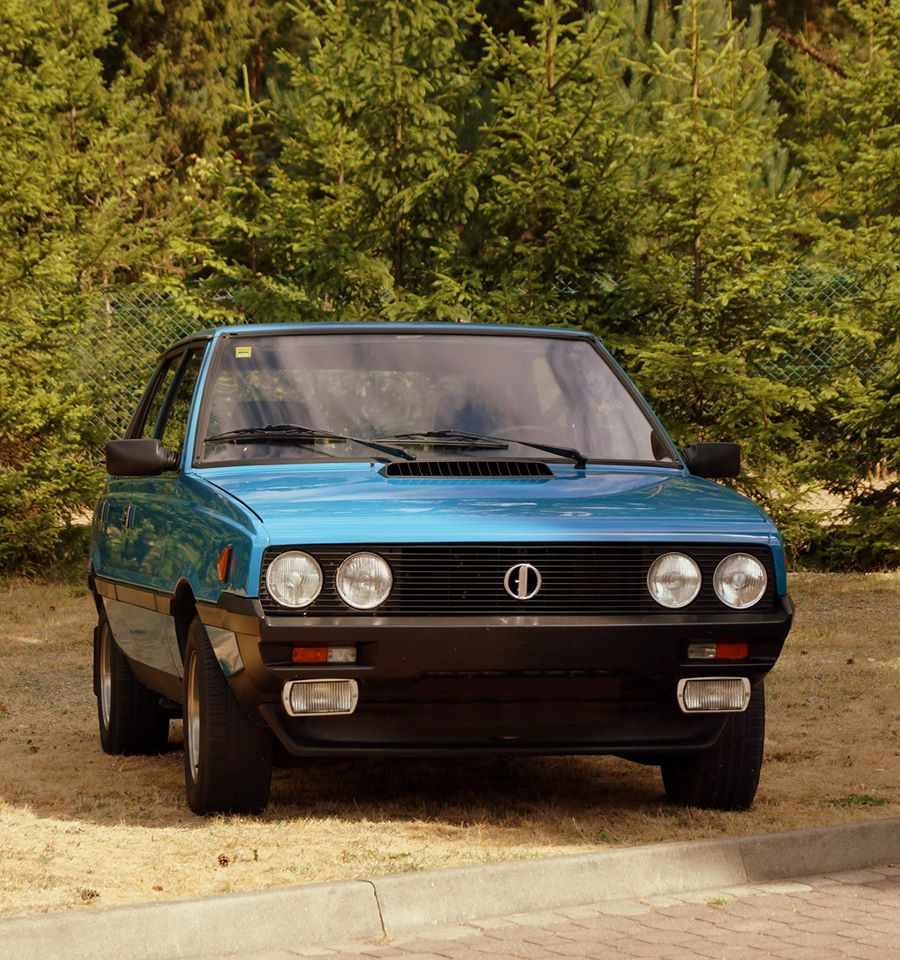
FSO Polonez MR’87 1.6 SLE z 1988 roku

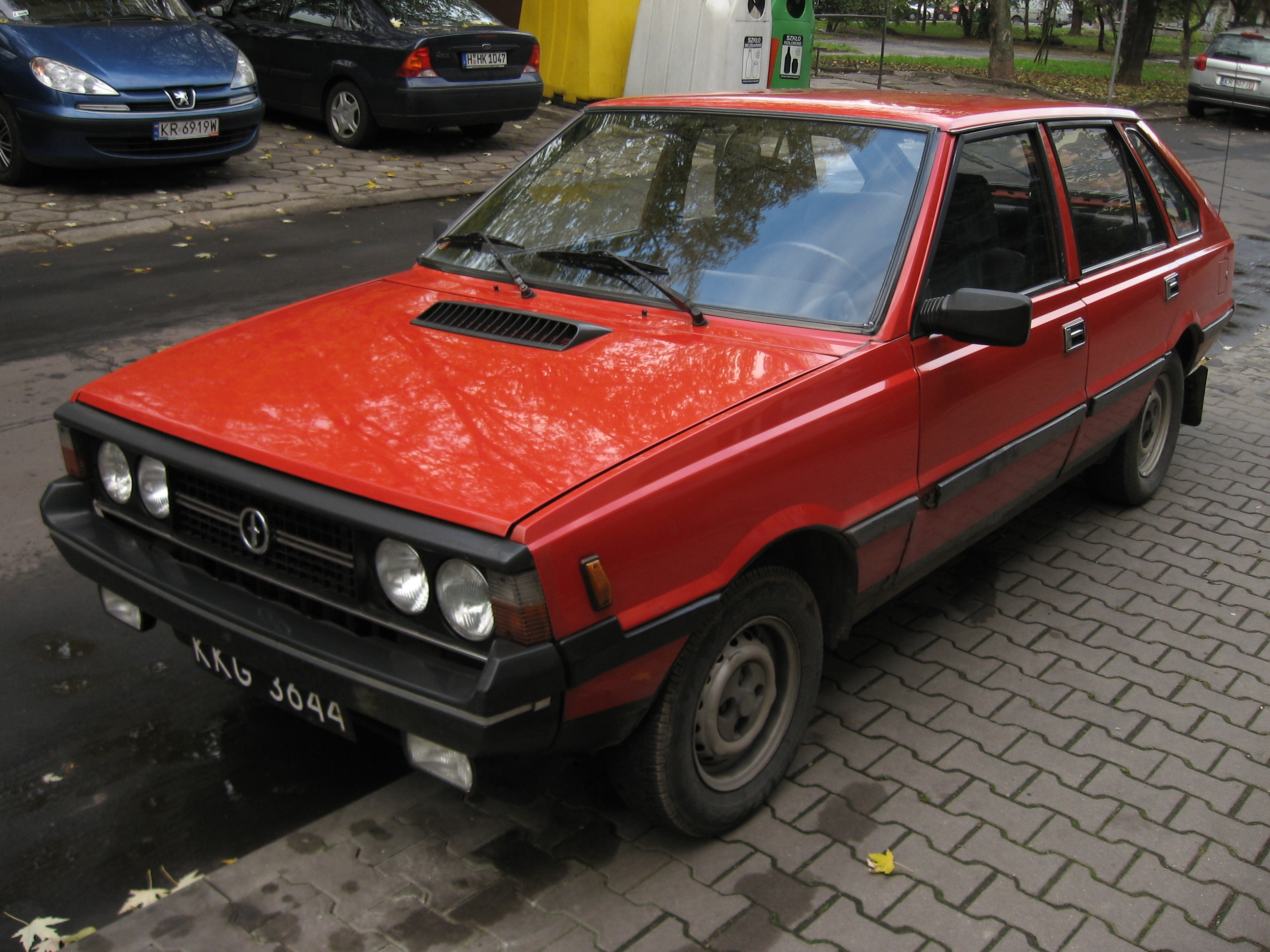
FSO Polonez MR’87 1.5 SLE z klasyczną przednią częścią nadwozia

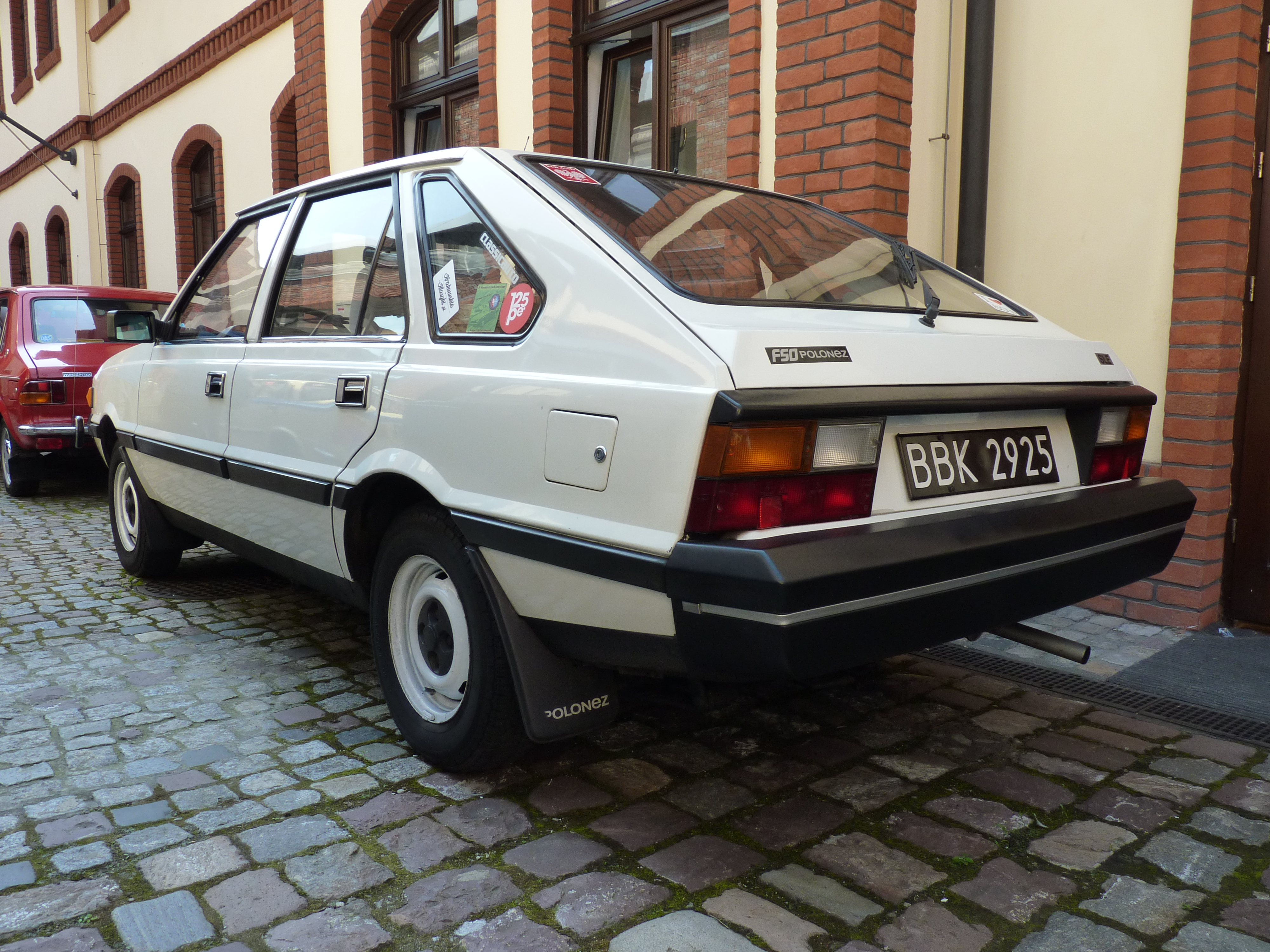
FSO Polonez MR’87 SLE – tył pojazdu

Na Międzynarodowych Targach Poznańskich w 1986 roku zaprezentowano znacząco odmieniony model. Poza zmianami wprowadzonymi już w MR'86, najbardziej zauważalną i w największym stopniu poprawiającą użytkowanie modelu zmianą było pojawienie się na słupkach „C” małych okien mających na celu poprawę widoczności, dzięki czemu model zyskał potoczne określenie „akwarium”. Zastosowano też przedni pas z modelu Coupé (w ofercie była także wersja z przednią częścią nadwozia starszego typu). W tym samym roku do produkcji wszedł drugi silnik CB o pojemności zwiększonej do 1598 cm³ i mocy 87 KM, wersja z tym silnikiem nosiła oznaczenie 1.6 LE. W 1987 roku dokonano kolejnej zmiany, zamiast tylnego plastikowego spojlera znanego już z MR’83, pojawiło się przetłoczenie na tylnej klapie. Wraz z tą modernizacją postanowiono zmienić oznaczenie wersji wyposażeniowych:
- S – nowy typ nadwozia z oknami w słupkach tylnych
- C – podstawowa wersja wyposażenia
- L – wersja ze wzbogaconym wyposażeniem
- E – silnik z zapłonem elektronicznym
- TURBO – silnik z turbodoładowaniem

Najpopularniejsze wersje tego modelu to 1.5 SLE i 1.6 SLE, a także bardzo rzadko spotykanymi: 1.3 SCE, 1.3 SL, 1.3 SLE, 1.5 SCE (głównie produkowanej na eksport), 1.5 SL, 2.0 SLE (jeszcze z silnikiem FIAT DOHC). Modele MR’87 oferowane były również ze starszym typem przedniej części nadwozia z odmiany MR’78. Samochody w takiej kompletacji przeznaczone były głównie na rynki eksportowe, a zastosowanie starszej stylizacji przedniej części nadwozia spowodowane było chęcią odróżnienia podstawowej wersji wyposażeniowej od pozostałych, bogatszych odmian. Podyktowane to było chęcią zróżnicowania cen.
1 stycznia 1988 roku rozpoczęto produkcję dostawczej wersji Poloneza – Truck.

### MR’89

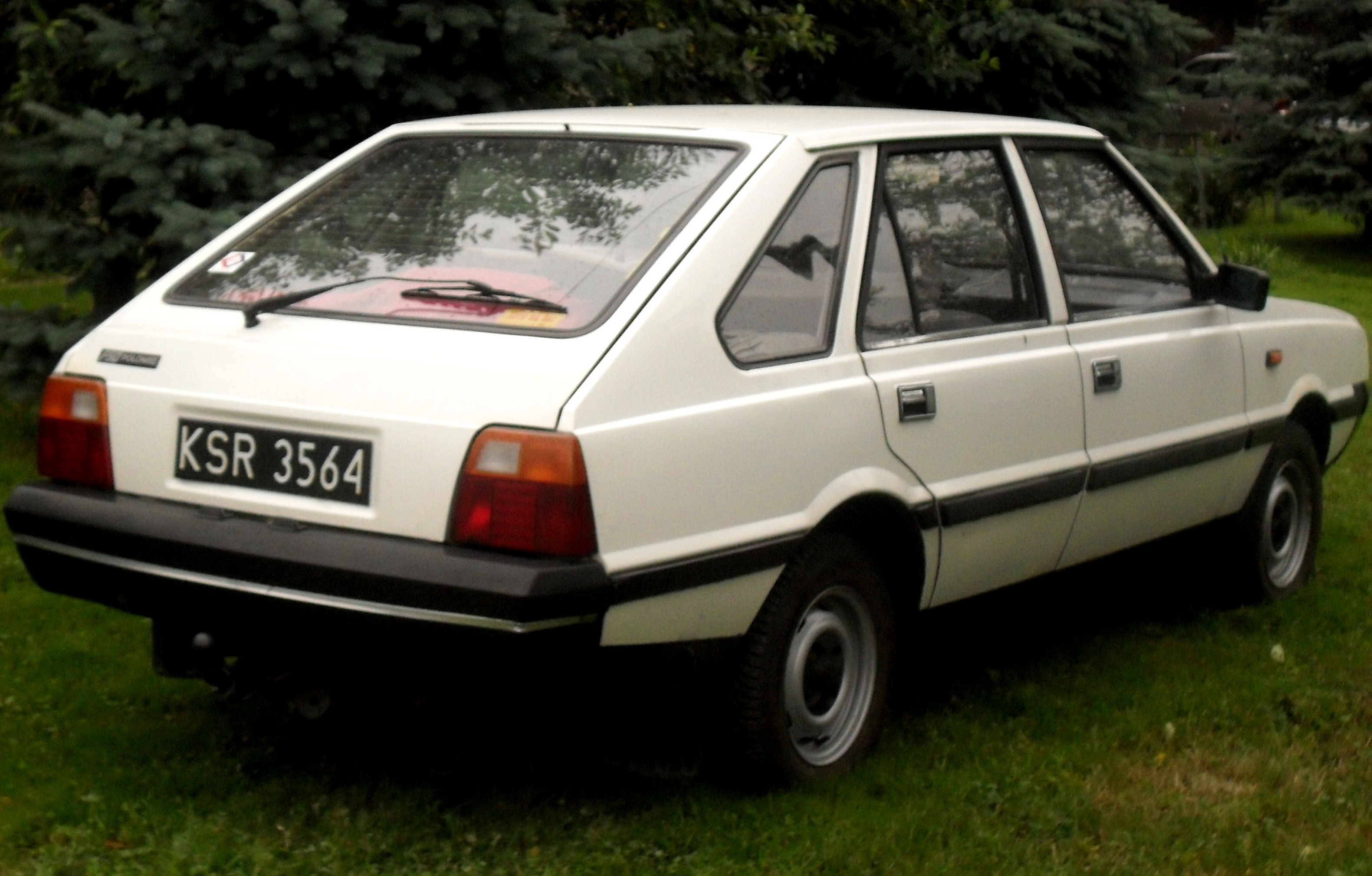
FSO Polonez MR’89 1.5 SLE

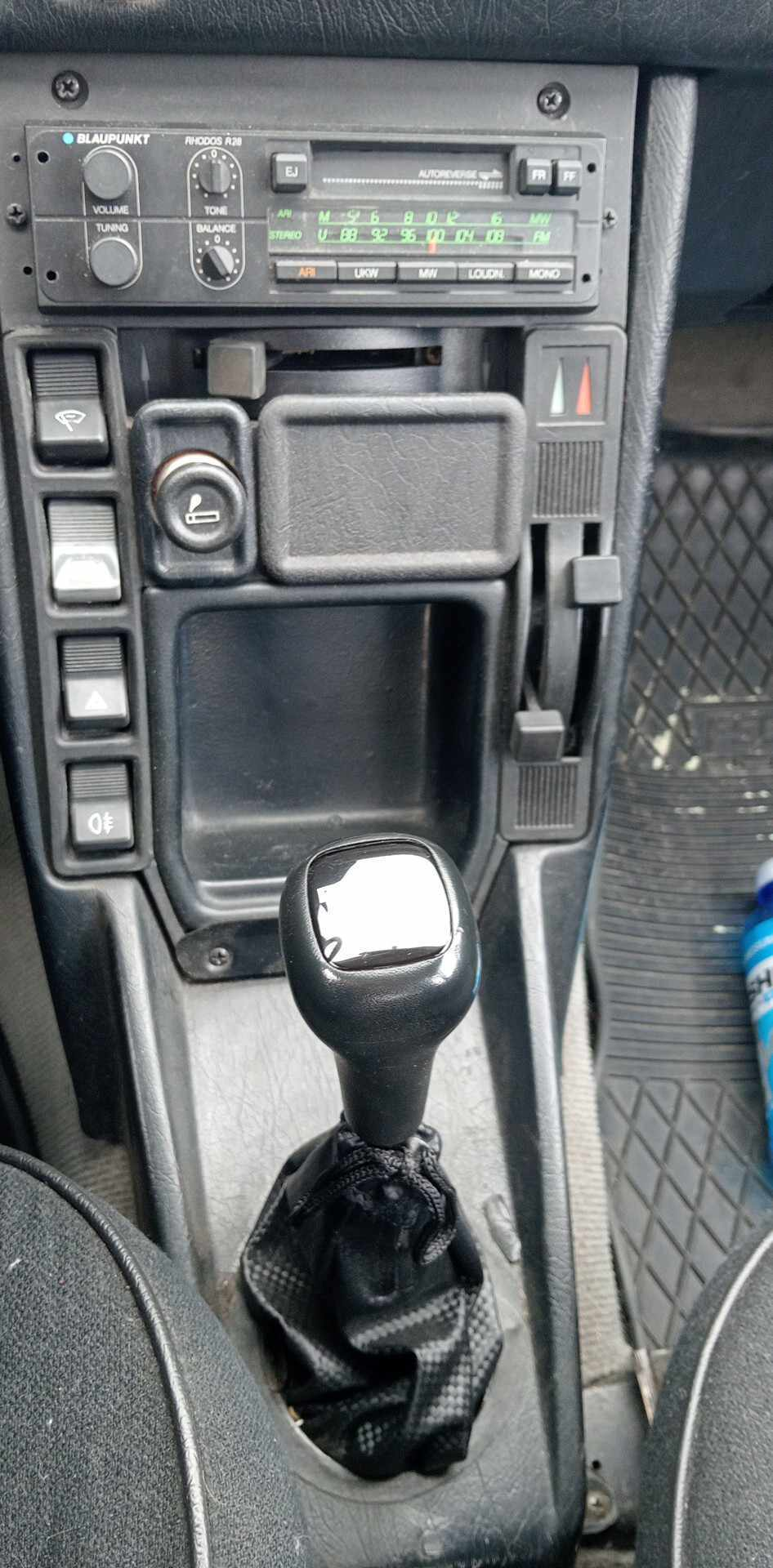
FSO Polonez MR'89 2.0 SLE (silnik Forda) – konsola środkowa z inaczej umieszczonym lewarkiem skrzyni biegów

W maju 1989 roku rozpoczęto produkcję modelu MR’89 (premiera w kwietniu 1988), w którym znaczącej zmianie poddana została tylna część nadwozia. Pojazd ten otrzymał nowe zespolone lampy tylne projektu Mirosława Kowalczuka (stosowane później w Caro) oraz tylną klapę bagażnika, której krawędź dolna sięgała do zderzaka. Dzięki przeprojektowaniu tylnej części nadwozia udało się obniżyć próg załadunku z 95 do 66 cm. Kierunkowskazy boczne zostały przemieszczone w miejsce na błotniku (bliżej drzwi), poziomo. Zmieniono także kształt i położenie tylnej wycieraczki. We wnętrzu pojawiły się nowe materiały wykorzystywane do obić boczków drzwiowych oraz siedzeń.
Od roku 1990 rozpoczęto sprzedaż niewielkiej serii pojazdów, w której źródłem napędu był silnik SOHC o pojemności 1993 cm³ i mocy 105 KM, pochodzący z zapasów magazynowych europejskiego Forda. Poloneza z tym silnikiem reklamowano hasłem „Nowe serce dla Poloneza [...] Większy komfort jazdy i poczucie ministerialnej ważności!”. Wyprodukowano ok. 500-600 Polonezów (także Caro) z silnikiem Forda, potocznie nazywanych „poldofordami”. Wersja ta odróżniała się tunelem środkowym z pionowo umieszczoną dźwignią skrzyni biegów.

### Silniki
| Wersja:              | Silnik:                          | Układ zasilania:        | Średnica cylindra × skok tłoka: | St. sprężania:    | Moc maksymalna:                     | Maks. moment obrotowy:       | 0–100 km/h:       | V-max:            |
| Silniki benzynowe    | Silniki benzynowe                | Silniki benzynowe       | Silniki benzynowe               | Silniki benzynowe | Silniki benzynowe                   | Silniki benzynowe            | Silniki benzynowe | Silniki benzynowe |
| -------------------- | -------------------------------- | ----------------------- | ------------------------------- | ----------------- | ----------------------------------- | ---------------------------- | ----------------- | ----------------- |
| 1300 BA              | R4 1,3 l (1295 cm³), OHV         | gaźnik Weber typ 34DCMP | 72 × 79,5 mm                    | 9:1               | 65 KM (47,8 kW) przy 5600 obr./min  | 93,2 N·m przy 3400 obr./min  | 22 s              | 140 km/h          |
| 1300 BB              | R4 1,3 l (1295 cm³), OHV         | gaźnik Weber typ 34DCMP | 72 × 79,5 mm                    | 7,5:1             | 60 KM (44,2 kW) przy 5500 obr./min  | 95,5 N·m przy 3000 obr./min  | b.d.              | 135 km/h          |
| 1500 AA              | R4 1,5 l (1481 cm³), OHV         | gaźnik Weber typ 34DCMP | 77 × 79,5 mm                    | 9,2:1             | 75 KM (55,2 kW) przy 5200 obr./min  | 114,7 N·m przy 3200 obr./min | 17,5 s            | 145/150 km/h      |
| 1500 AC              | R4 1,5 l (1481 cm³), OHV         | gaźnik Weber typ 34DCMP | 77 × 79,5 mm                    | 7,2:1             | 70 KM (51,5 kW) przy 5200 obr./min  | 106 N·m przy 3400 obr./min   | b.d.              | 143 km/h          |
| 1500 AB              | R4 1,5 l (1481 cm³), OHV         | gaźnik Weber typ 34DCMP | 77 × 79,5 mm                    | 9,2:1             | 82 KM (60,4 kW) przy 5200 obr./min  | 113,8 N·m przy 3400 obr./min | 15 s              | 155/160 km/h      |
| 1500 Turbo N         | R4 1,5 l (1481 cm³), OHV         | gaźnik 34DCMPT          | 77 × 79,5 mm                    | 8,5:1             | 106 KM (76 kW) przy 6000 obr./min   | 180 N·m przy 3200 obr./min   | 11 s              | 180 km/h          |
| 1500 Turbo A         | R4 1,5 l (1481 cm³), OHV         | gaźnik 34DCMPT          | 77 × 79,5 mm                    | 8,5:1             | 190 KM (140 kW) przy 7000 obr./min  | 240 N·m przy 3200 obr./min   | 8,5 s             | 220 km/h          |
| 1500 Turbo           | R4 1,5 l (1481 cm³), OHV, turbo  | wtrysk paliwa           | 77 × 79,5 mm                    | b.d.              | 95 KM (70 kW) przy 5500 obr./min    | 155 N·m przy 3500 obr./min   | 13,0 s            | 165 km/h          |
| 1600                 | R4 1,6 l (1598 cm³), OHV         | gaźnik                  | 80 × 79,5 mm                    | 9,5:1             | 87 KM (65 kW) przy 5400 obr./min    | 130 N·m przy 4000 obr./min   | 14,9 s            | 163 km/h          |
| 2000                 | R4 2,0 l (1995 cm³), DOHC        | gaźnik Weber typ 34 ADF | 84 × 90 mm                      | 9:1               | 112 KM (82,4 kW) przy 5600 obr./min | 157,9 N·m przy 3000 obr./min | 12 s              | 165/175 km/h      |
| 2000 SLE             | R4 2,0 l (1993 cm³), SOHC        | gaźnik                  | 86 × 86 mm                      | 10,3:1            | 105 KM (77 kW) przy 5500 obr./min   | 170 N·m przy 3000 obr./min   | 12,4 s            | 165/170 km/h      |
| Silniki wysokoprężne |                                  |                         |                                 |                   |                                     |                              |                   |                   |
| 2.0 D Turbo          | R4 2,0 l (1995 cm³), VM 488 HT/2 | pompa wtryskowa Bosch   | 88 × 82 mm                      | 22:1              | 84 KM (62 kW) przy 4300 obr./min    | 162 N·m przy 2500 obr./min   | 20 s              | 145 km/h          |

## FSO Polonez Caro MR’91 i MR’93

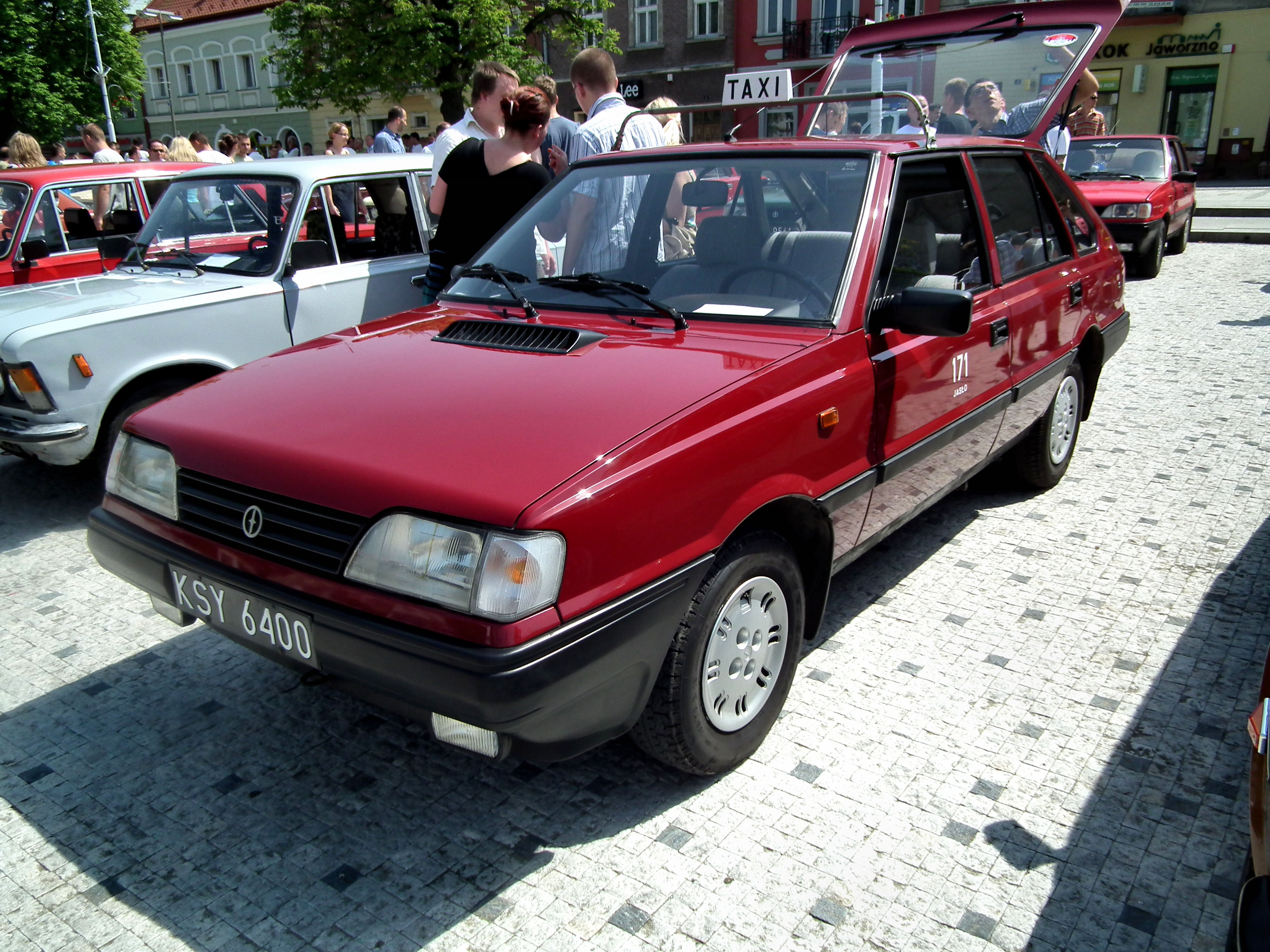
FSO Polonez Caro MR’91 1.6 GLE z 1993 roku.

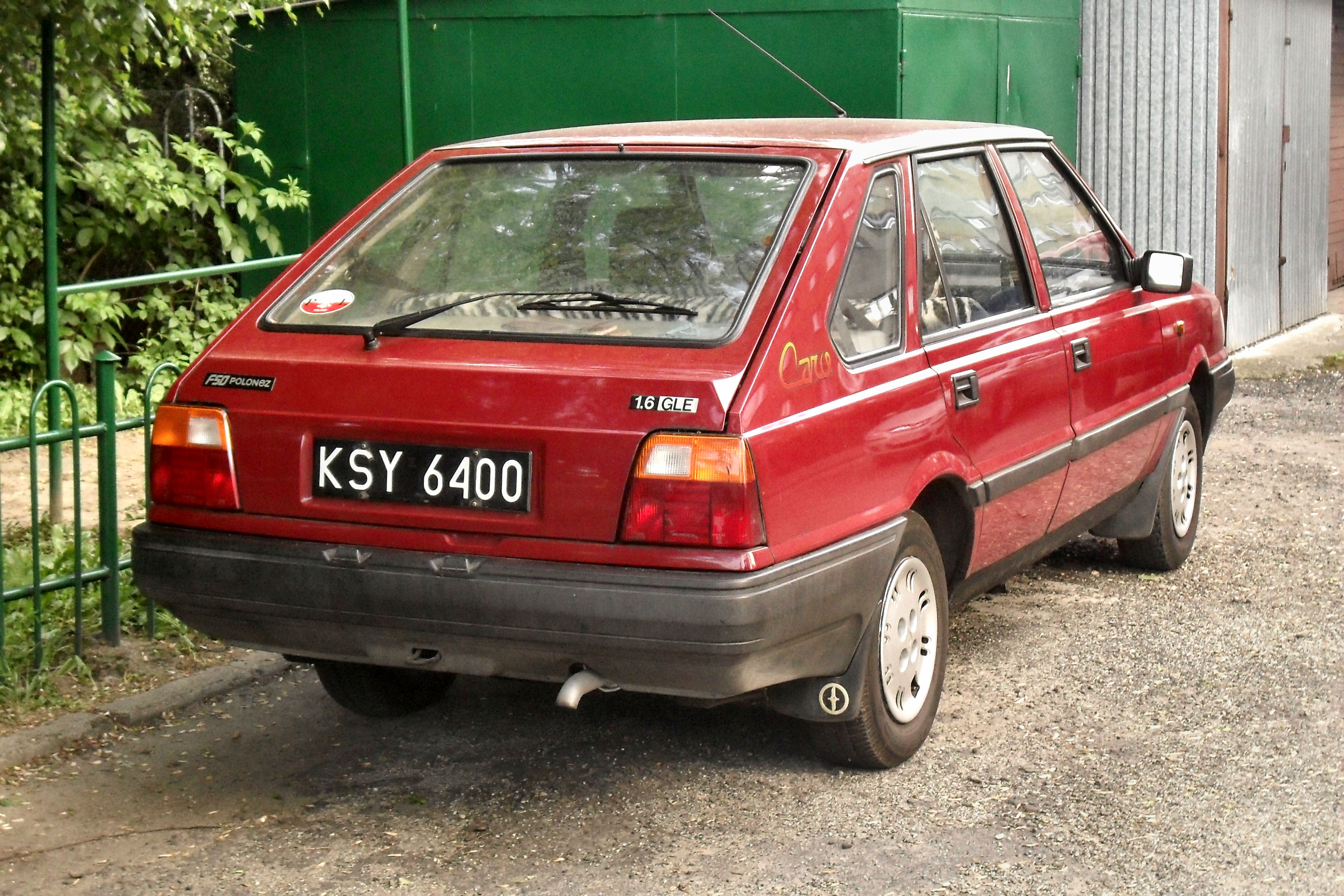
FSO Polonez Caro MR’91 1.6 GLE

W połowie lat 80. rozpoczęto prace nad nową wersją Poloneza, przygotowano kilka szkiców i projektów, autorem jednego z nich był Cezary Nawrot. Kierownikiem projektu był Jan Politowski, ostateczną wersję nadwozia zaprojektowali Antoni Kasznicki i Mirosław Kowalczuk. 31 lipca 1991 roku rozpoczęto produkcję seryjną modelu Caro. Nazwę zaproponował Jarosław Dubaniewicz. Wprowadzono w niej prawie 270 zmian konstrukcyjnych i stylistycznych, znacząco zmodernizowano nadwozie – m.in. zastosowano nowe przednie reflektory i inaczej wyprofilowane zderzaki, w układzie wydechowym zastosowano tłumik środkowy. We wnętrzu zmieniono m.in. kierownicę oraz dodano regulację wysokości mocowania pasów przednich. Powiększono także znacznie listę wyposażenia dodatkowego, w jego skład wchodziły m.in.: obręcze kół ze stopów metali lekkich, szyberdach, autoalarm, sportowe fotele Inter Groclin, elektrycznie sterowane szyby przednie, centralny zamek, radioodbiornik, głośniki, lakier metalizowany. Nabywca miał do wyboru różne wersje silnikowe, tylne mosty o różnych przełożeniach oraz wyposażenie dodatkowe. Polonez Caro spełniał europejskie normy bezpieczeństwa ECE. Od roku 1991 gwałtownie zaczął wzrastać poziom produkcji Poloneza.
W 1991 roku do palety silników dołączył diesel XUD9A / XUD9A/L o pojemności 1905 cm³ i mocy 70 KM (51 kW) produkcji francuskiego koncernu PSA. Inny silnik wymusił także zmianę układu zasilania, chłodzenia, rozrusznika oraz alternatora.
W 1992 roku rozszerzono ofertę o silniki 1.5/1.6 z układem jednopunktowego wtrysku paliwa i katalizatorem (wersje oznaczone jako GLI). Można było również wybrać wersję wtryskową bez katalizatora. Silniki przystosowane zostały do pracy na benzynie bezołowiowej. Wprowadzono zmodernizowany wał kierownicy. Został on skonstruowany tak, aby w czasie zderzenia skracał się oraz zniekształcał, pochłaniając energię, chroniąc tym samym kierowcę. Polonez Caro zyskał w Polsce wysoką popularność, w 1992 roku sprzedano ponad 80 000 egzemplarzy modelu.
W nagrodę za zdobycie srebrnego medalu na letnich Igrzyskach Olimpijskich w Barcelonie w 1992 roku reprezentanci Polski w piłce nożnej otrzymali od władz FSO Polonezy Caro w limitowanej wersji w kolorze złotym.

### MR’93

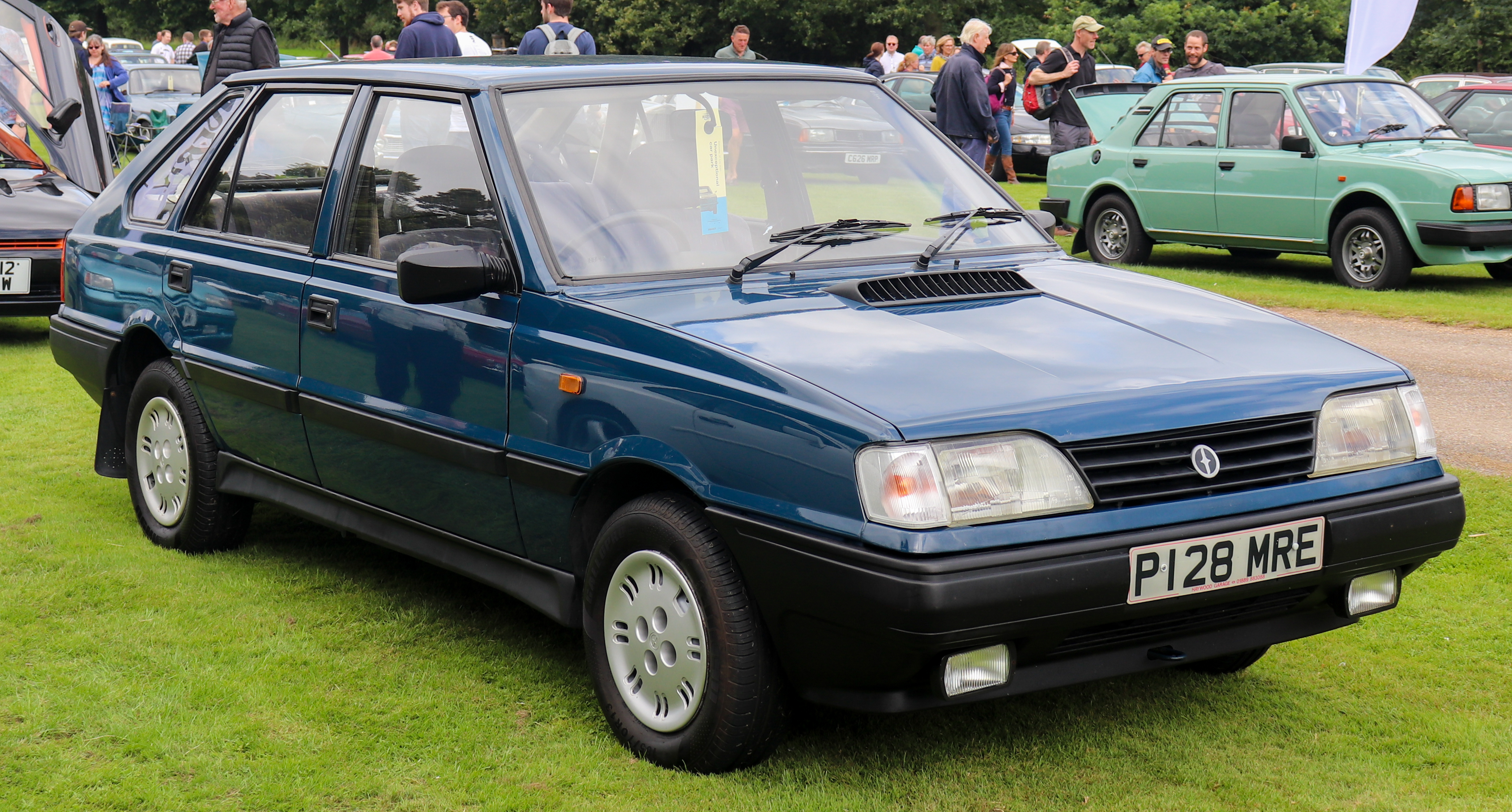
Pierwsza seria FSO Poloneza Caro MR'93, która charakteryzowała się m.in. szerszym rozstawem kół i przetłoczeniem na masce, ale nadal występował na niej plastikowy uchwyt, metalowym podszybiem i wnętrzem takim jak w modelu MR'91. MR'93 w takiej kompletacji produkowano tylko od kwietnia do września 1993 roku. Na zdjęciu wersja na rynek brytyjski.

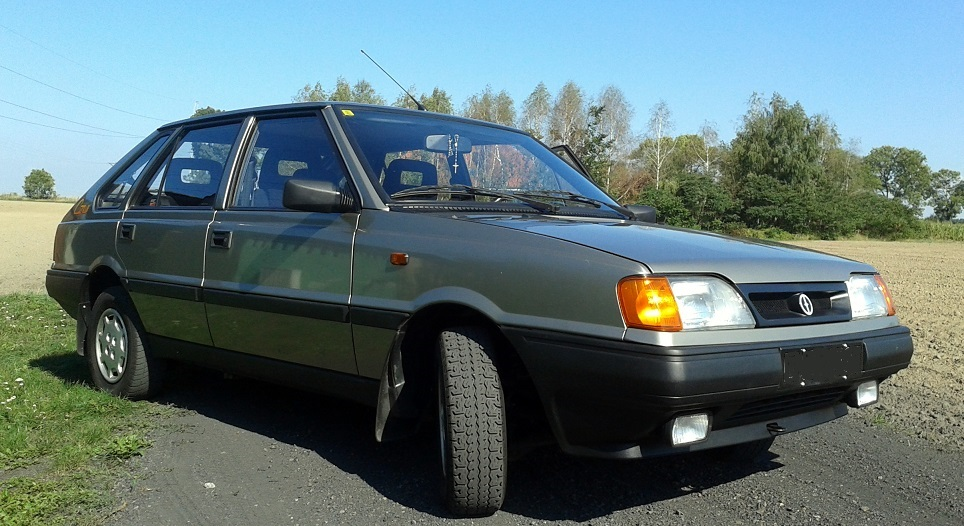
FSO Polonez Caro z roku 1995

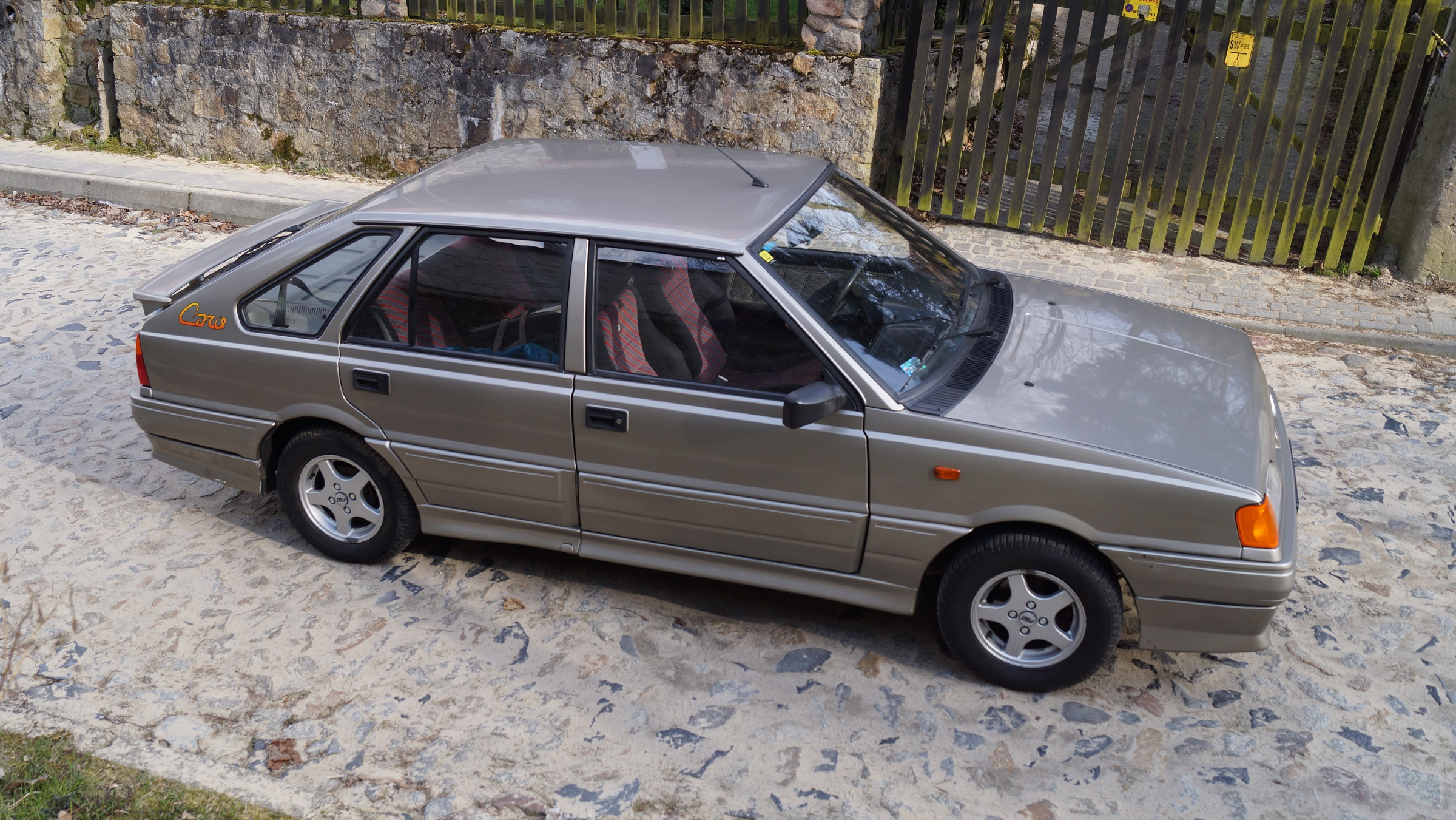
FSO Polonez Caro 1.6 GLI z 1996 roku, wyposażony w pakiet stylistyczny Orciari i felgi Riale

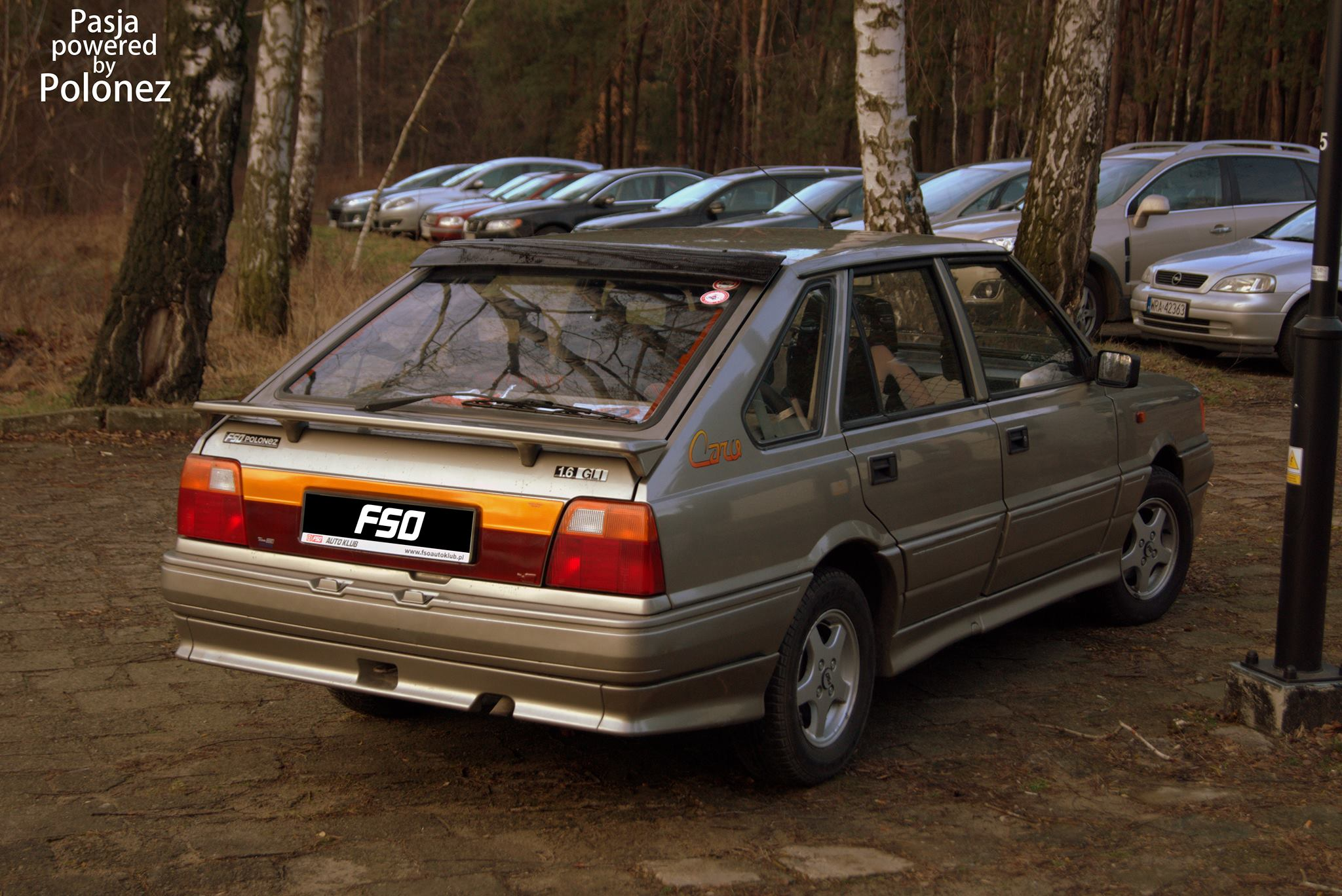
Tył modelu Caro 1.6 GLI z pakietem stylistycznym Orciari

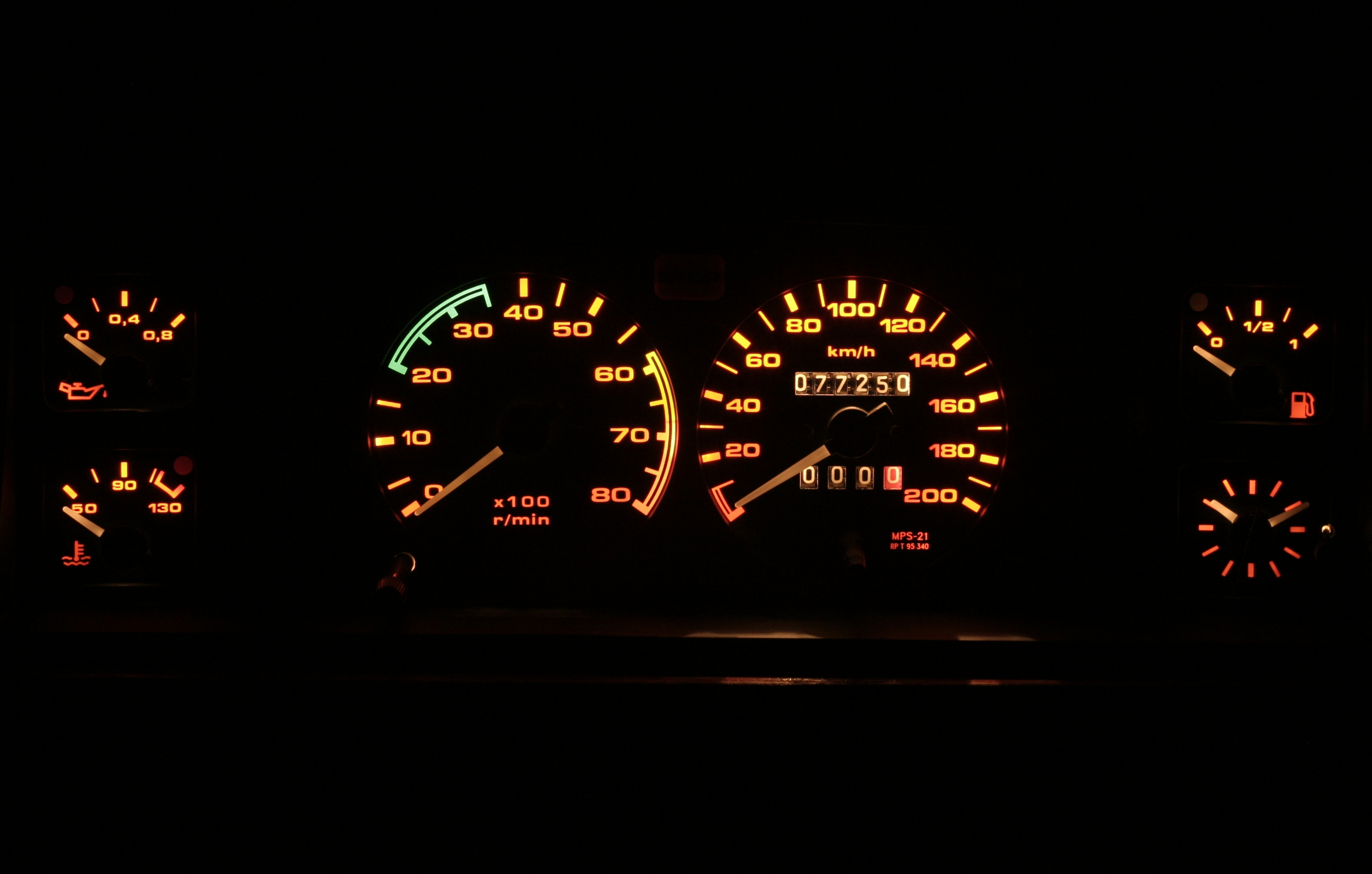
Zestaw wskaźników FSO Poloneza Caro MR'93 z silnikiem OHV

W 1993 roku miało miejsce kilka modernizacji samochodu: w pierwszej połowie roku poszerzono rozstaw kół o 59 mm, co poprawiło stateczność auta. Na jesieni miała miejsca kolejna seria zmian: z maski silnika zniknął plastikowy chwyt powietrza, którego rolę przejął nowy plastikowy pas podszybia w miejsce metalowego, zmodernizowano instalację elektryczną, ulepszono mechanizm wycieraczek, zastosowano nowy zestaw wskaźników i podświetlenie diodowe wszystkich przełączników oraz przesunięto obie osie ramion wycieraczki w lewo o około 60 mm. Poprawiono także ogrzewanie i wentylację wnętrza poprzez montaż czterech nawiewów w kabinie pasażerskiej (jednocześnie zmieniono ich kształt), dodano regulację wysokości świateł z wnętrza kabiny, wyłącznik czasowy oświetlenia kabiny pasażerskiej i inne. Oświetlenie wnętrza kabiny włączało się teraz automatycznie wraz z otwarciem drzwi i gasło po uruchomieniu silnika lub po około 15–20 sekundach od zamknięcia drzwi. Jako opcjonalne wyposażenie pojawiło się m.in. hydrauliczne wspomaganie kierownicy, klimatyzacja, centralny zamek, elektrycznie sterowane szyby, elektrycznie regulowane i podgrzewane lusterka, pakiet stylistyczny Orciari (w wersji lakierowanej i nielakierowanej), fotele kubełkowe Inter Groclin (z opcją podgrzewania). Modyfikacjom poddawany był także silnik: zastosowano nowe pierścienie tłokowe, w wersji 1.6 nowe tłoki. W 1994 roku sprzedano ponad 100 000 egzemplarzy Poloneza Caro.
Podczas całego okresu produkcji Poloneza Caro MR’93 co roku lub nawet częściej wprowadzano kolejne mniejsze czy większe modyfikacje, m.in.: zmiana mocowania zacisków przednich hamulców w celu zmniejszenia promienia zawracania, nowy układ hamulcowy typu LUCAS (najpierw jako opcja, a w drugiej połowie 1995 roku jako standard (oprócz samochodów z silnikiem Diesla)), termiczny włącznik ogrzewania tylnej szyby (wcześniej ogrzewanie włączało się automatycznie niezależnie od temperatury zewnętrznej), dodatkowe wywietrzniki w tylnych drzwiach (1996), nowy typ podsufitki (1996), nowy typ osłony wewnętrznej maski silnika (1996) i wiele innych. W 1995 roku wycofano z Poloneza silniki 1.5, pozostawiono w ofercie wyłącznie jednostki wyposażone we wtrysk paliwa i katalizator.
Od grudnia 1993 do 1998 (włącznie) roku produkowano również wersję z nowoczesnym silnikiem DOHC z wtryskiem wielopunktowym 1.4 16v (seria K16 MPI) firmy Rover osiągającym moc maksymalną 103 KM (76 kW) z pojemności 1398 cm³. Samochód z tym silnikiem miał także inne sprzęgło, zawieszenie silnika, układ wydechowy, zasilania, chłodzenia oraz aparat zapłonowy. Nowy motor wymusił przeprojektowanie poprzeczki zawieszenia przedniego oraz przeniesienie akumulatora z prawej na lewą stronę. Polonez wyposażony w tę jednostkę napędową charakteryzował się znacznie lepszymi osiągami, według danych producenta rozwijał prędkość maksymalną 160 km/h, przyspieszając od 0 do 100 km/h w 13,8 s.
W tym okresie opcjonalne były również cztery wersje obręczy kół ze stopów metali lekkich: „szprychowa”, z trzema ramionami, które produkowane były we Włoszech oraz dwie wersje pięcioramienne – jedna produkowana na zlecenie FSO przez firmę „RIAL” oraz druga Tip-Top, która produkowana była w Polsce.
W połowie lat 90. Polonez Caro był najchętniej kupowanym nowym samochodem w Polsce.

### Oznaczenia dostępnych wersji
Oznaczenie wersji samochodu (maksymalnie trzyliterowe) oraz pojemności skokowej umieszczano na klapie bagażnika nad prawą lampą. Stosowane symbole to:
- G – zmodernizowany typ nadwozia przygotowany dla wersji Caro
- L – luksusowe wykończenie, wszystkie Polonezy Caro powstawały w tej specyfikacji
- D – samochód z silnikiem o zapłonie samoczynnym
- E – silnik gaźnikowy ekonomiczny o zapłonie elektronicznym
- I – silnik benzynowy z wtryskiem paliwa

### Wyposażenie dodatkowe

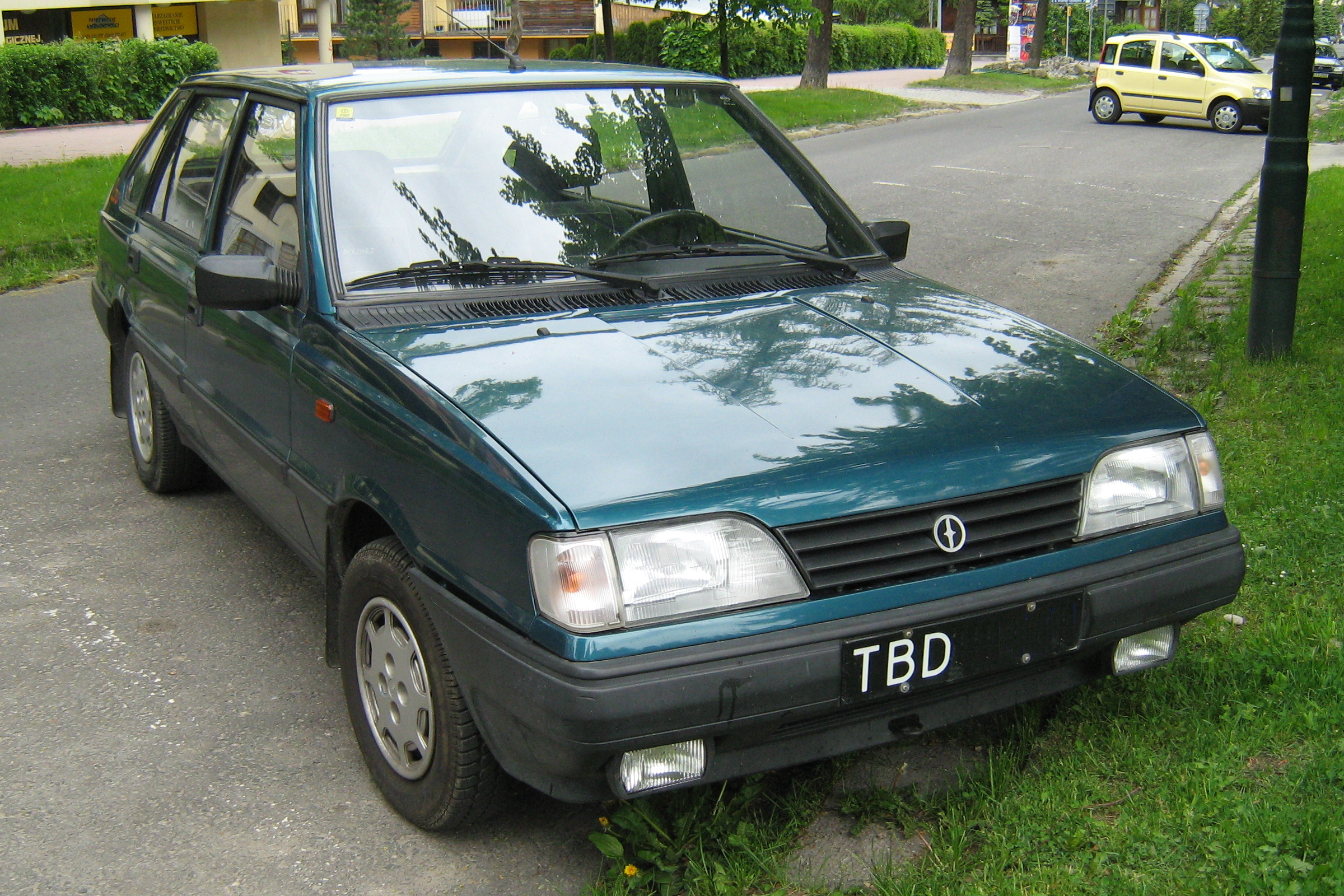
FSO Polonez Caro MR’93

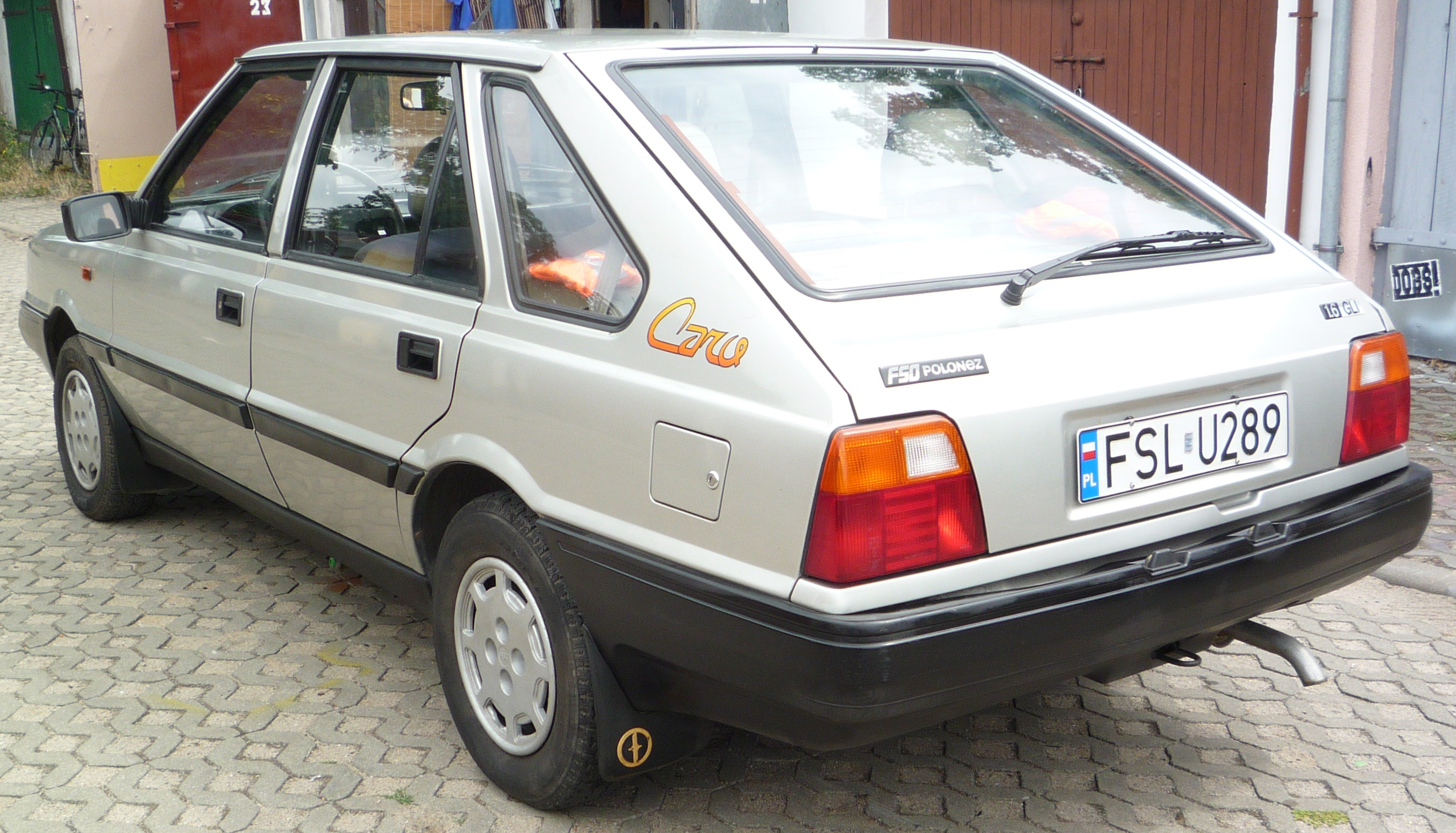
FSO Polonez Caro MR’93 1.6 GLI – tył pojazdu

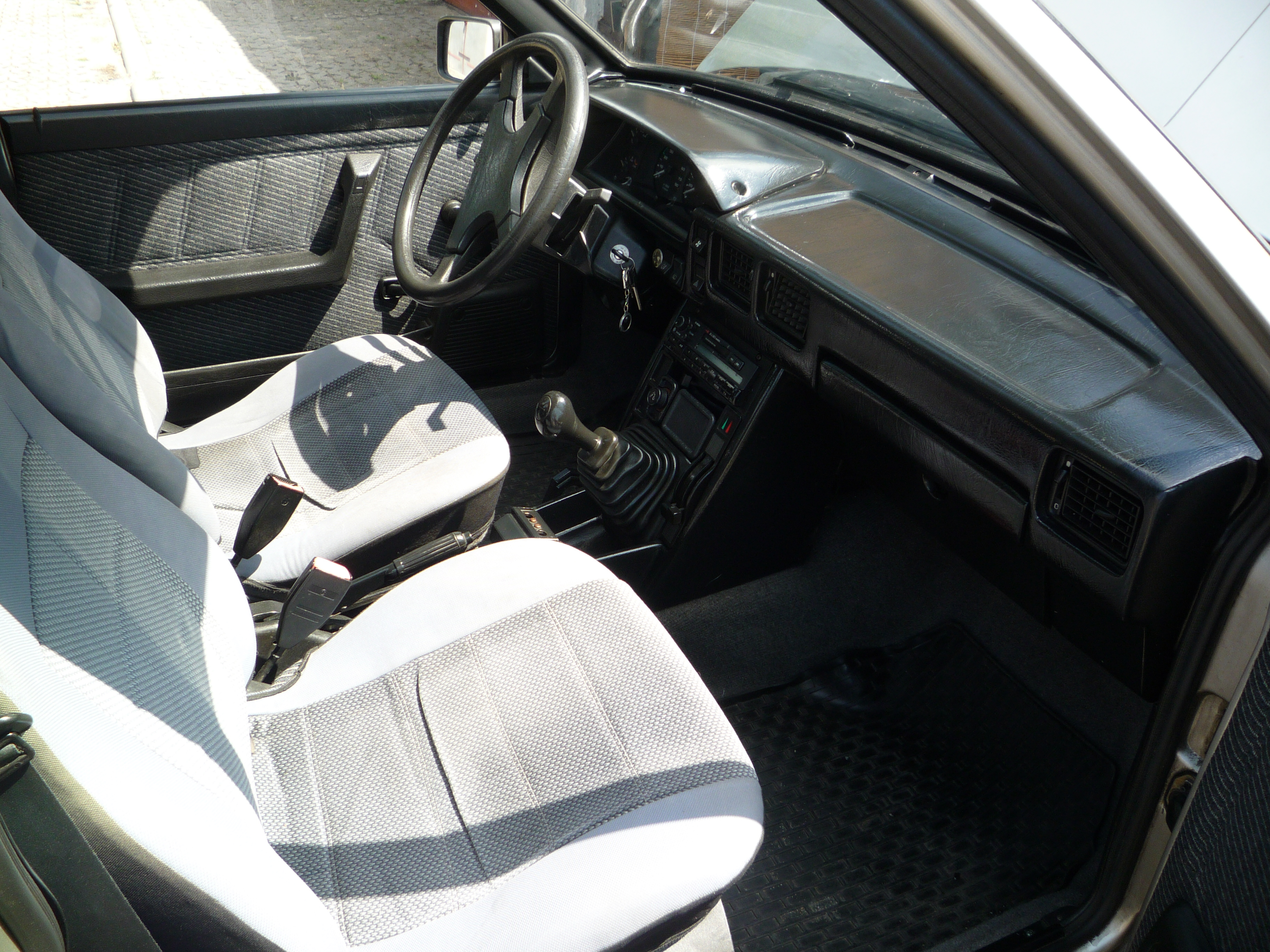
Wnętrze FSO Poloneza Caro MR’93 (1996)

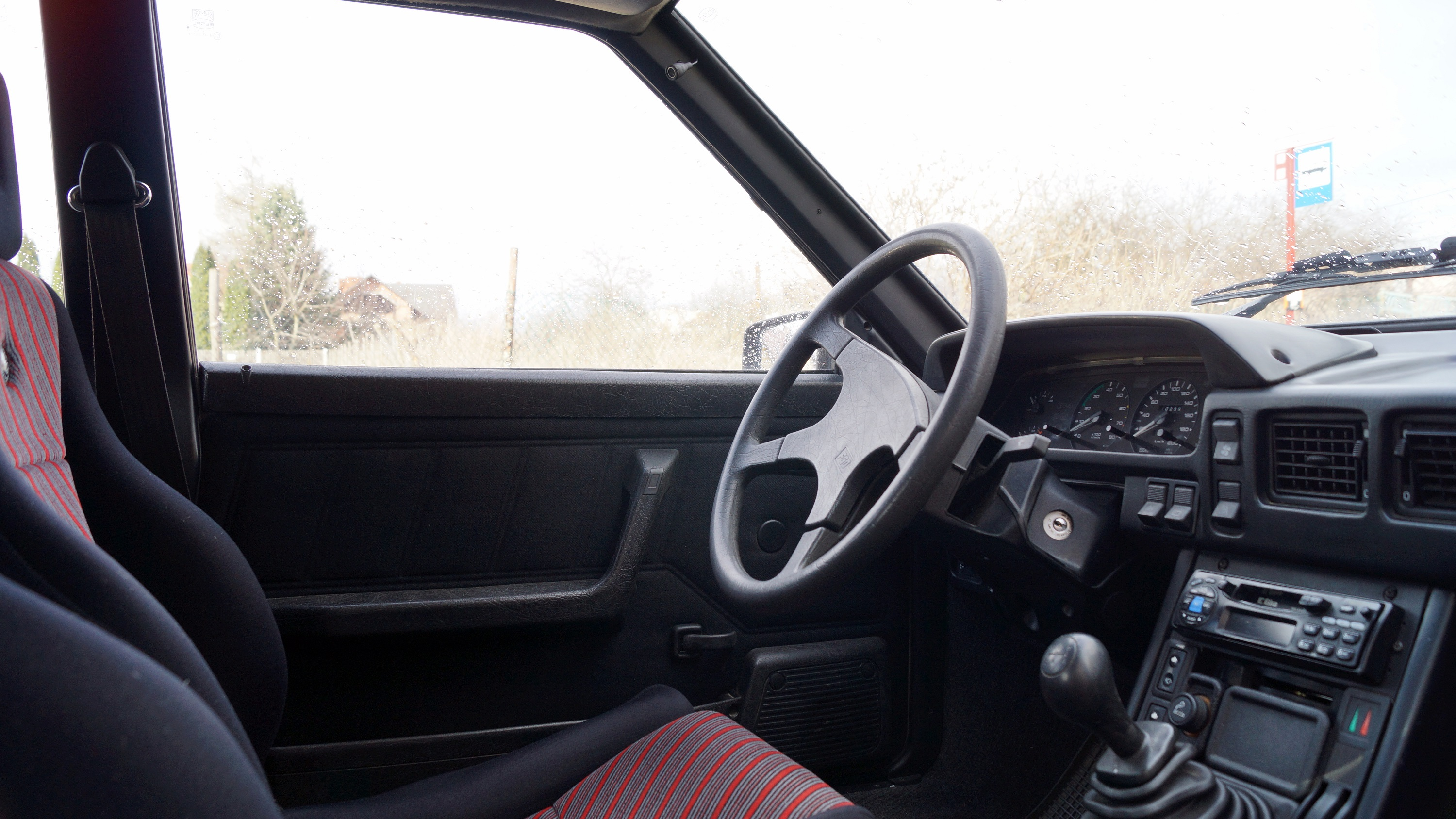
Wnętrze FSO Polonez Caro z dodatkowym wyposażeniem

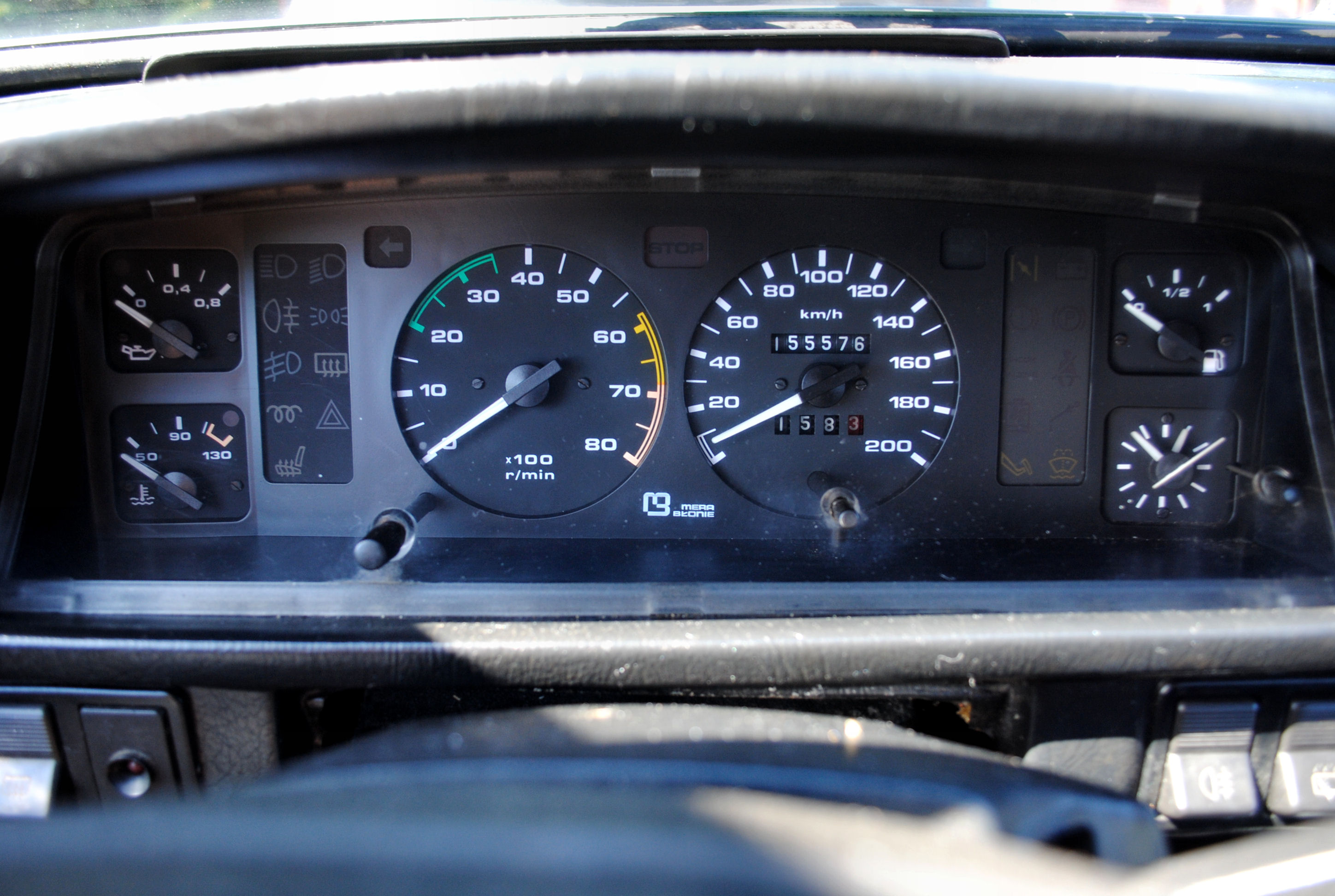
Zestaw wskaźników FSO Poloneza Caro MR’93 z silnikiem OHV

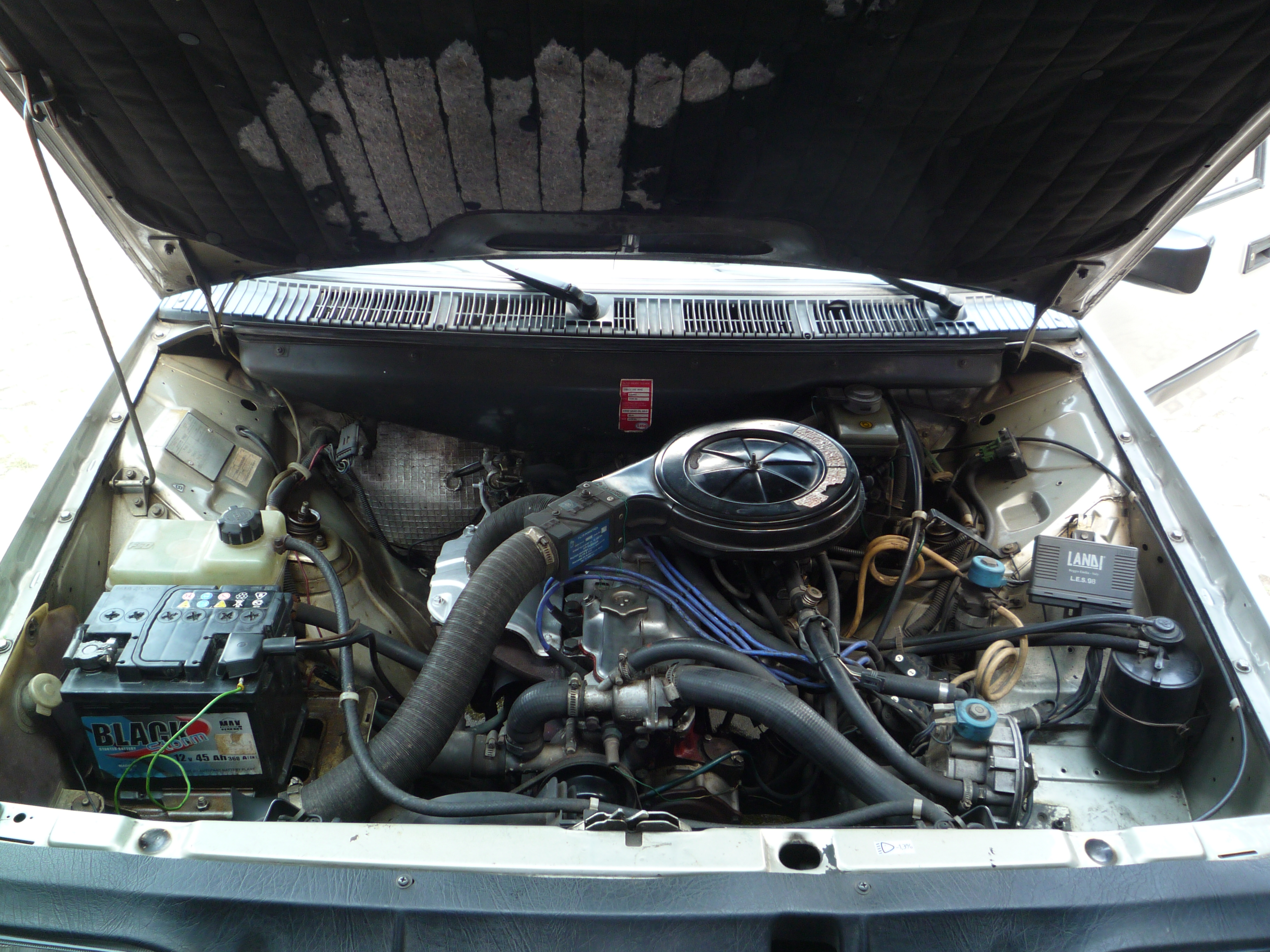
Silnik 1,6 GLI 1600 CE z instalacją LPG

- centralny zamek (trzy warianty: Patrol, Agent i Sikura)[49]
- układ hamulcowy Lucas (do połowy 1995 r.)
- autoalarm[49]
- elektryczna regulacja uchylenia szyb przednich[49]
- pakiet stylistyczny Orciari (wersja lakierowana lub nie)[64]
- fotele Inter Groclin Auto (trzy warianty: Standard, Relax, Akupresura)[64]
- lakier metalizowany[64]
- alufelgi[64]
- wspomaganie kierownicy[64]
- klimatyzacja[64]
- szyberdach
- blokada skrzyni biegów Multi-Lock
- elektrycznie sterowane i podgrzewane lusterka[64]
- owiewki HEKO
- przyciemniane szyby
- podgrzewane przednie siedzenia
- skórzana kierownica i gałka zmiany biegów

### Silniki
W tabelce podano dane dla samochodu z 4 osobami i 50 kg bagażu na pokładzie
| Wersja:              | Silnik:                              | Układ zasilania:              | Średnica cylindra × skok tłoka: | St. sprężania:    | Moc maksymalna:                    | Maks. moment obrotowy:     | 0–100 km/h:       | V-max:            | Przełożenie mostu: |
| Silniki benzynowe    | Silniki benzynowe                    | Silniki benzynowe             | Silniki benzynowe               | Silniki benzynowe | Silniki benzynowe                  | Silniki benzynowe          | Silniki benzynowe | Silniki benzynowe | Silniki benzynowe  |
| -------------------- | ------------------------------------ | ----------------------------- | ------------------------------- | ----------------- | ---------------------------------- | -------------------------- | ----------------- | ----------------- | ------------------ |
| 1500 AB              | R4 1,5 l (1481 cm³), OHV             | gaźnik Weber typ 34S2C 12/100 | 77 × 79,5 mm                    | 9,2:1             | 82 KM (60,5 kW) przy 5200 obr./min | 114 N·m przy 3400 obr./min | 18,0 s            | 150 km/h          | 10/41              |
| 1600 CB              | R4 1,6 l (1598 cm³), OHV             | gaźnik Weber typ 34S2C 16/100 | 80 × 79,5 mm                    | 9,5:1             | 87 KM (64 kW) przy 5200 obr./min   | 132 N·m przy 3800 obr./min | 16,3 s            | 155 km/h          | 11/43              |
| 1500 AE              | R4 1,5 l (1481 cm³), OHV             | wtrysk Multec TBI 700         | 77 × 79,5 mm                    | 9,2:1             | 76 KM (56 kW) przy 5400 obr./min   | 115 N·m przy 2800 obr./min | 17,5 s            | 150 km/h          | 10/41              |
| 1600 CE              | R4 1,6 l (1598 cm³), OHV             | wtrysk Multec TBI 700         | 80 × 79,5 mm                    | 9,5:1             | 80 KM (59 kW) przy 5000 obr./min   | 125 N·m przy 3200 obr./min | 15,0 s            | 155 km/h          | 11/43              |
| 1500 AF              | R4 1,5 l (1481 cm³), OHV             | wtrysk Multec TBI 700         | 77 × 79,5 mm                    | 9,2:1             | 77 KM (57 kW) przy 5400 obr./min   | 115 N·m przy 2800 obr./min | 17,5 s            | 152 km/h          | 10/41              |
| 1600 CF              | R4 1,6 l (1598 cm³), OHV             | wtrysk Multec TBI 700         | 80 × 79,5 mm                    | 9,5:1             | 81 KM (60 kW) przy 5200 obr./min   | 125 N·m przy 3200 obr./min | 15,0 s            | 156 km/h          | 11/43              |
| 1400 EL              | R4 1,4 l (1398 cm³), DOHC            | wtrysk                        | 75 × 79 mm                      | 10.5:1            | 103 KM (76 kW) przy 6000 obr./min  | 127 N·m przy 5000 obr./min | 13,9 s            | 160 km/h          | 10/43              |
| 2000 GLE             | R4 2,0 l (1993 cm³), SOHC            | gaźnik                        | 91 × 97 mm                      | 9,2:1             | 105 KM (77 kW) przy 5200 obr./min  | 157 Nm przy 4000 obr./min  | 12,0 s            | 165 km/h          | 11/43              |
| Silniki wysokoprężne |                                      |                               |                                 |                   |                                    |                            |                   |                   |                    |
| 1900 EJ              | R4 1,9 l (1905 cm³), PSA XUD9A, SOHC | pompa wtryskowa Bosch         | 83 × 88 mm                      | 23:1              | 70 KM (51 kW) przy 4600 obr./min   | 120 N·m przy 2000 obr./min | 19,0 s            | 140 km/h          | 11/41              |

### Atu

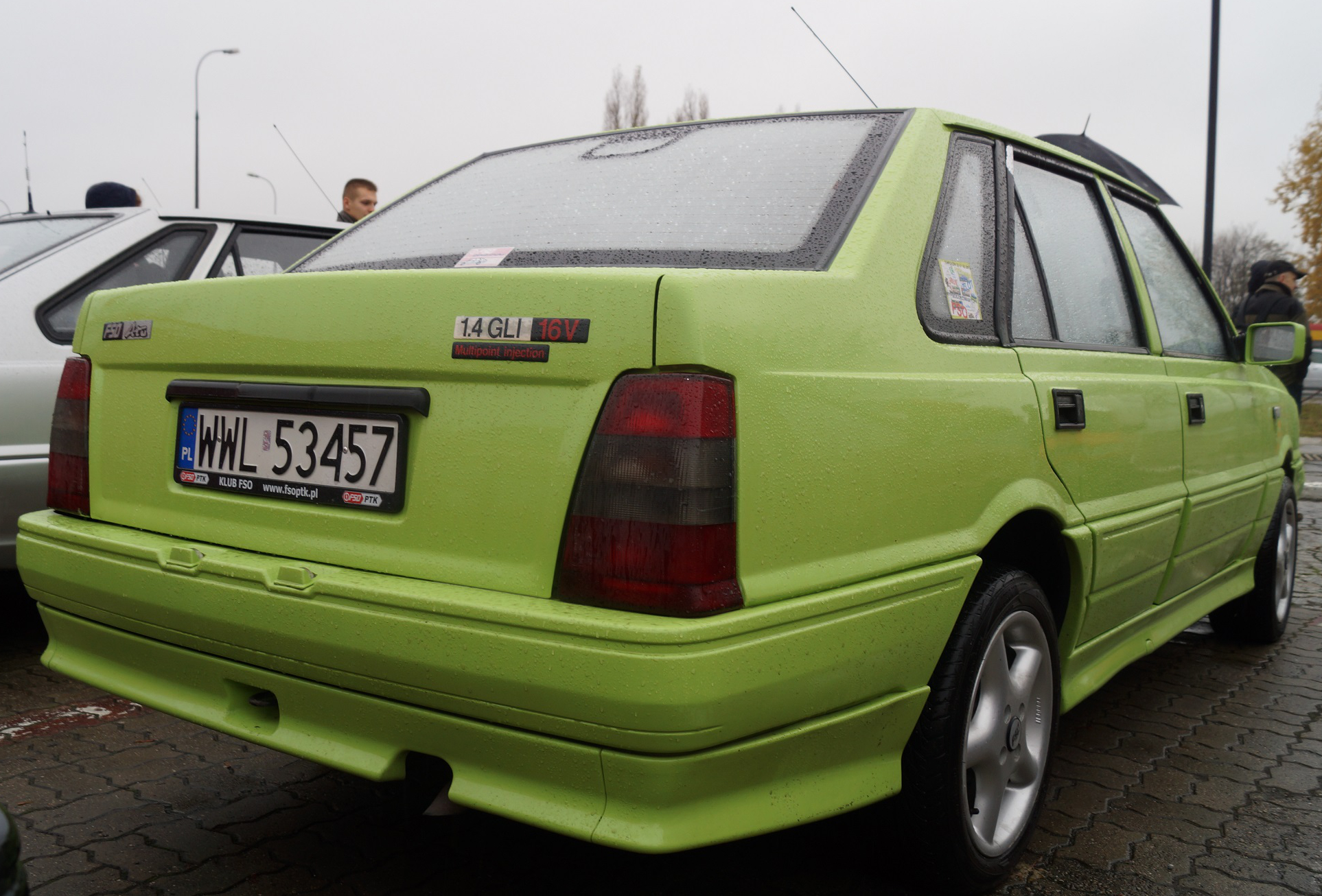
FSO Atu 1.4 GLI 16V z 1996 roku, wyposażony w pakiet stylistyczny Orciari, w lakierze nr A23 (tabliczka znamionowa) potocznie zwany „Limited”. Kilkadziesiąt Polonezów Atu w podobnej konfiguracji stało na parkingu przy torze FSO jeszcze przed oficjalną premierą.

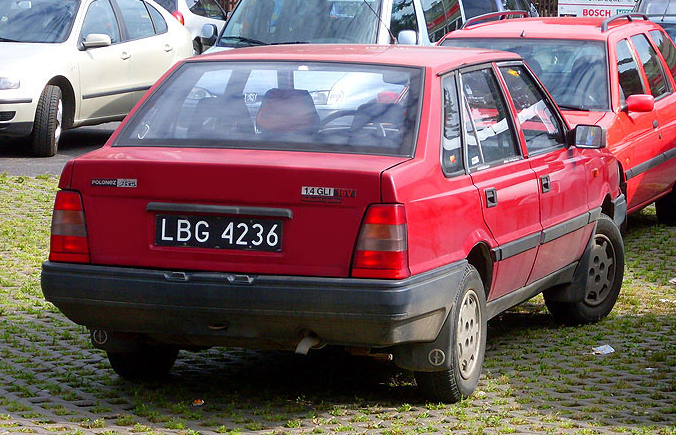
FSO Polonez Atu 1.4 GLI 16V

Prototyp Poloneza w wersji sedan zaprezentowano 30 kwietnia 1994 roku na Międzynarodowych Targach Motoryzacyjnych w Poznaniu. Spotkał się on z entuzjastycznym przyjęciem publiczności i w rezultacie skierowany został do produkcji seryjnej, rozpoczęła się ona 3 sierpnia 1996 roku. Wersja produkcyjna, montowana w latach 1996–1997, znacznie różniła się od prototypu. Różnica polegała na większej o prawie 20% sztywności nadwozia, większym bagażniku, lepszym wygłuszeniu kabiny pasażerskiej, kształcie tylnej półki oraz podsufitki. Zmieniono także szereg detali w kabinie pasażerskiej, kształt tylnych lamp oraz położenie tylnych amortyzatorów. W Atu seryjnie montowano układ hamulcowy firmy Lucas. Model dostępny był z silnikami 1.6 GLI, 1.4 GLI 16v oraz 1.9 GLD. Pojemność bagażnika wynosiła 300 l, po złożeniu tylnej kanapy zaś 1070 l. Od momentu premiery do przejęcia FSO przez Daewoo sedan nosił nazwę FSO Atu. W 1997 roku został zastąpiony modelem Atu Plus.

## Daewoo-FSO Polonez Caro Plus MR’97

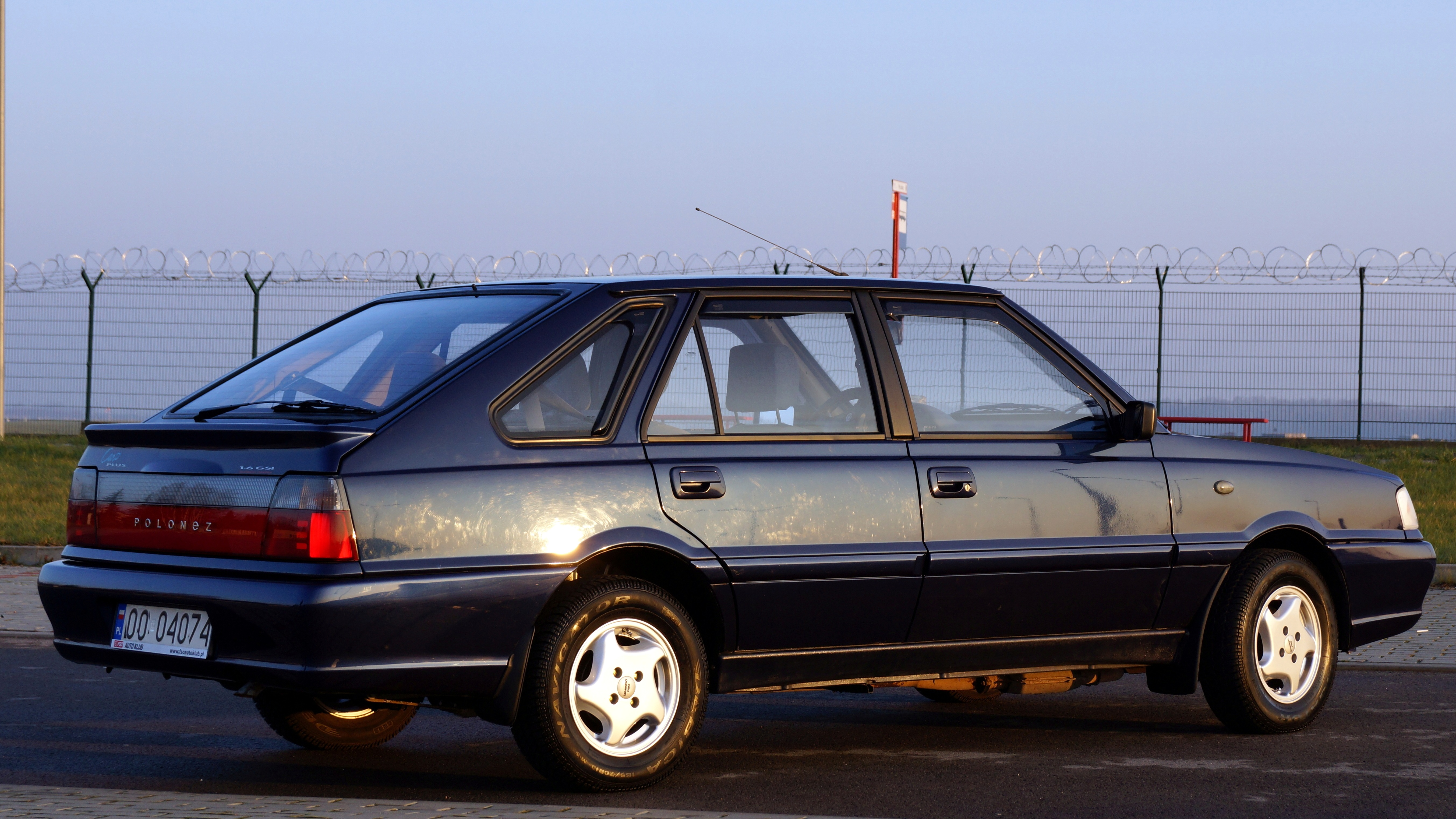
Daewoo-FSO Polonez Caro Plus 1.6 GSI – tył pojazdu

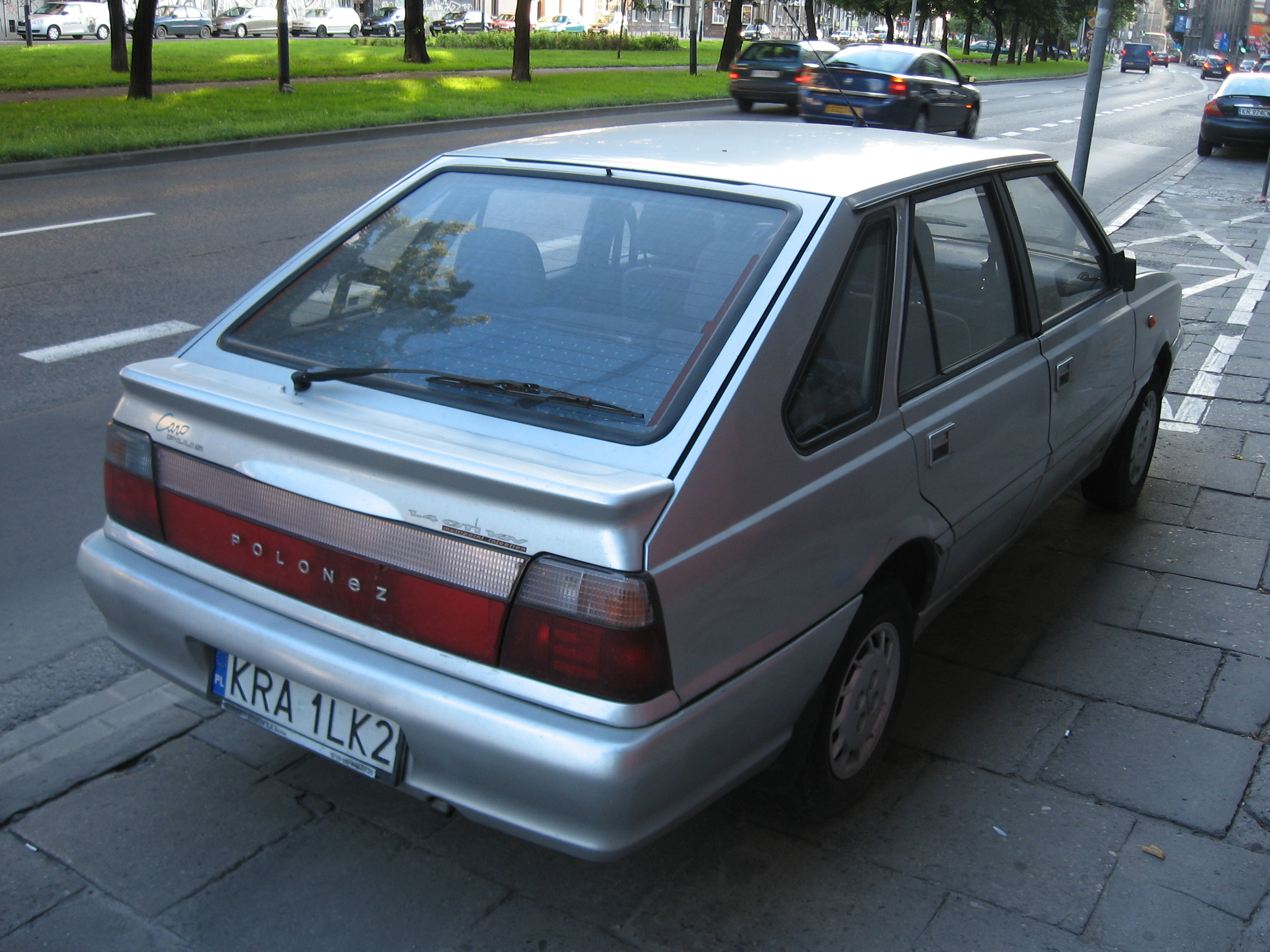
Daewoo-FSO Polonez Caro Plus 1.4 GTI 16V z lat 1997–1998

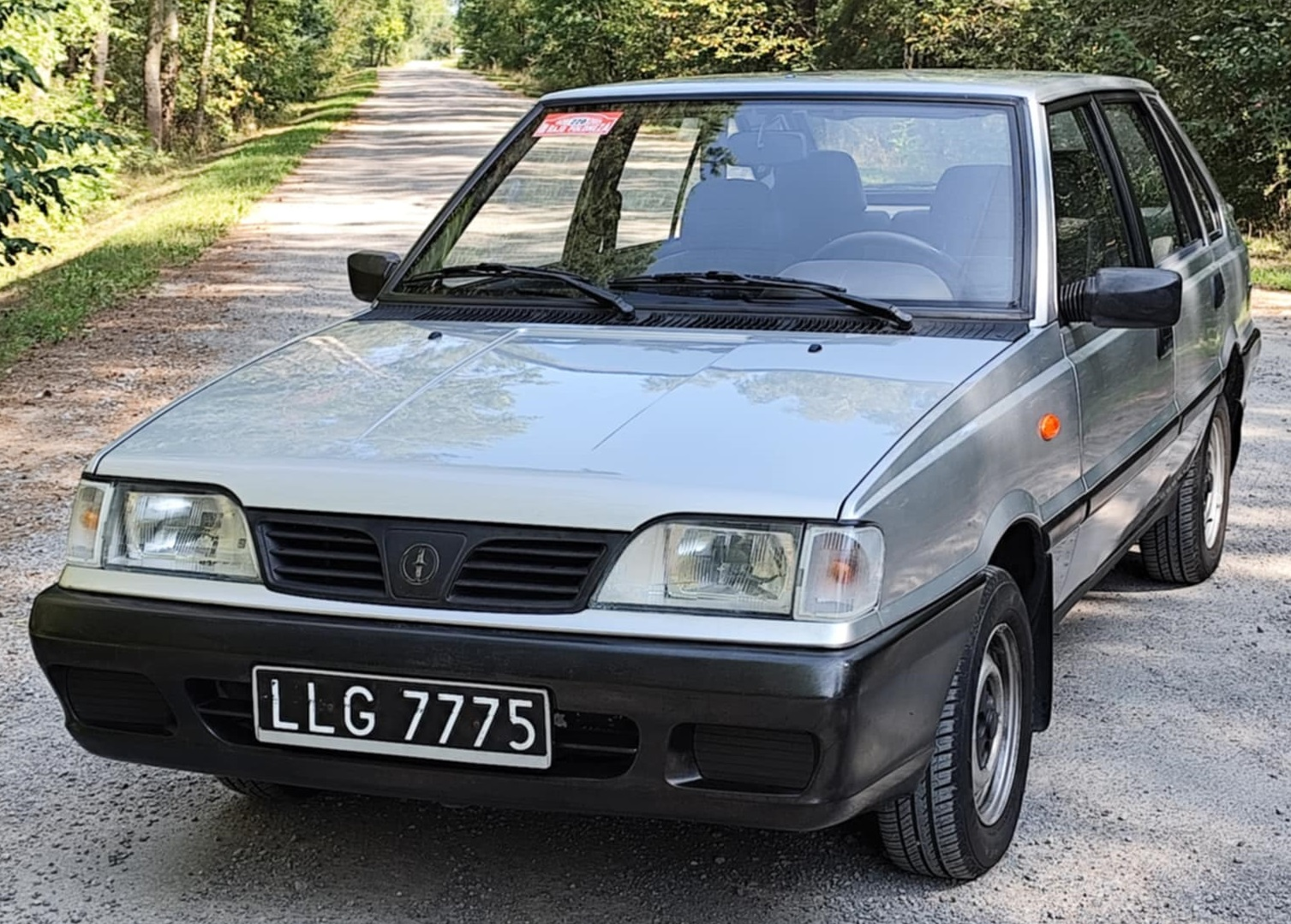
Zubożona wersja Poloneza Caro Plus 1.6 GLi.

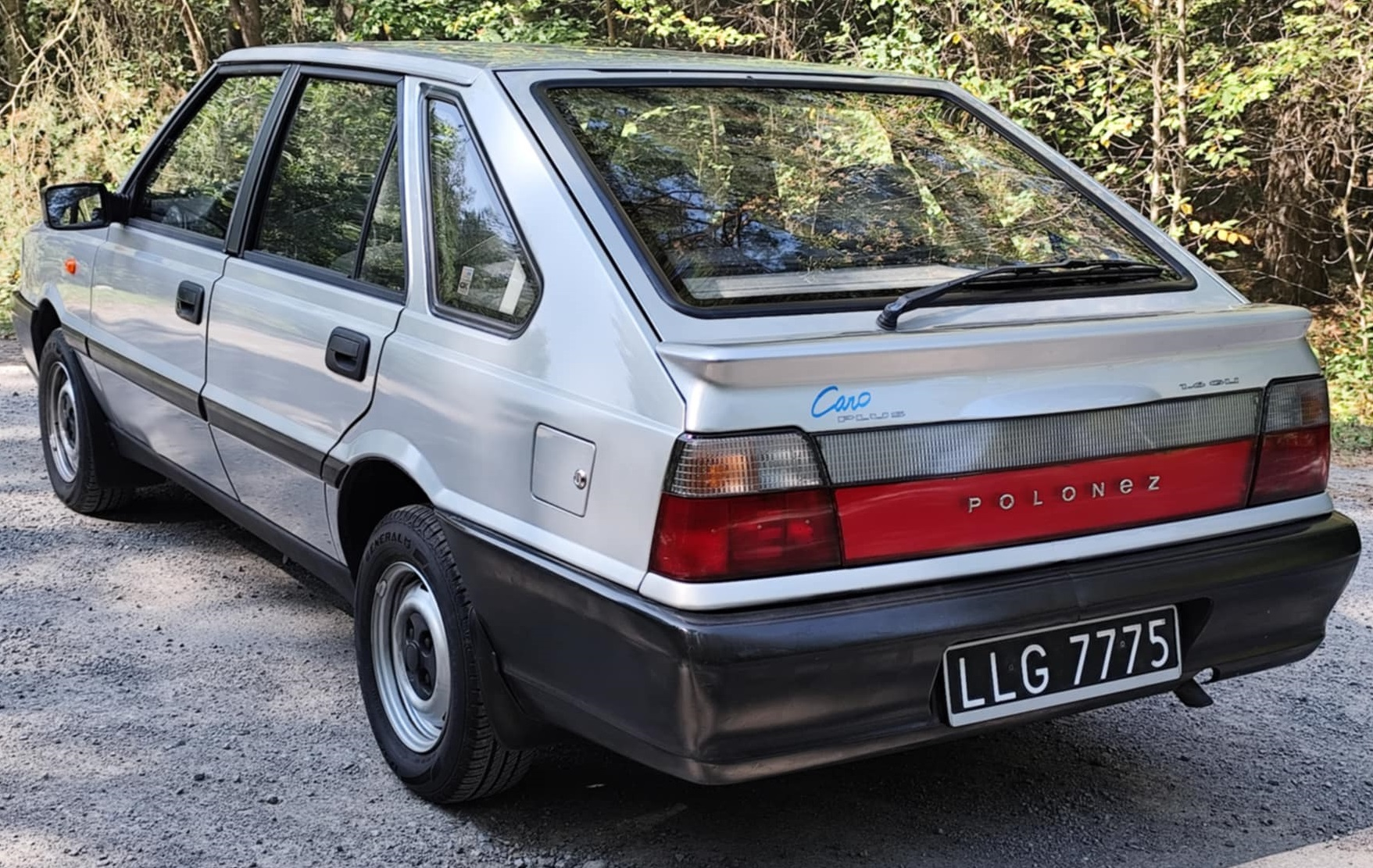
Tył zubożonej wersji Poloneza Caro Plus

W kwietniu 1997 roku do produkcji trafił Polonez zmodernizowany zgodnie z linią „Plus”. Różnił się on przede wszystkim nową deską rozdzielczą, lakierowanymi zderzakami, czy nowym typem jednopunktowego wtrysku Bosch. Wprowadzono także standardowo hydrauliczne wspomaganie kierownicy (wcześniej oferowane w opcji). Nowe okrąglejsze zderzaki spełniały wymogi bezpieczeństwa na uderzenia skośne i czołowe przy prędkościach odpowiednio 5 i 7 km/h. W zawieszeniu zmieniono geometrię przednich kół aby poprawić ich przyczepność, a w zawieszeniu tylnym zastosowano ukośne amortyzatory na miejsce prostych co pozwoliło zwiększyć pojemność bagażnika. W silnikach OHV zastosowano również hydrauliczne popychacze zaworowe, bimetaliczne zawory wydechowe, spawany kolektor wydechowy oraz drugi wentylator chłodnicy, po wszystkich modernizacjach jednostka spełniała normę emisji spalin Euro II. Wewnątrz samochodu zmodernizowano: układ przewietrzania wnętrza, który zapewniał cichszą pracę dmuchawy, dokładniejszą regulację temperatury powietrza, realizację funkcji „obiegu wewnętrznego” oraz współpracę z układem klimatyzacji (opcja), deskę rozdzielczą, mieszek dźwigni zmiany biegów, pokrycie tapicerskie drzwi. Zastosowano nowe kołpaki kół. Nowe oznakowanie graficzne wersji nadwozia, typu i pojemności silnika na spojlerze klapy bagażnika zaprojektowali Mirosław Kowalczuk i Piotr Wodzisławski. W wyposażeniu standardowym znalazł się także kontroler przepalenia żarówek świateł zewnętrznych, kontrolujący także przepalenie którejkolwiek z żarówek holowanej przyczepy. Wycieraczka szyby tylnej (w modelu Caro Plus) została wzbogacona o tryb programowanej pracy czasowej (praca co 15 sekund), oraz automatyczne osuszanie szyby po użyciu spryskiwacza. Instalacja elektryczna wersji „Plus” przewidywała również podłączenie elektrycznie podgrzewanych foteli przednich. Jako opcję w wersjach z silnikami GLi oferowano także instalację LPG, kompletowaną na zlecenie FSO przez firmę Bedini, butla LPG montowana była w miejscu koła zapasowego. W 1997 roku sprzedano 61 915 egzemplarzy modelu (w tym 11 335 sztuk wersji pochodnych od osobowej).
Od kwietnia 1998 roku montowano do silników 1.6 wtrysk wielopunktowy Multec firmy Delphi (oznaczenie GSi), równolegle z wtryskiem jednopunktowym (GLi). Pierwszy z silników osiągał moc maksymalną 84 KM, drugi 76 KM. Samochód otrzymał nowe zamki drzwi oraz jeden kluczyk do zapłonu i drzwi. Na wyposażeniu standardowym samochodu z silnikiem GSi znalazł się także immobiliser transponderowy firmy Megamos, powiązany i elektronicznie „sparowany” z komputerem sterującym pracą silnika.
W 1998 roku przeprowadzono modernizację skrzyni biegów: zredukowano masę części wirujących, poprawiono kąty daszkowania zębów oraz zmniejszono luzy. Wprowadzone zmiany ułatwiały załączanie poszczególnych biegów.
W 1999 i 2000 roku, sprzedawana była zubożona wersja Poloneza Caro Plus. Cechowała się ona przede wszystkim brakiem wspomagania układu kierowniczego, poza tym usunięto przednie światła przeciwmgłowe, obrotomierz, instalację radiową i oświetlenia bagażnika. Zewnętrznie samochody tej wersji różniły się brakiem lakierowanych zderzaków, listew bocznych, klamek oraz lusterek. Wersja ta oferowana była wyłącznie z silnikiem 1.6 GLi. Wyprodukowano około 400 egzemplarzy Poloneza w tej kompletacji. Oszczędność względem zwykłej wersji 1.6 GLi wynosiła ok. 1700 zł.
Produkcję osobowych Polonezów serii Plus zakończono 22 kwietnia 2002 roku. Ostatnim wyprodukowanym egzemplarzem był model Kombi w kolorze niebieskim. Egzemplarz ten przekazano charytatywnie dla Rady Polek, która następnie sprezentowała go Warszawskiemu Hospicjum Onkologicznemu. Obecnie ostatni osobowy Polonez znajduje się w Muzeum Motoryzacji Wena w Oławie.

### Silniki
Podstawowymi jednostkami były dotychczas stosowane w Polonezach silniki OHV, lecz zmodernizowne – 1.6 GLi z jednopunktowym wtryskiem Bosch i od 1998 roku 1.6 GSi z wielopunktowym wtryskiem Delphi, które mogły osiągnąć prędkości maksymalne odpowiednio 150 km/h i 155 km/h, przyspieszenie 0–100 km/h zajmowało przy tym 18,1 s w przypadku wersji GLi, bądź 16,5 s w wersji GSi/MPi. Średnie zużycie paliwa w cyklu miejskim wynosiło odpowiednio dla GLi 11,1 l/100 km, dla MPi 10,6 l/100 km
Polonez Caro Plus oraz Atu Plus, od początku produkcji oferowany był również z silnikiem Rovera o pojemności 1.4 16v o mocy 103 KM (oznaczenie GTI). Egzemplarze z tą jednostką napędową wyposażone były w most napędowy o zmienionym przełożeniu przekładni głównej (10/43), co pozwoliło jeszcze bardziej poprawić przyspieszenie niż wynikałoby to z parametrów samego silnika, bez ujemnych skutków dla pozostałych parametrów samochodu ze względu na szerszy niż w innych silnikach zakres obrotów użytecznych, oraz moc niezależnie od wybranego przełożenia nie pozwalającą autu na rozwinięcie prędkości wyraźnie większej niż 175 km/h. Polonezy z tą jednostką napędową nie miały wspomagania układu kierowniczego. Ostatnie egzemplarze Poloneza Plusa z tym silnikiem opuściły fabrykę w pierwszych miesiącach roku 1998, cechowały się one już zmodernizowanymi klamkami zewnętrznymi.
| Wersja:         | Silnik:                   | Układ zasilania:                                | Średnica cylindra × skok tłoka: | St. sprężania: | Moc maksymalna:                   | Maks. moment obrotowy:     | 0–100 km/h: | V-max:   |
| --------------- | ------------------------- | ----------------------------------------------- | ------------------------------- | -------------- | --------------------------------- | -------------------------- | ----------- | -------- |
| 1.4 MPi/GTi 16v | R4 1,4 l (1398 cm³), DOHC | wielopunktowy wtrysk paliwa                     | 75 × 79 mm                      | 10:1           | 103 KM (76 kW) przy 6000 obr./min | 127 N·m przy 5000 obr./min | 11,9 s      | 160 km/h |
| 1.6 GLi         | R4 1,6 l (1598 cm³), OHV  | jednopunktowy wtrysk paliwa (Bosch)             | 80 × 79,5 mm                    | 9,5:1          | 76 KM (56 kW) przy 5000 obr./min  | 121 N·m przy 3600 obr./min | 18,1 s      | 154 km/h |
| 1.6 GSi         | R4 1,6 l (1598 cm³), OHV  | wielopunktowy wtrysk paliwa (Delco electronics) | 80 × 79,5 mm                    | 9,5:1          | 84 KM (62 kW) przy 5000 obr./min  | 130 N·m przy 3800 obr./min | 16,5 s      | 158 km/h |

### Atu Plus

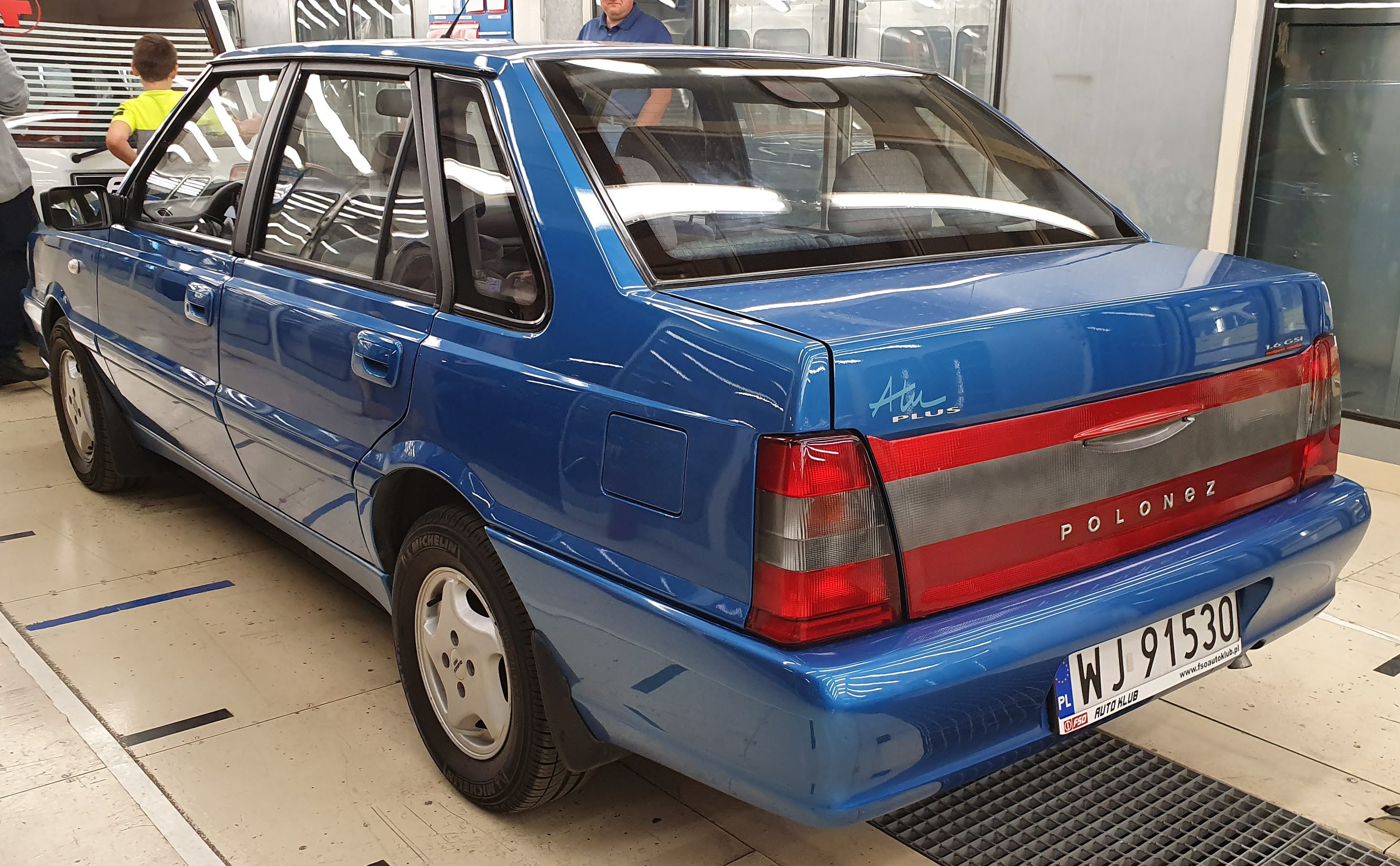
Daewoo-FSO Polonez Atu Plus 1.6 GSI

Była to zmodernizowana wersja sedan Poloneza, produkowana w latach 1997–2002. Zmianom zostało poddane wnętrze pojazdu, zderzaki (malowane pod kolor nadwozia), zaczęto montować seryjnie hydrauliczne wspomaganie kierownicy. W późniejszym okresie produkcji zmieniono również paletę silników.

### Kombi

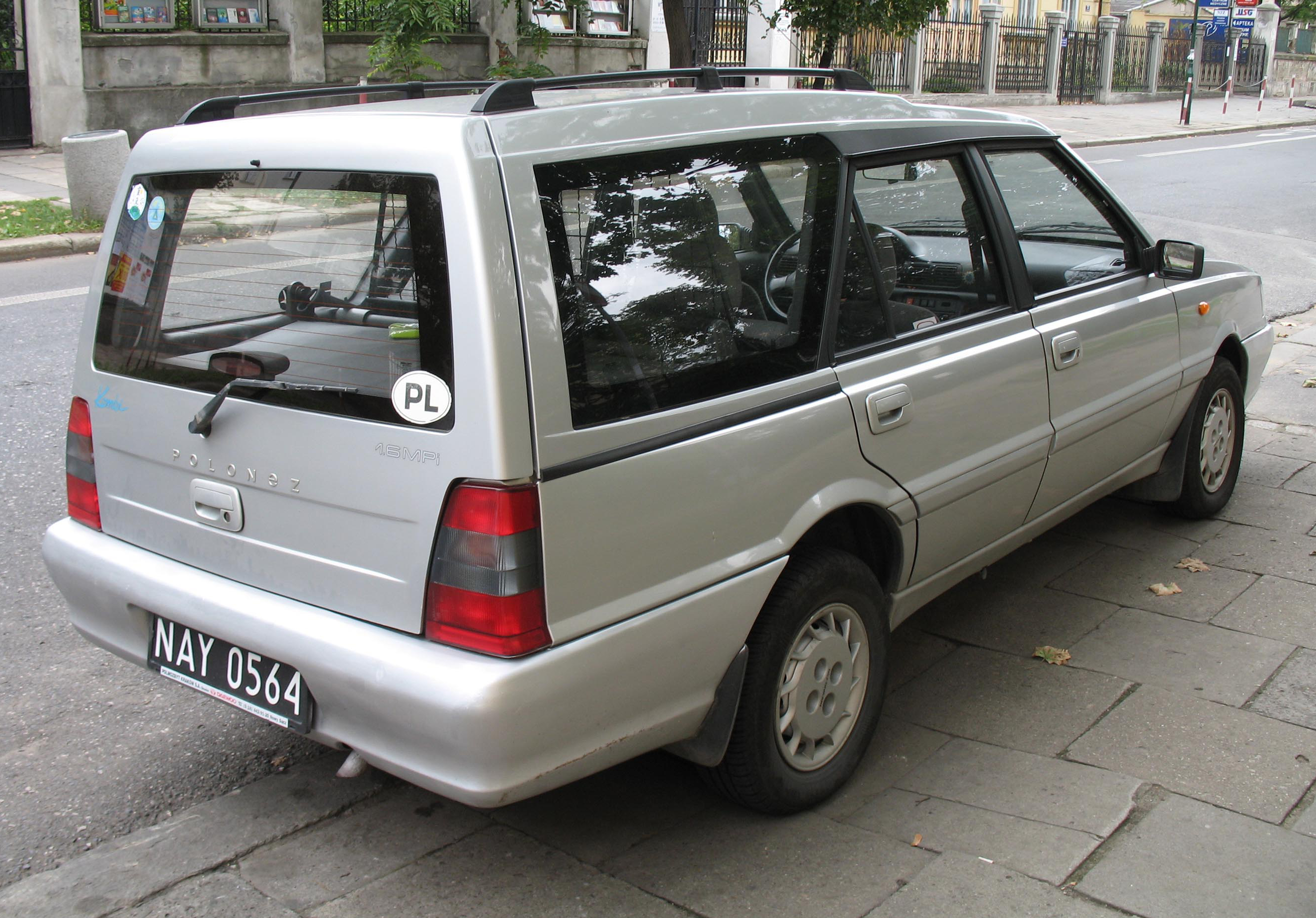
Daewoo-FSO Polonez Kombi 1.6 MPI/GSI

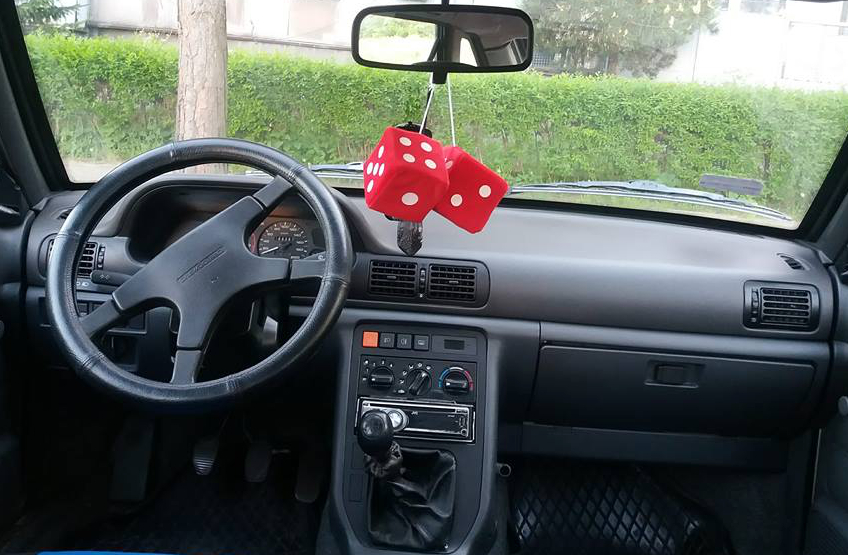
Deska rozdzielcza Poloneza Caro Plus z 1999 roku

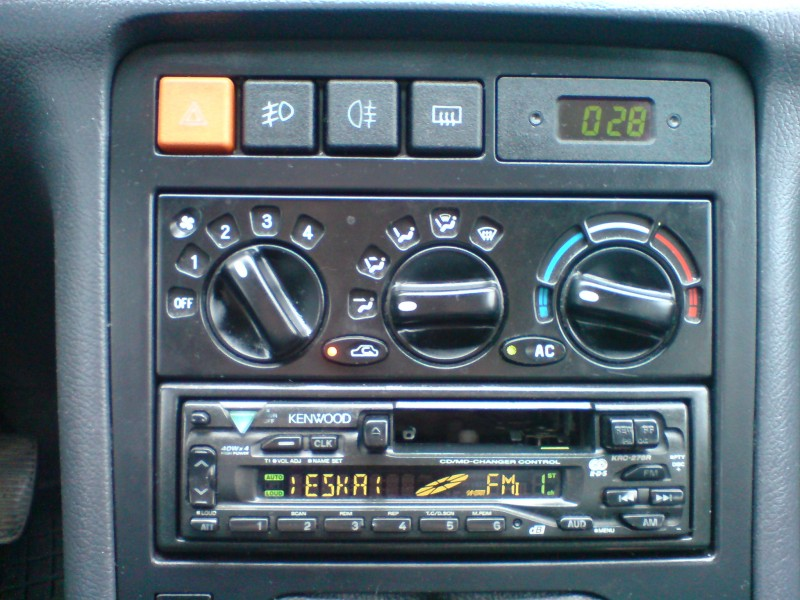
Konsola centralna wersji Plus z układem klimatyzacji

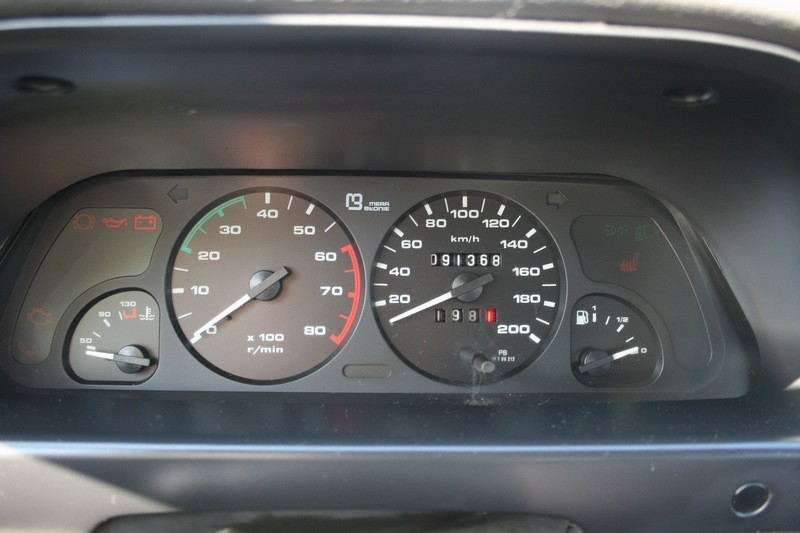
Zestaw wskaźników dla silnika OHV

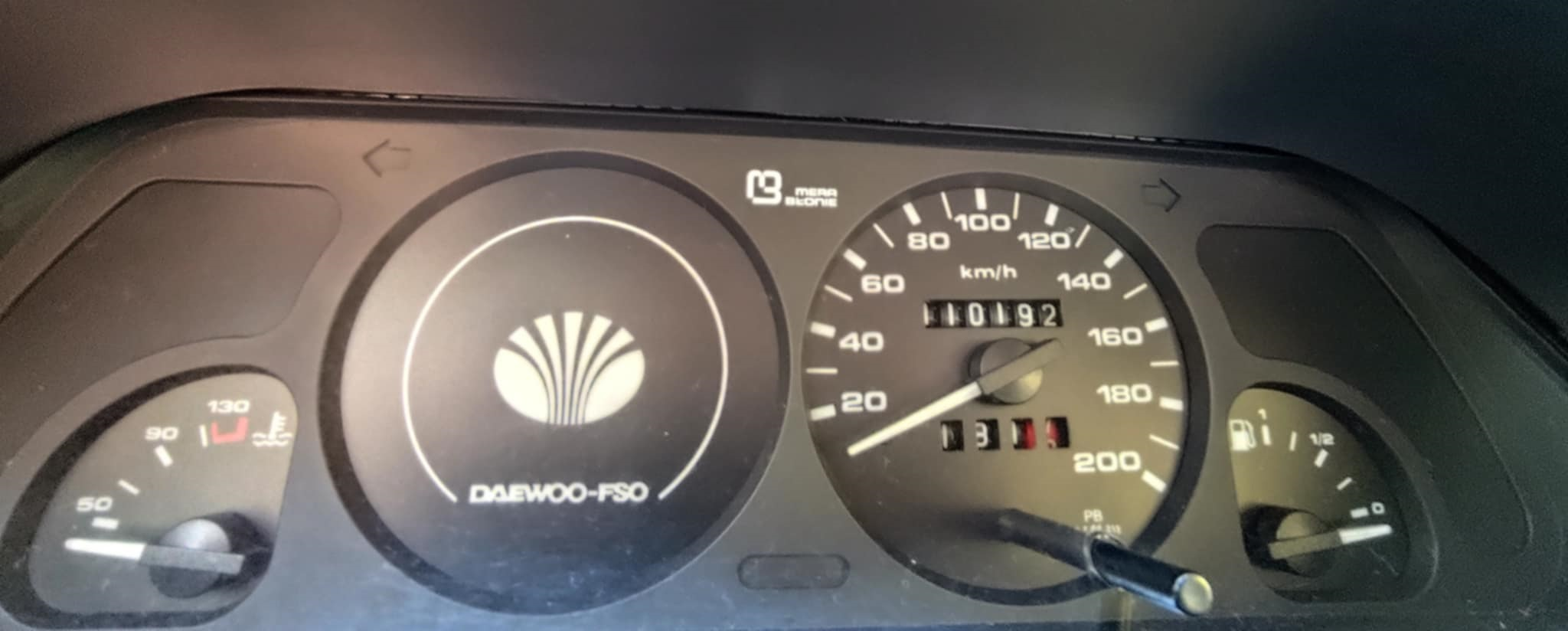
Zestaw wskaźników zubożonej wersji Poloneza Caro Plus 1.6 GLi

Pierwsze prototypy Poloneza z nadwoziem typu kombi zaprezentowano na Międzynarodowych Targach Motoryzacyjnych w Poznaniu 30 kwietnia 1994 roku. Samochód zaprezentowano wówczas w dwóch wersjach. Montaż Poloneza Kombi rozpoczęto 5 lipca 1999 roku i trwał on do roku 2002. Samochód powstał poprzez doklejenie laminatowej nadbudówki tylnej części nadwozia do standardowego Poloneza, górna część została usztywniona przy pomocy metalowych elementów. Polonez Kombi był w stanie przewieźć 5 osób oraz 220 kg bagażu lub 2 osoby i 430 kg ładunku w wersji Van (resory o trzech piórach, wzmocniony tylny most). Pojemność bagażnika wynosiła 450 l, zaś po złożeniu tylnej kanapy wzrastała do 1500 l. Kombi napędzane było silnikiem 1.6 MPi o mocy 84 KM. Razem z modelem kombi wprowadzono kilka kosmetycznych zmian również w pozostałych wersjach, m.in. nowe podłokietniki z przodu, nowa kierownica (tylko w Kombi i Truck Plus), nowy wzór tapicerki, drobne zmiany w zestawie wskaźników (cyfry oznaczające temperaturę i poziom paliwa trafiły na zewnątrz wskaźnika). W tylnym zawieszeniu zastosowano stabilizator poprzeczny. Prędkość maksymalna wynosiła 155 km/h, średnie spalanie w cyklu miejskim około 12 l/100 km.

### Dane techniczne
- Podwozie
  - zawieszenie przednie: wahacz poprzeczny, sprężyna śrubowa, amortyzator, drążek stabilizatora
  - zawieszenie tylne: oś sztywna, resor piórowy, amortyzator, drążki reakcyjne, drążki stabilizatora (wersja kombi)
  - hamulce przód/tył: tarczowe/tarczowe później tarczowe/bębnowe (LUCAS)
  - koła z obręczą: 5J x 13"[49]
  - ogumienie: 165 R13 82S lub 185/70 R13 84S o niskim profilu[49]
- Wymiary
  - rozstaw kół przód: 1375 mm[49]
  - rozstaw kół tył: 1352 mm[49]
  - zwis przedni: 816 mm[49]
  - zwis tylny: 993 mm[49]
  - pojemność bagażnika: 330/1295 l (Caro/Caro Plus), 360/1230 l (Atu/Atu Plus), 450/1600 l (Kombi)
  - pojemność zbiornika paliwa: 45 l
- Masy
  - masa całkowita maksymalna: 1540 kg (1560 kg Diesel)[49]
  - dopuszczalne obciążenie osi przedniej: 720 kg[49]
  - dopuszczalne obciążenie osi tylnej: 900 kg[49]
  - masa użytkowa: 425 kg[85]
  - maksymalna masa przyczepy bez hamulców: 500 kg[85]
  - maksymalna masa przyczepy z hamulcami: 1000 kg[85]
  - maksymalne obciążenie bagażnika dachowego: 75 kg[22]
- Dana użytkowe
  - najmniejsza średnica zawracania: 10 800 mm (przed grudniem ’94)/9500 mm (od stycznia ’95)[85]
  - hałas przy 100 km/h 70 dB
  - napięcie instalacji elektrycznej: 12 V[22]

## Wersje użytkowe
FSO Polonez produkowany był w dwóch wersjach użytkowych: Cargo oraz Truck.

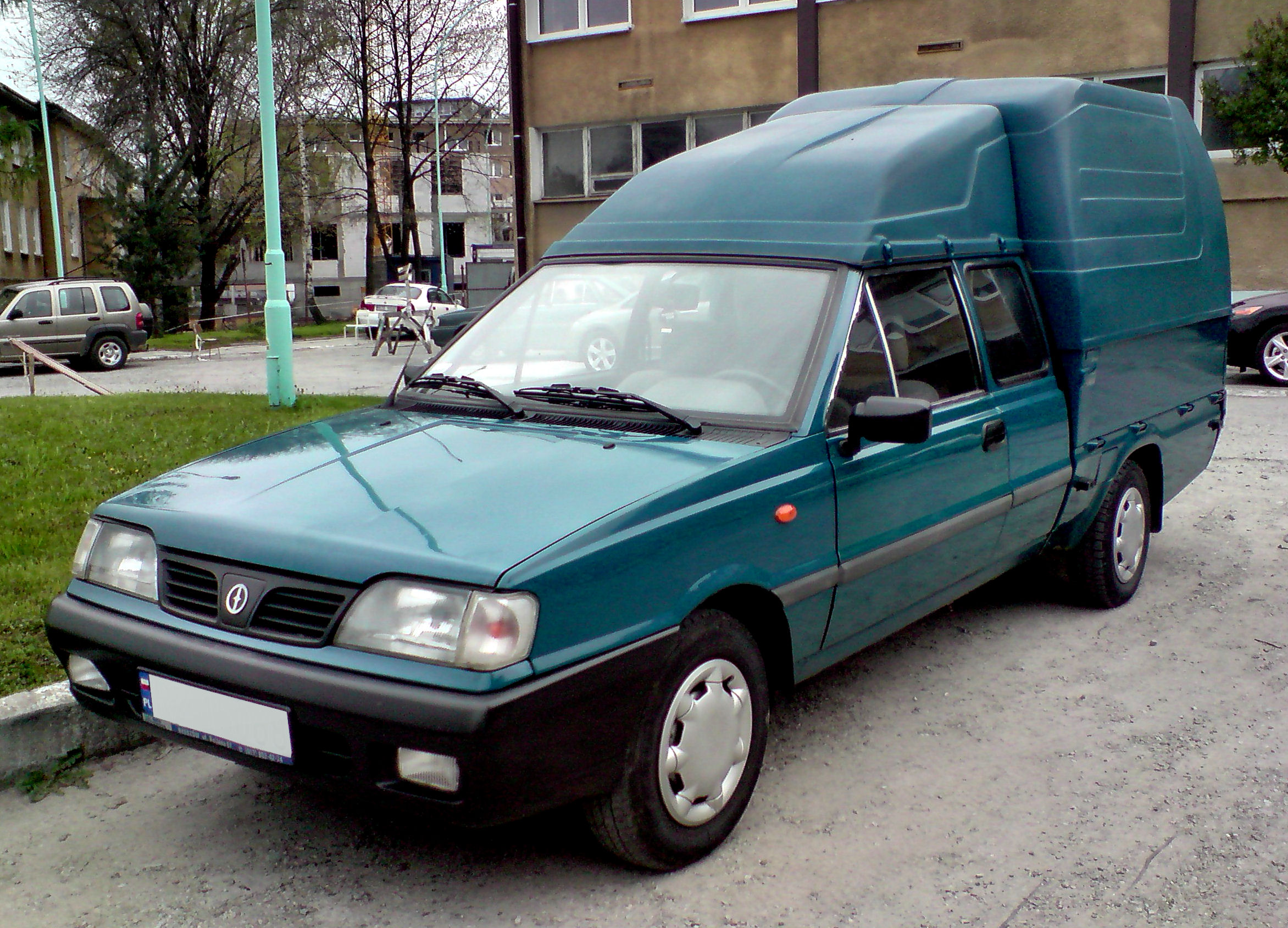
Daewoo-FSO Polonez Truck Plus w wersji DC

### Truck/Truck Plus

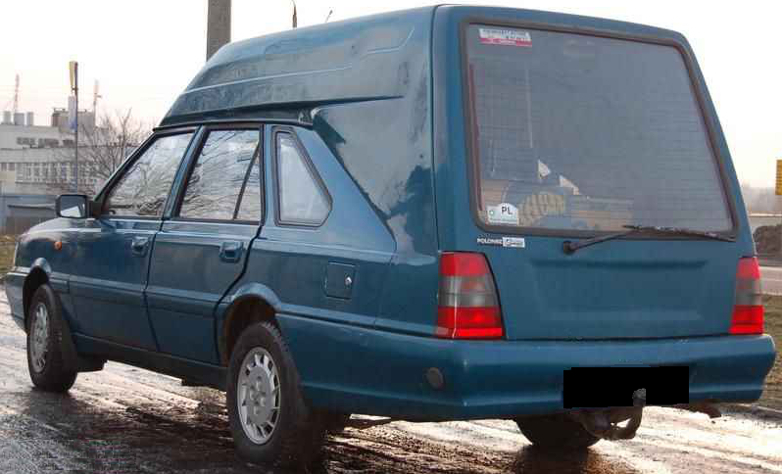
Daewoo-FSO Polonez Cargo Plus

Prace nad następcą Fiata 125p pick-up rozpoczęto w 1985 roku, kiedy to zlecono wykonanie prototypu Przemysłowemu Instytutowi Motoryzacji. Planowo nowy model miał mieć ładowność 1000 kg, prototyp zaprezentowano w 1986 roku. W konstrukcji nadwozia wykorzystano drzwi boczne z wersji coupé, były one szersze od standardowych, przez co ułatwiały wsiadanie. W roku 1991 do oferty dodano wersję LB z wydłużonym o 30 cm rozstawem osi i 52 cm skrzynią ładunkową. Rok później wprowadzono wariant DC (Double Cab) z 5-osobową kabiną pasażerską i paką ze standardowej wersji ST, w tym samym czasie wprowadzono do Trucka silnik 1.9 diesel. W 1995 roku silniki 1.6 OHV stosowane w Trucku były wyposażone we wtrysk paliwa i katalizator. W 1997 roku produkcję Trucka przeniesiono w całości z Warszawy do zakładów FSO-ZSD. Od września tego samego roku oferowany był Truck Roy – zastosowano w nim przestrzeń pasażerską z osobowego Poloneza, z tyłu zamontowano krótką pakę o ładowności 510 kg. W czerwcu 2002 roku zawieszono produkcję tego modelu, by ponownie uruchomić ją w listopadzie. Po raz drugi produkcja została wznowiona w marcu 2003 roku, powstało wówczas 288 samochodów. Jako źródło napędu służyły silniki: 1.6, 1.6i oraz 1.9 diesel.

### Cargo/Cargo Plus
Polonez Cargo był to lekki samochód dostawczy lub sanitarka bazujące na samochodzie osobowym Polonez Caro produkowany w latach 1993–2001. Bazował on na Polonezie Caro MR’93, w założeniu miał to być samochód osobowo-towarowy. Do napędu służyły silniki 1.6 GLE, 1.6 GLI oraz 1.9 GLD. Nadwozie standardowego Caro wysyłane było do zakładów ZTS Grójec, gdzie montowano wyższą część nadwozia z laminatu oraz wyposażenie dodatkowe. Ładowność wersji Cargo to 2 pasażerów + 300 kg ładunku lub 5 pasażerów i 80 kg bagażu. W 1998 r. dokonano modernizacji modelu, zmieniając oznaczenie na Cargo Plus – nadwozie upodobniono do Caro/Atu Plus.

## Wersje specjalne

### Sanitarka

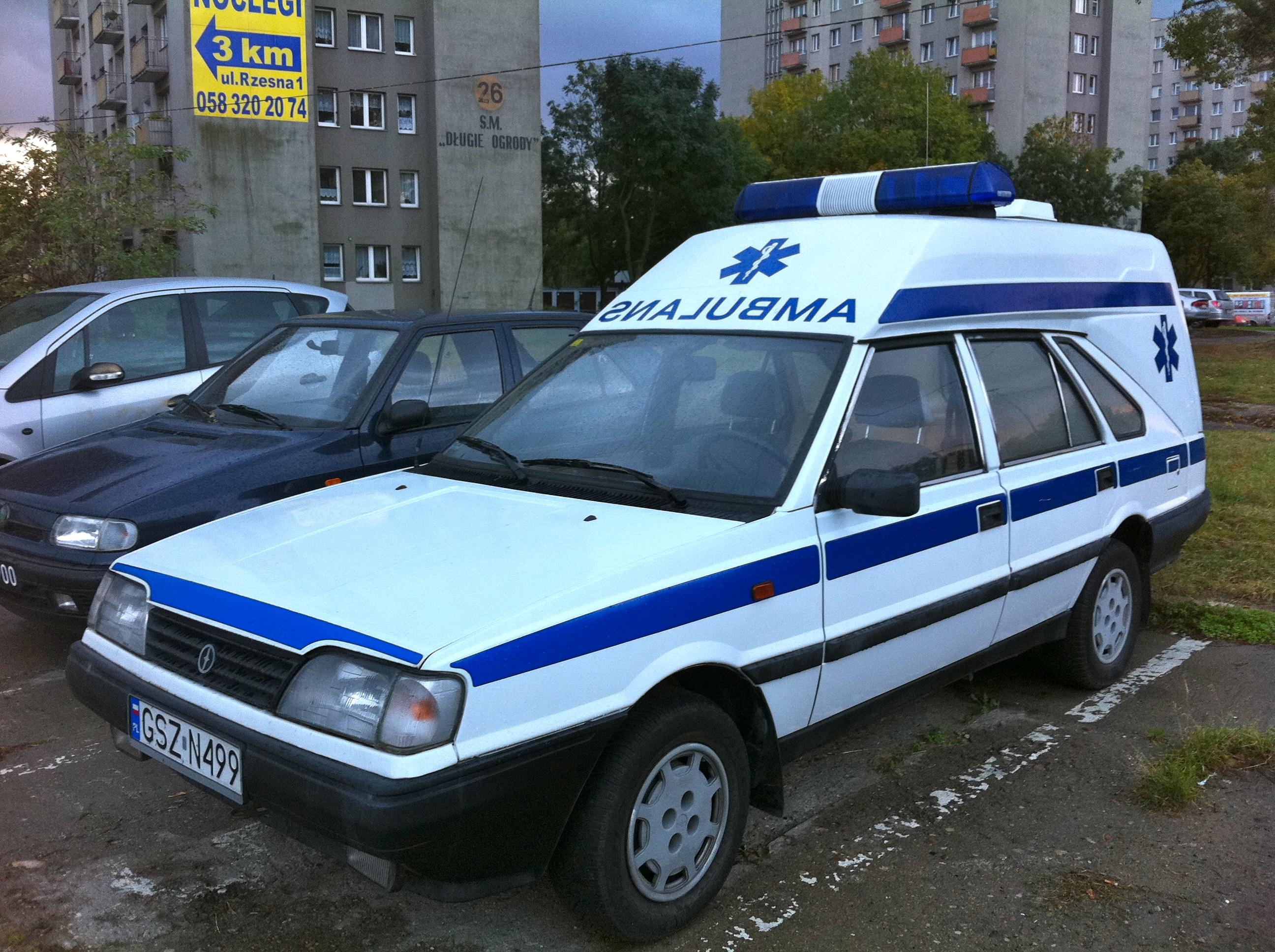
FSO Polonez Cargo w wersji ambulans

Sanitarka opracowana na bazie Poloneza Cargo i Cargo Plus różniła się od wersji cywilnej wielofunkcyjnej światłami alarmowymi na dachu, tylnymi szybami oraz wyposażeniem wnętrza. Kolor nadwozia dostosowany został do przepisów międzynarodowych. W samochodzie montowano wyłącznie silnik 1600 CB, pozwalał on na osiągnięcie prędkości maksymalnej 140 km/h i przyspieszenie 0–100 km/h w 15,5 s. Masa własna samochodu wynosiła 1190 kg. Sanitarki na bazie Poloneza były produkowane równolegle w dwóch zakładach: FSO ZTS-Grójec (Zakład Tapicerki Samochodowej) w Grójcu (woj. mazowieckie) oraz Autoform Jerzy Kuc w Mysłowicach (woj. śląskie). Obie konstrukcje różniły się przede wszystkim wyglądem zewnętrznym, długością przedziału medycznego i konstrukcją dachu. Sanitarka FSO Polonez Cargo przekazana przez Świętokrzyskie Centrum Ratownictwa Medycznego i Transportu Sanitarnego znajduje się w zbiorach Muzeum Ratownictwa w Krakowie.

### Radiowóz

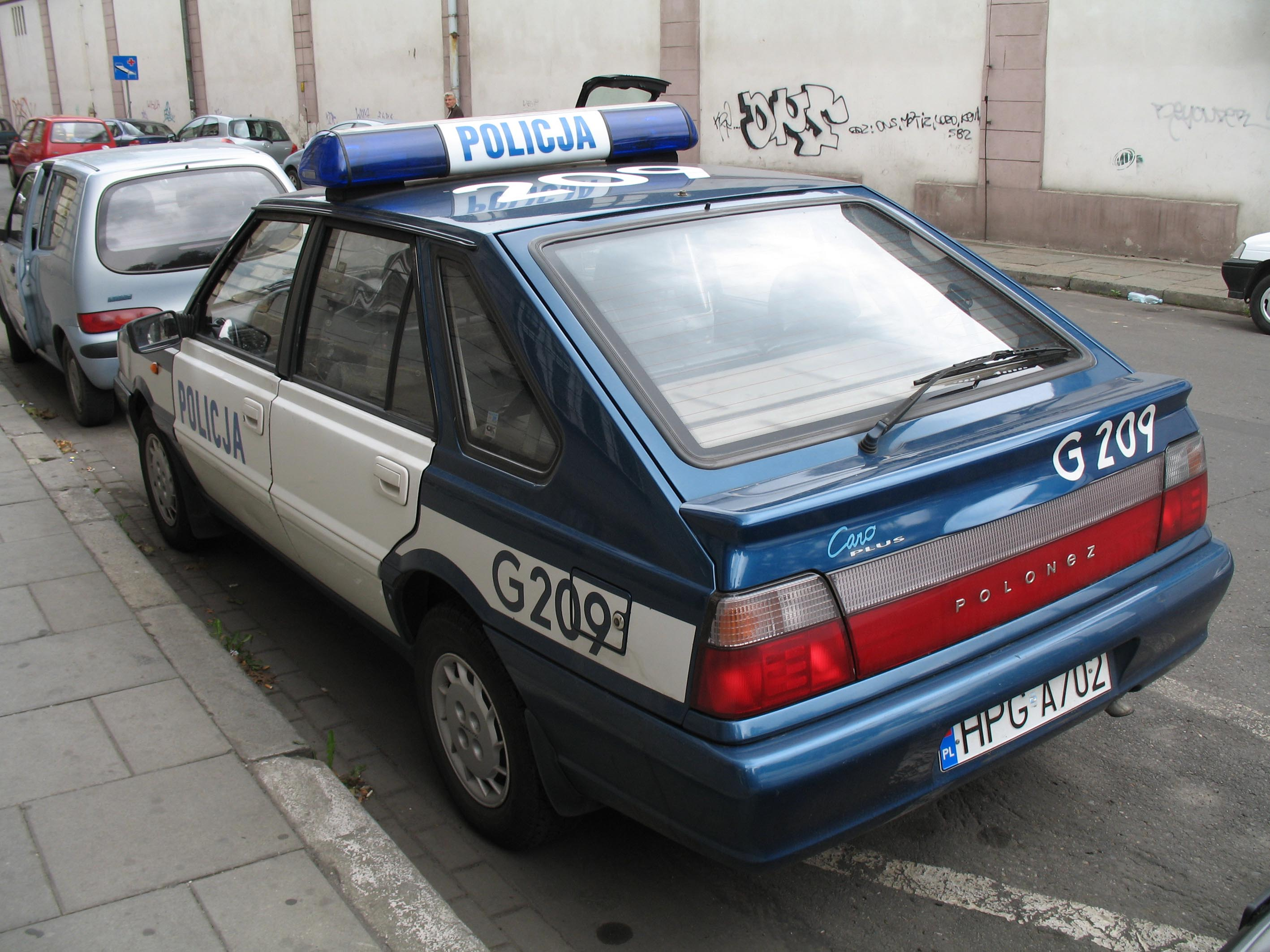
Daewoo-FSO Polonez Caro Plus – radiowóz

Pierwsze milicyjne Polonezy z lat 70. i 80. miały silniki 2.0 DOHC Fiata zblokowane z 5-biegową skrzynią biegów, co pozwalało na osiągnięcie prędkości maksymalnej dochodzącej do 200 km/h. Później stosowano także silniki: 1.5 OHV, 2.0 SOHC Forda, a także 1.6 OHV ze sportowym wałkiem rozrządu. Używano również samochodów z silnikami 1.4 i 1.6 16v Rovera. Polonezy przerabiane były na radiowozy w Łodzi. Oprócz policyjnej radiostacji, od której wzięła się nazwa radiowóz i niebieskiej lampy sygnalizacyjno-ostrzegawczej zamocowanej na dachu, tylna kanapa była pokryta wytrzymałym i łatwym do utrzymania w czystości skajem, często dodatkowo mocowano pomiędzy przednimi fotelami a tylną kanapą szybę z przezroczystego pleksiglasu. Do połowy roku 2009 wycofane zostały wszystkie Polonezy służące w polskiej policji, następcą została Kia cee’d. Jeden z zachowanych egzemplarzy został przekazany przez Komendę Wojewódzką Policji w Krakowie do Muzeum Ratownictwa w Krakowie.

### Straż pożarna
Powstała wersja Poloneza Trucka przygotowana specjalnie dla Ratownictwa Drogowego. Była ona produkowana w latach 80. i 90. XX wieku dla straży pożarnej, za słupkiem przednich drzwi znajdował się obszerny przedział na sprzęt typu: nożyco-rozpierak, piła do stali i drewna, gaśnice, zestaw pierwszej pomocy i agregat prądotwórczy. Półki zasuwane były metalowymi żaluzjami. W straży pożarnej używane były także osobowe Polonezy jako pojazdy operacyjne do transportu strażaków i kadry dowódczej na miejsce zdarzenia.

## Polonez w sporcie

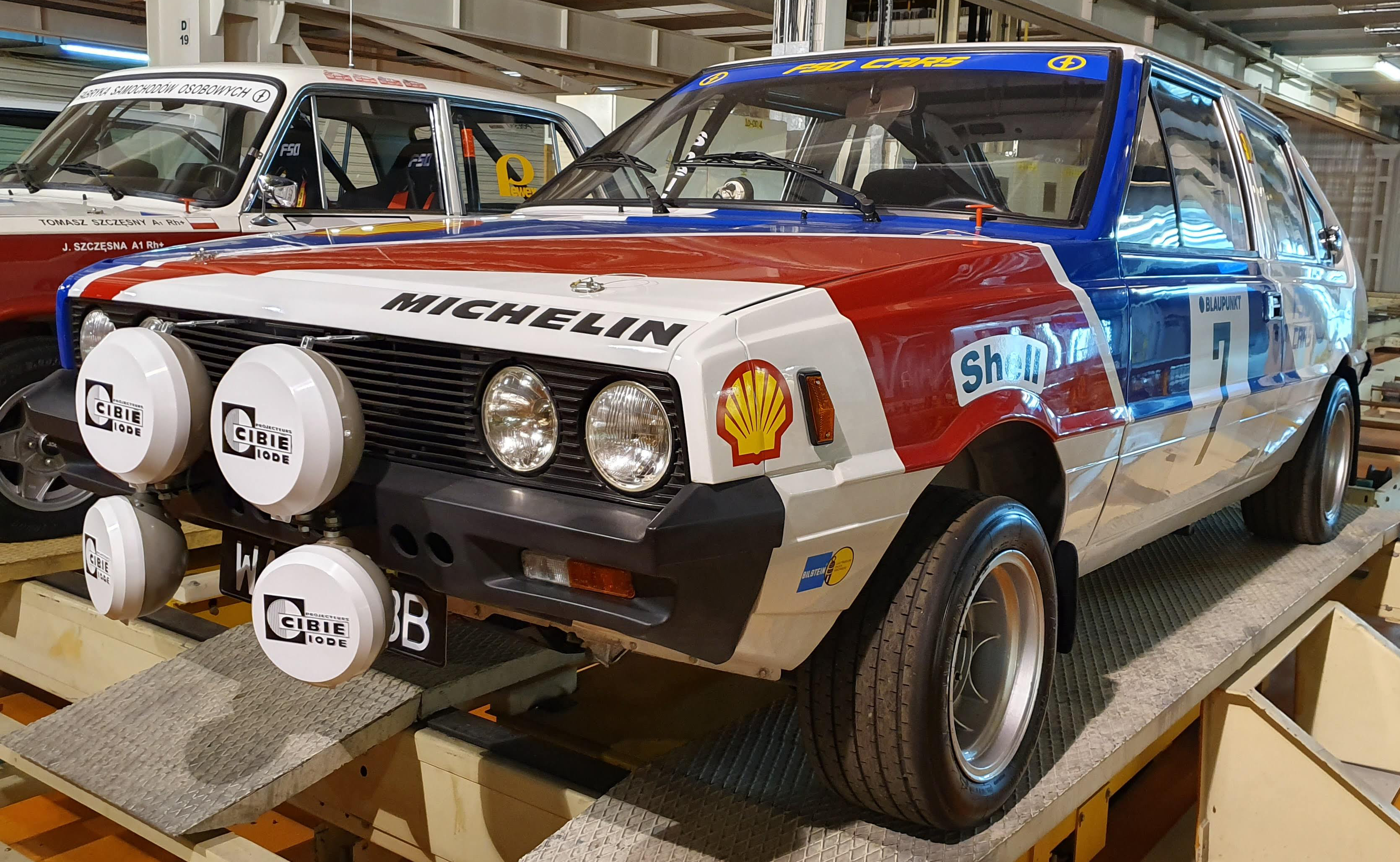
FSO Polonez Coupé 1600

Polonezy brały udział w zmaganiach sportowych od lutego 1978 roku.

### FSO Polonez 2000 Rally

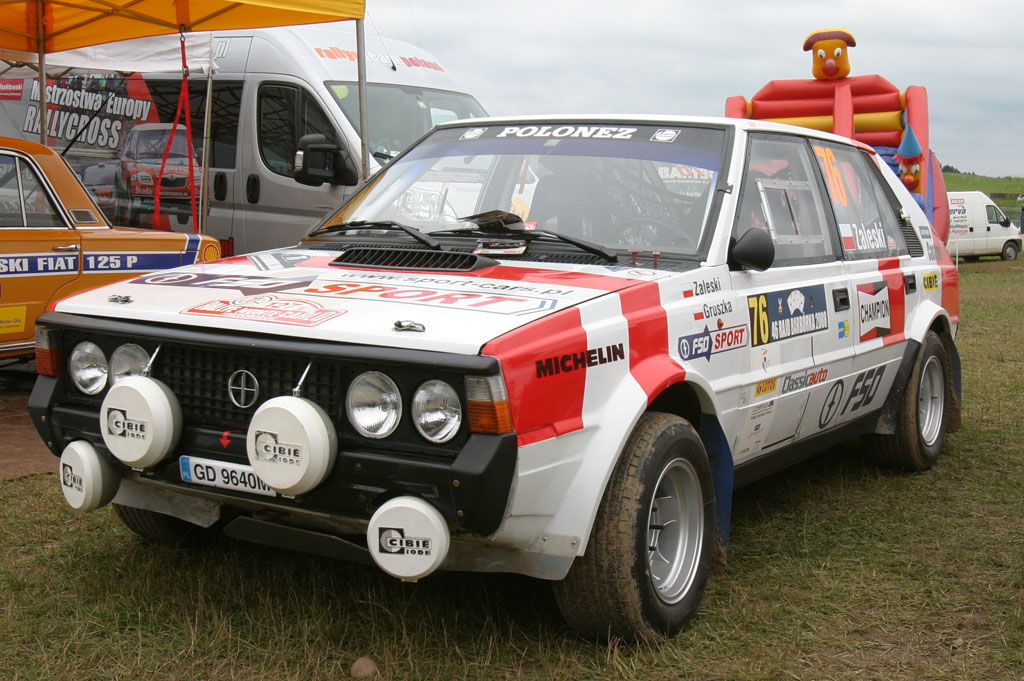
Replika FSO Poloneza 2000 gr. B

Powstał w oparciu Poloneza 2000, wykorzystano laminatowe elementy nadwozia i elementy konstrukcyjne z Fiata 131 Abarth. Homologowany w grupach: IV, II, B. Wyposażony w silnik DOHC 2.0 z dwoma gaźnikami Weber IDF 44 generujący moc 180 KM; cechował się m.in.: układem napędowym Colotti ze szperą wałeczkową i kłową skrzynią biegów oraz silentblockami systemu uniball (łożyska ślizgowe). Pojazd zadebiutował w Rajdzie Monte Carlo 1979. Stosowano felgi magnezowe o średnicy 13 i szerokości 6 cali (szuter) lub 7–8 cali (asfalt), zaciski hamulcowe pochodziły od Porsche 911 RS. Przy krótkich przełożeniach skrzyni biegów przyspieszenie od 0 do 100 km/h zajmowało około 6 s.
Samochód wystawiono w Rajdowych Mistrzostwach Świata 1979. W 26. Rajdzie Akropolis załoga Andrzej Jaroszewicz i Ryszard Żyszkowski zajęła 3. pozycję w grupie IV i 12. w klasyfikacji generalnej, ekipa Tomasz Ciecierzyński i Jacek Rózański nie ukończyła rajdu z powodu awarii silnika. Na 47. Rajd Monte Carlo wystawiono trzy załogi, Włodzimierz Groblewski i Jacek Różanski ukończyli go na 51. miejscu, Andrzej Jaroszewicz i Ryszard Żyszkowski na 53., zaś Adam Smorawiński i Ewald Pauli na 138. W 29. Rajdzie Tysiąca Jezior 41. pozycję w klasyfikacji generalnej i 9. w swojej grupie zajęła załoga Maciej Stawowiak i Ryszard Żyszkowski, za nimi na 45. miejscu i 10. w grupie ulokowali się Włodzimierz Groblewski/Januariusz Czerwoniec.
Pojazd wystawiono także w Rajdowych Mistrzostwach Świata 1980. W 14. Rajdzie Portugalii załoga Maciej Stawowiak i Ryszard Żyszkowski zajęła 10. lokatę w klasyfikacji generalnej, zdobywając punkty, Tomasz Ciecierzyński/Jacek Różański i Włodzimierz Groblewski/Jacek Lewandowski nie ukończyli rajdu. W 27. Rajdzie Akropolis udział wziął zespół Stawowiak/Żyszkowski, zajęli oni 17. pozycję w klasyfikacji generalnej.
W następnym roku Polonez 2000 (grupa II) brał udział w 31. Rajdzie Tysiąca Jezior (Stawowiak/Żyszowski 31. pozycja, Finowie Marja-Liisa Korpi i Eija Heiniö 38. pozycja, Teemu Tahko i Erkki Tahko nie ukończyli rajdu). W 30. Rajdzie Lombard RAC załoga Stawowiak/Żyszkowski zajęła 25. lokatę w klasyfikacji generalnej. W Rajdowych Mistrzostwach Świata Polonez 2000 wystartował w 32. Rajdzie Tysiąca Jezior – Ciecierzyński/Żyszkowski zajęli 48. lokatę w klasyfikacji generalnej. Rok później dwie załogi wzięły udział w 32. Rajdzie Wielkiej Brytanii, Bublewicz/Żyszkowski, jak i Brytyjczycy Mike Stuarts i Alistair Roberts nie ukończyli rajdu.
Polonez 2000 brał także udział w Rajdach Polski. W 1985 roku ekipa Szerla/Baran zajęła 10. pozycję w klasyfikacji generalnej i 9. w grupie B. W Rajdzie Polski 1986 załoga Szerla/Oziębło zajęła Polonezem 2000 3. miejsce w klasyfikacji generalnej i 12. w grupie B.

### FSO Polonez 2500 Racing

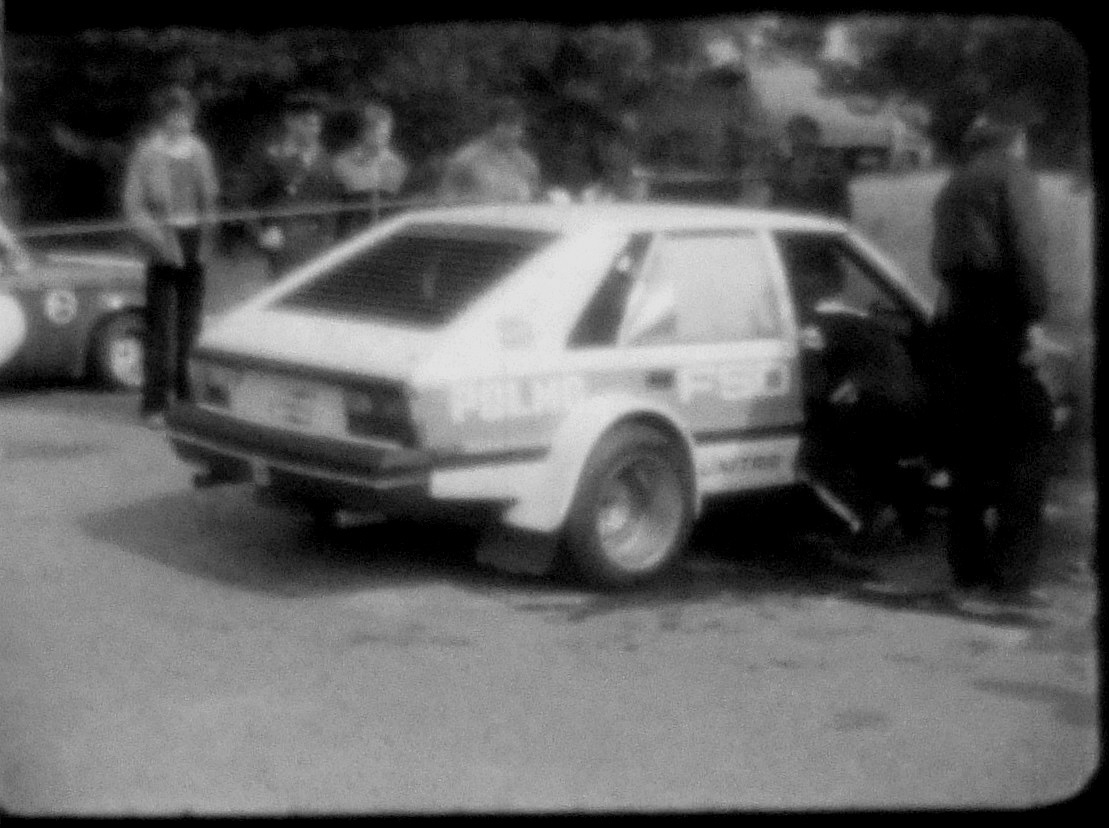
FSO Polonez 2500 Racing „Stratopolonez” na torze Poznań w 1979 r.

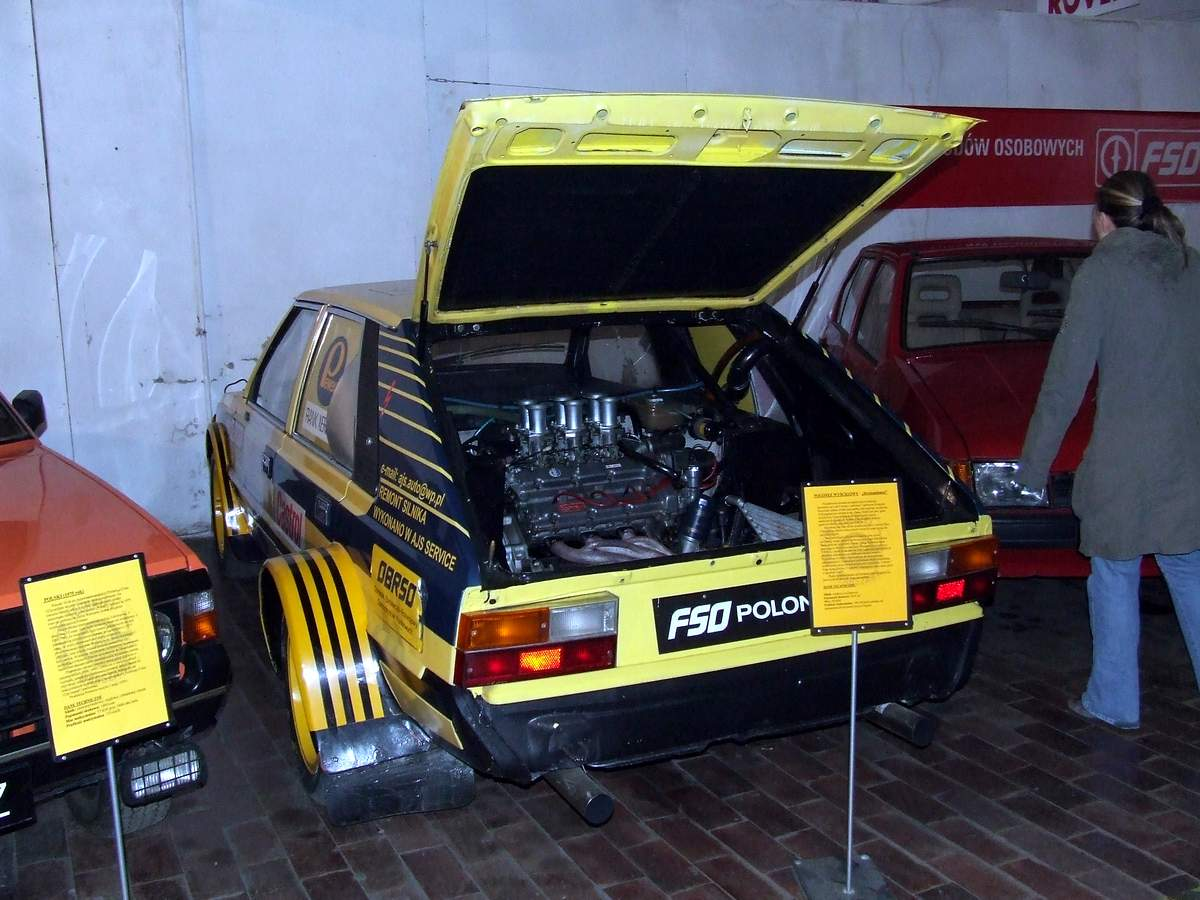
FSO Polonez 2500 Racing „Stratopolonez” w warszawskim Muzeum Przemysłu

„Stratos” lub „Stratopolonez” – wersja wyścigowa, zamiast podłogi Poloneza zastosowano ramę Lancii Stratos, na której centralnie umieszczono silnik V6 o pojemności 2,4 l i mocy 250 KM, znany z Ferrari Dino czy Lancii Stratos, ale dzięki zabiegom polskich konstruktorów, którzy wyposażyli silnik w podciśnieniowy układ wydechowy i ulepszony układ zasilania, poprawiono jeszcze włoską jednostkę napędową, ostatecznie osiągając moc 285 KM. Powstał z myślą u startach w rajdowej Grupie B.
Pojazd powstał po tym, jak podczas Rajdu Polski 1977 Andrzej Jaroszewicz rozbił Lancię Stratos HF, naruszając mocno konstrukcję nadwozia. Postanowiono wykorzystać silnik i nieuszkodzone elementy przy konstrukcji nowego pojazdu. Nowy samochód oparto na mocno zmodyfikowanej płycie podłogowej i nadwoziu Poloneza, w tylną część wpasowano półramę od Lancii. Centralnie zamontowano silnik V6 pochodzący od Stratosa. W celu zapewnienia odpowiedniego chłodzenia, a jednocześnie by dociążyć przód samochodu, wykorzystano chłodnicę od Stara, która umieszczona została pod maską, w miejscu standardowego silnika, obok zamontowano zbiornik paliwa. Zawieszenie i hamulce zaadaptowano w całości z Lancii Stratos, zastosowano opony Michelin o szerokości 350 mm z tyłu i 250 mm z przodu. Przednia maska i tylna klapa zostały wyposażone we wloty powietrza poprawiające cyrkulację. Po bokach nadwozia, przed fabrycznymi wywietrznikami, umieszczono wloty powietrza do komory silnika. We wnętrzu zastosowano trójramienną, sportową kierownicę oraz zmodyfikowaną deskę rozdzielczą. Samochód rozpędzał się maksymalnie do 250 km/h, przyśpieszenie od 0 do 100 km/h wynosiło około 5 s, zużycie paliwa kształtowało się na poziomie 50 l/100 km. Samochodem startowali w latach 1978–1984 m.in.: Andrzej Jaroszewicz, Adam Polak, Marian Bublewicz, czy też Maciej Stawowiak. W 1985 roku pojazd trafił do Muzeum Techniki w Warszawie.

### FSO Polonez 2000 Turbo
Skonstruowany w roku 1984, nadwozie coupé lub 5-drzwiowe (jeden egzemplarz), nigdy nie otrzymał homologacji. Wyposażony w turbodoładowany silnik 2.0 z mechanicznym wtryskiem paliwa Kugel-Fischer, moc maksymalna w zależności od ciśnienia doładowania wahała się od 230 do 270 KM. Pojazd nigdy nie uzyskał homologacji, startował jedynie w polskich imprezach rajdowych. Samochód brał udział w rajdach w Polsce w latach 1984–1987 – kierowcą był Marian Bublewicz, w 1984 zajął 1. pozycję w Rajdzie Elmot i Rajdzie Krakowskim, rok później ukończył jako pierwszy Rajd Wisły, Rajd Krakowski oraz Zimowy Rajd Dolnośląski, w 1986 zwyciężył Rajd Elmot, Rajd Kormoran oraz Zimowy Rajd Dolnośląski, zaś w 1987 roku Zimowy Rajd Dolnośląski.

### FSO Polonez 1600C
Pojazd ze wzmocnionym silnikiem 1.5 OHV rozwierconym do pojemności 1,6 l. Osiągał moc maksymalną około 130 KM. Polonez 1600C został wystawiony tylko jeden raz do rajdu rangi WRC, był to Rajd Akropolu 1987. Wystartowały wówczas dwie polskie załogi, obie w grupie A (klasa 6). Marian Bublewicz i Ryszard Żyszkowski zajęli 2. pozycję w swojej klasie oraz 18. w klasyfikacji generalnej, druga ekipa, Janusz Szerla i Marek Oziębło nie ukończyli rajdu z powodu wypadku.
Polonez 1600C startował także w Rajdach Polski. W roku 1987 załoga Przybylski/Wisławski zajęła 8. pozycję w klasyfikacji generalnej i 7. w grupie A. W Rajdzie Polski 1988 załoga Szerla/Oziębło zajęła Polonezem 1600 8. miejsce w klasyfikacji generalnej. W kolejnym Rajdzie Polski ekipa Sadowski/Gac zajęła 25. pozycję w klasyfikacji i 19. w grupie A

### FSO Polonez 1.5C Turbo
Pracę nad turbodoładowanym Polonezem dla grup A i N rozpoczęto w 1986 roku, pierwszy prototyp przedstawiono rok później. Przy stopniu sprężania 8,5 silnik generował moc 190 KM (140 kW) przy 7000 obr./min dla grupy A oraz 106 KM (76 kW) przy 6000 obr./min. dla grupy N, maksymalny moment obrotowy wynosił odpowiednio 240 i 180 Nm. Do doładowania użyto turbosprężarki WSK-PZL Rzeszów B3G 198K. Pojazdy grupy A cechowały się metalową tarczą sprzęgła, kłową niesynchronizowaną skrzynią biegów o pięciu przełożeniach oraz mechanizmem różnicowym o ograniczonym poślizgu. Prędkość maksymalna wynosiła 220 km/h, przyspieszenie od 0 do 100 km/h 8,5 s (dla grupy N odpowiednio 180 km/h i 11 s). Samochodem startowali w rajdach m.in.: Krzysztof Hołowczyc, Marian Bublewicz, czy też Paweł Przybylski.

### FSO Polonez Caro (FSO Prima) 1.4 MPI 16v
Samochód został wyposażony w silnik 1.4 MPI 16v firmy Rover z wielopunktowym, elektronicznym wtryskiem paliwa o mocy 125 KM, pozwalał on rozpędzić samochód do 205 km/h, przyśpieszenie 0–100 km/h zajmowało około 8 s. Masa własna pojazdu wynosiła 925 kg. Nadwozie zostało zmodyfikowane zgodnie z wymogami FIA. W samochodzie zamontowano również automatyczne zabezpieczenie przeciwpożarowe. Pojazd używany był tylko w Holandii, został przygotowywany z inicjatywy tamtejszego importera.

## Prototypy

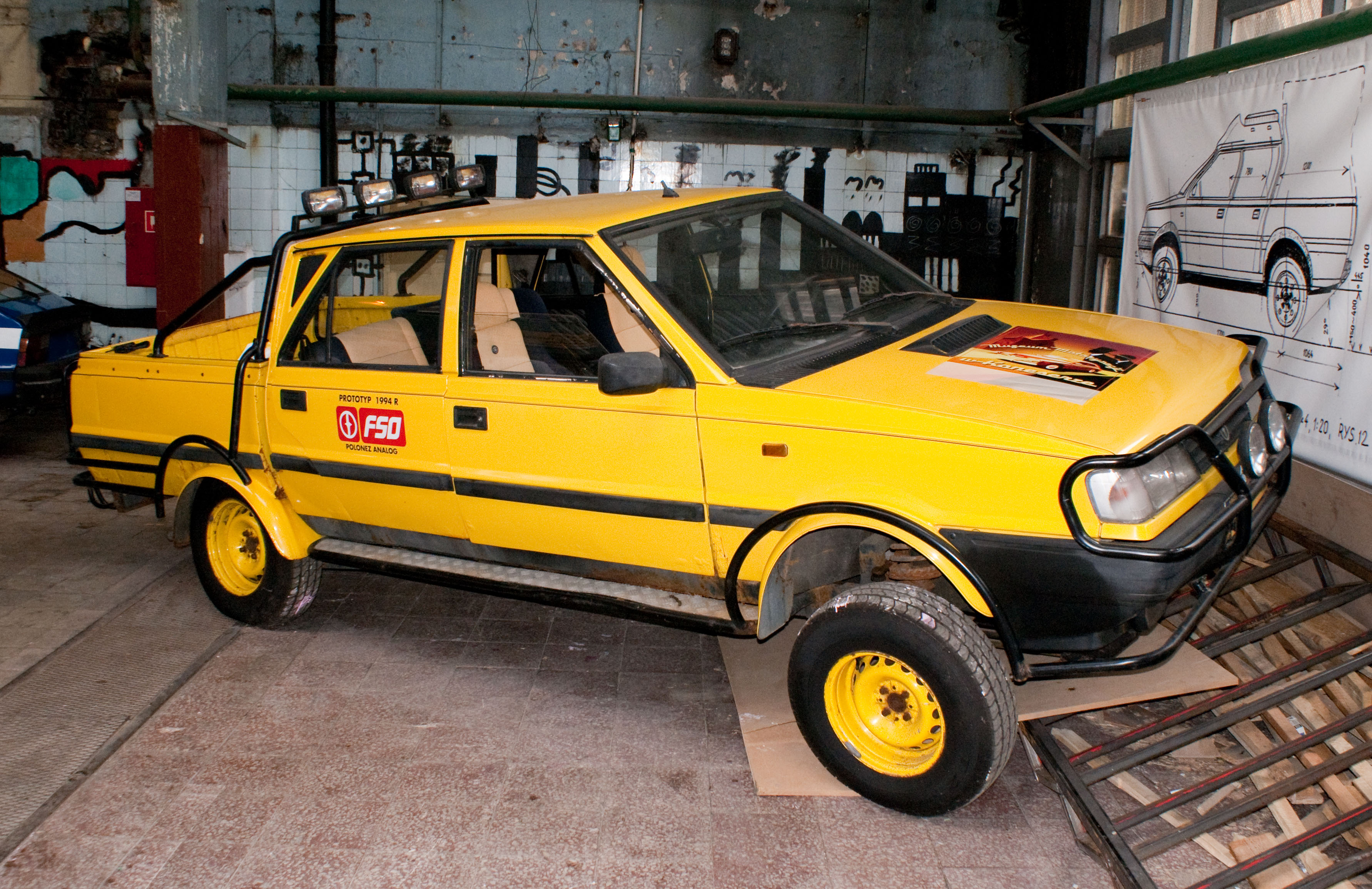
FSO Polonez Analog „4”

### FSO Polonez Analog
Wersja Poloneza przystosowana do jazdy w terenie, pierwsza wersja powstała w roku 1994. Projektem nadwozia późniejszego prototypu zajął się Cezary Nawrot. 30 kwietnia 1994 roku na Międzynarodowych Targach Poznańskich zaprezentowano „Analoga 4”. Był to 5-drzwiowy pick-up o ładowności 400 kg ze stałym napędem na oś przednią i dołączanym na tylną. Jako źródło napędu wykorzystano silnik 1.6 OHV zblokowany z 5-biegową skrzynią biegów o krótkich przełożeniach. Badania nad terenowym Polonezem wstrzymano, gdy nowym właścicielem FSO zostało południowokoreańskie Daewoo.

### FSO Polonez Sedan
Prototyp Poloneza w wersji sedan zaprezentowano w 1982 roku. Jego bazą był model 1300, 1500. W 1994 r. zaprezentowano kolejny prototyp na bazie modelu Caro. Auto weszło do produkcji dwa lata później jako Polonez Atu.

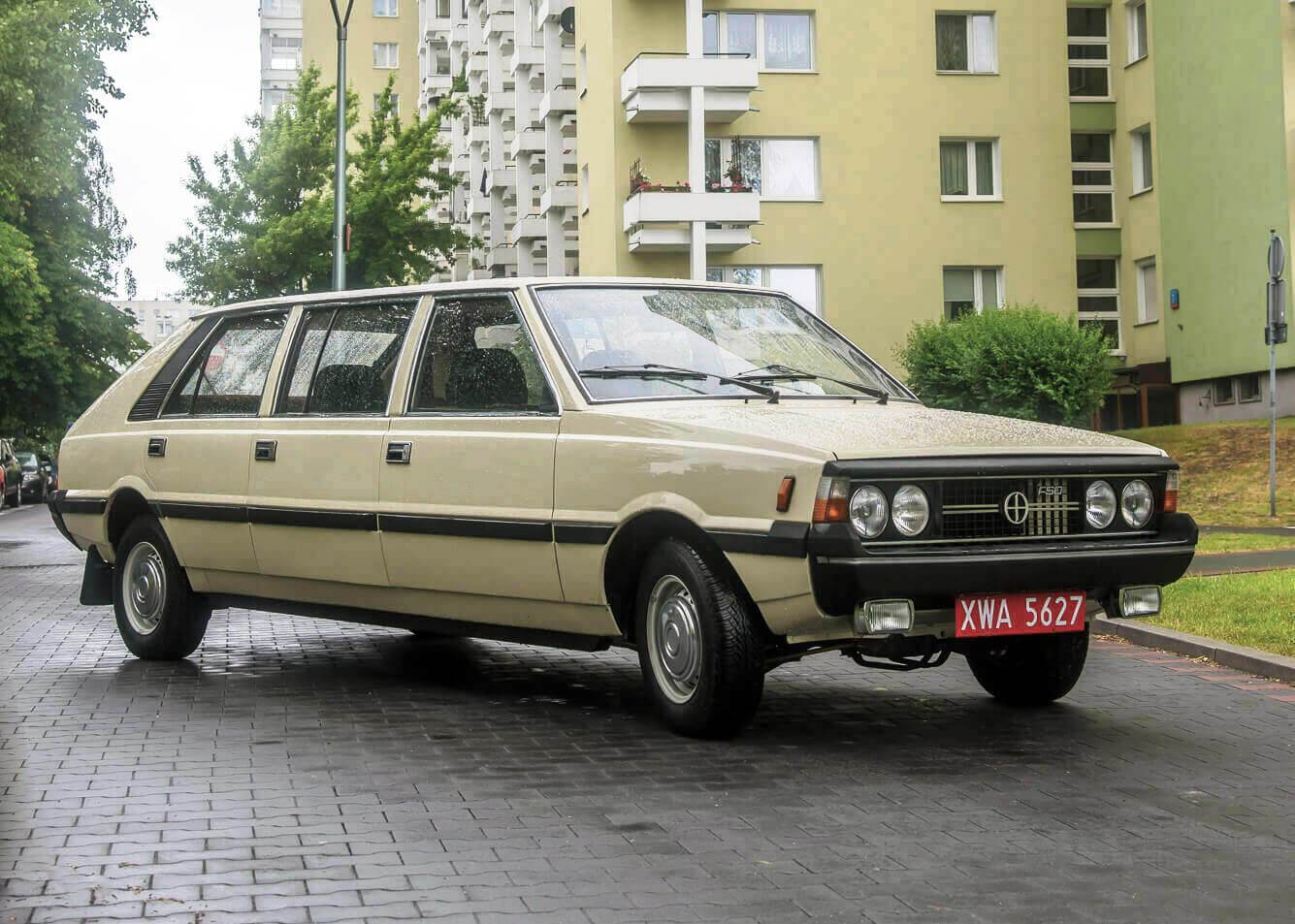
Polonez Long „Jamnik”

### FSO Polonez Long
7-drzwiowy prototyp limuzyny zbudowany w 1979 roku na bazie 5-drzwiowego modelu, w którym wydłużono dach i podłogę oraz zastosowano boczne drzwi i dodatkowe 2 fotele. Mimo silnika 1.5 samochód charakteryzował się nieznacznie gorszymi osiągami od krótszej wersji, mógł się rozpędzić do 143 km/h, zużycie paliwa było przy tym wyższe średnio o 1,5 l. Masa własna wynosiła 1264 kg, rozstaw osi powiększono do 3400 mm, zaś długość do 5120 mm, średnica zawracania wzrosła do 13,3 m. Powstał tylko jeden egzemplarz.

### FSO Polonez Pick-up trzyosiowy
Projekt powstał w 1981 roku we współpracy z Zakładami Sprzętu Gospodarstwa Domowego i Turystycznego w Niewiadowie. Samochód miał trzy osie, napędzana była środkowa, ładowność tej wersji wynosiła około 900 kg.

### FSO Polonez / PF 125p pickup

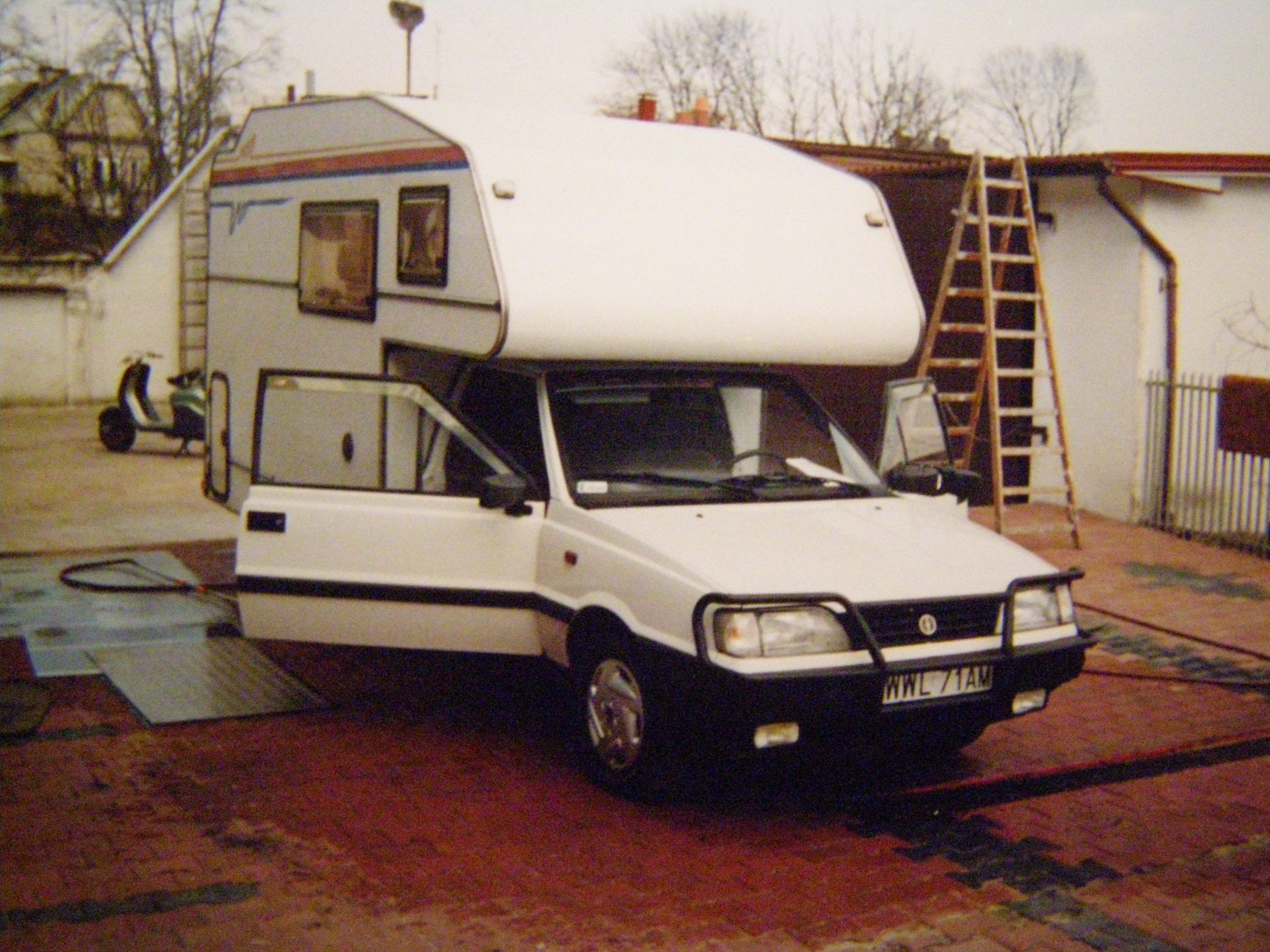
Polonez Truck Kemping

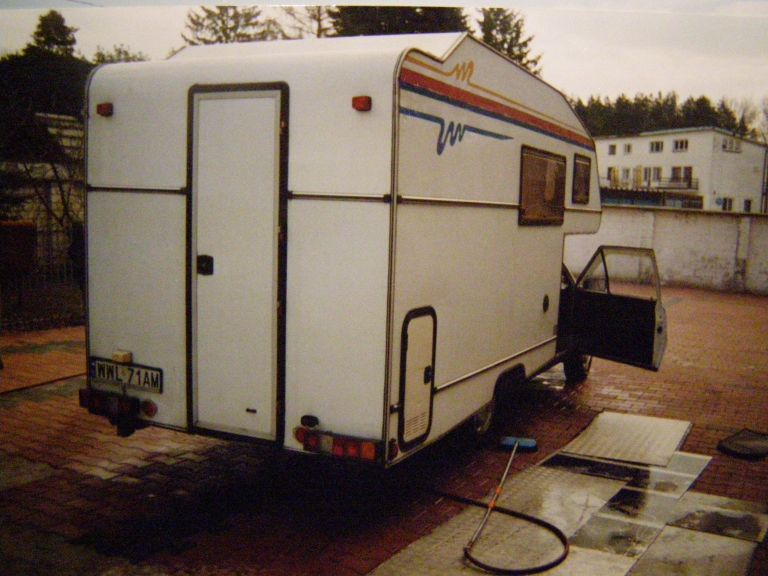
Polonez Truck Kemping

Projekt powstał w 1981 roku, przednia część pochodziła od Poloneza, tył od Polskiego Fiata 125p w wersji pickup. Rozstaw osi powiększony został do 2709 mm. Nowy pojazd powstał z myślą o rolnikach, zbudowano także dedykowaną dla niego 3-metrową przyczepę o dwóch osiach. Zestaw zaprezentowano w listopadzie 1981 roku podczas Związkowej Rady Przedsiębiorstwa Związku Zawodowego Metalowców, przyczepa została przyjęta pozytywnie, samochód skrytykowany za wygląd.

### FSO Polonez Kemping
Powstał poprzez umieszczenie zabudowy kempingowej o długości 3,6 m na podwoziu Trucka. Prototyp miał 5,23 m długości i 2,8 m wysokości.

### FSO Polonez 4x4
Model opracowywany przez Przemysłowy Instytut Motoryzacji (PIMOT) w latach 1987–1988 w oparciu o standardowego Trucka. W pojeździe wzmocniono podłogę kabiny i zmieniono konstrukcję podłużnic, w tylnym zawieszeniu zastosowano stabilizator poprzeczny. Do napędu użyto silnika 1.5 o mocy 75 KM (55 kW) zblokowanego z 5-biegową skrzynią biegów. Moment obrotowy przekazywany był dalej na jednobiegową skrzynię rozdzielczą z planetarnym mechanizmem różnicowym wyposażonym w blokadę. W samochodzie zastosowano koła o rozmiarze 185 SR15 z Tarpana. Przy masie całkowitej pojazdu równej 1310 kg prędkość maksymalna wynosiła 117 km/h, przyspieszenie 0–100 km/h zaś 32,3 s. Samochód zaprezentowano podczas pochodu 1-majowego w 1988 roku.

## Testy drogowe i krytyka
Samochód krytykowany był głównie za słabe i przestarzałe silniki (OHV 1.5 i 1.6), których korzenie sięgały lat 50. XX wieku. Słabą ich stroną była kultura pracy, poziom hałasu, duże zużycie paliwa oraz mała elastyczność. Poniżej przeciętnej oceniono także ich trwałość, zdarzało się, że egzemplarze o przebiegu kilkudziesięciu tysięcy kilometrów wymagały generalnego remontu. Samochód krytykowany był także za uciążliwe drobne awarie uniemożliwiające jazdę (m.in. problemy z instalacją elektryczną – cewki), częste wycieki z silnika i skrzyni biegów oraz łatwo korodujące nadwozie, czego przyczyną była niska jakość stosowanych lakierów, złe przygotowanie blachy poszycia nadwozia, oraz zbyt duża liczba punktów zgrzewczych blach. Kłopotów przysparzał także hałasujący układ rozrządu – zawory wymagały częstej regulacji luzu (objawem był charakterystyczny klekot silnika), problem został rozwiązany dopiero w 1997 roku, kiedy zaczęto stosować hydraulicznie sterowane popychacze zaworowe. Kolejnym mankamentem był układ przeniesienia napędu – często zdarzające się wycieki z mostu napędowego, niska była też jego trwałość (stąd charakterystyczne „wycie”), niską trwałością charakteryzowały się też przeguby krzyżakowe. Słabą stroną Poloneza były do roku 1995 także hamulce, w tym hamulec postojowy, które pochodziły z Polskiego Fiata 125p. Były one za słabe do cięższego o prawie 100 kg samochodu, często również zapiekały się tylne zaciski. Newralgicznym punktem konstrukcji były także końcówki drążków kierowniczych oraz zawieszenie – było zbyt miękkie przez co samochód wykazywał tendencję do „nurkowania” podczas gwałtownego hamowania. Archaiczne było także tylne zawieszenie oparte na resorach piórowych, układ zawieszenia przygotowany został z myślą o drogach gorszej jakości, przez co samochód krytykowany był na rynkach zachodnioeuropejskich za złe właściwości trakcyjne na dobrych jakościowo nawierzchniach. Bagażnik w wersji hatchback miał pojemność około 330 litrów, przestrzeń ładunkowa była jednak dość płytka przez co nie można było w pełni wykorzystać stosunkowo dużej objętości. Wadą pierwszych generacji Poloneza był brak składanej tylnej kanapy. Na początku lat 90. pojawiło się na liście dodatkowego wyposażenia wspomaganie kierownicy, co pozwalało rozwiązać problem ciężkiej pracy koła kierownicy.

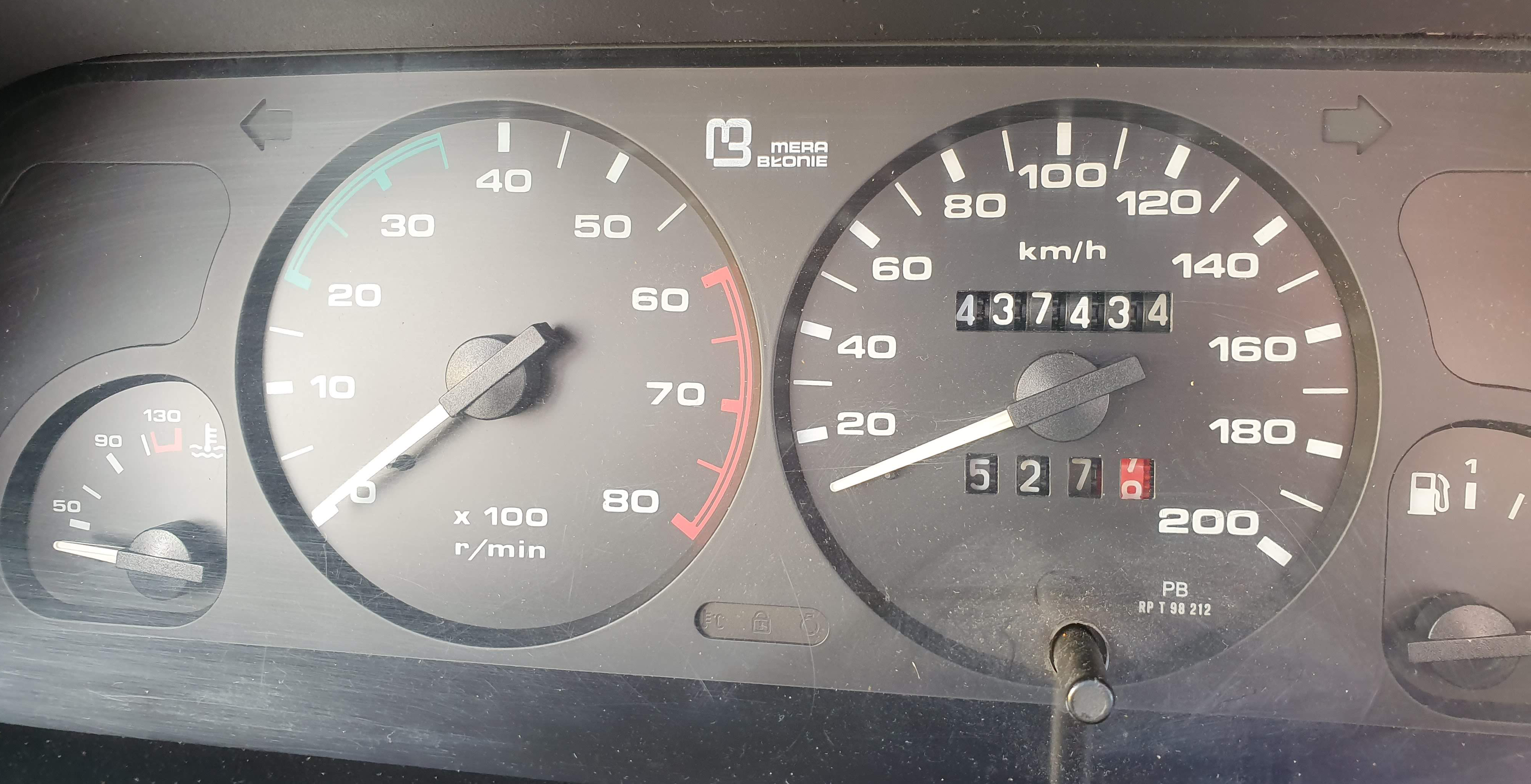
Daewoo-FSO Polonez Caro Plus 1.6 GSI (OHV) z oryginalnym przebiegiem blisko 440 tys. km (bez remontu silnika)

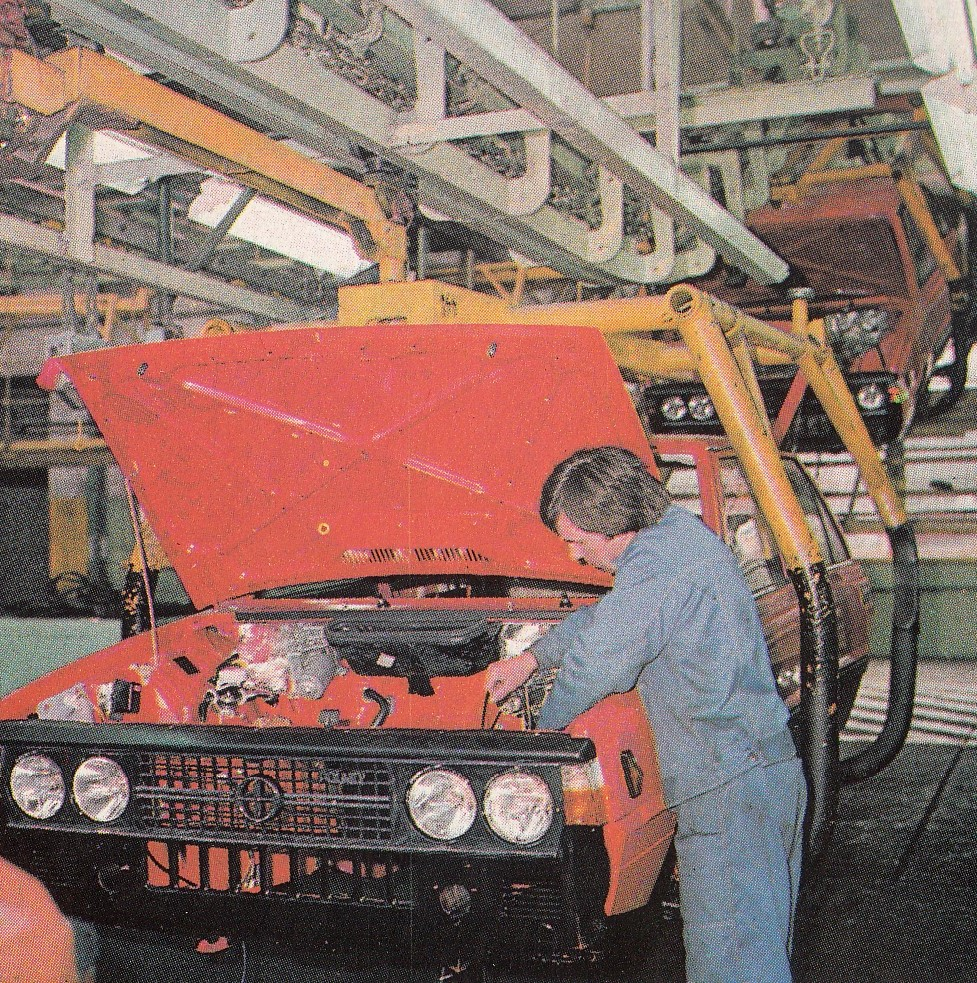
Produkcja FSO Poloneza w FSO pod koniec lat 70. XX wieku

Zaletami modelu były: niska cena części zamiennych i zakupu samochodu, łatwość napraw i serwisowania, stosunkowo niskie koszty utrzymania oraz przestronne wnętrze. Dość pozytywne oceny zebrała wersja z silnikiem wysokoprężnym. Dzięki jego zastosowaniu wyeliminowano znaczną część mankamentów układu napędowego, przede wszystkim wysokie spalanie, nieistotnie spadły także osiągi.
Ostatnia generacja Poloneza, Plus, krytykowana była za mocno przestarzałą już konstrukcję. Dzięki pomocy Daewoo samochody były jakościowo lepiej wykończone. Samochód pomimo sporych jak na swój segment wymiarów nadwozia charakteryzował się małą ilością miejsca dla pasażerów na tylnej kanapie. Nowego Poloneza chwalono także za szeroką gamę wersji nadwozia, mimo to nawet opcjonalnie nie można było zamówić systemu ABS, czy też poduszek powietrznych.
We wrześniu 1994 roku redakcja magazynu „Auto Sukces” przeprowadziła test drogowy Poloneza Caro MR’93 z silnikiem 1.4 16v Rovera. Pochwalono właściwości jezdne pojazdu, zwłaszcza w porównaniu z wersjami z lat ubiegłych z silnikami 2.0 i wąskim tylnym mostem. Zmierzona prędkość maksymalna wyniosła 178 km/h (190 km/h według wskazań prędkościomierza). Średnie zużycie paliwa na 100 km wyniosło 9,4 l, maksymalna osiągnięta wartość to 10,7 l w cyklu miejskim.
W latach 90. XX wieku Polonez był najczęściej kradzionym samochodem w Polsce.

## Poziom produkcji
| Rok  | Produkcja |  | Rok  | Produkcja |  | Rok  | Produkcja |  | Rok  | Produkcja |  | Rok  | Produkcja |
| ---- | --------- |  | ---- | --------- |  | ---- | --------- |  | ---- | --------- |  | ---- | --------- |
| 1978 | 3506      |  | 1983 | 26 743    |  | 1988 | 51 665    |  | 1993 | 69 659    |  | 1998 | 30 041    |
| 1979 | 21 190    |  | 1984 | 29 367    |  | 1989 | 56 800    |  | 1994 | 86 870    |  | 1999 | 13 273    |
| 1980 | 32 220    |  | 1985 | 30 771    |  | 1990 | 52 016    |  | 1995 | 69 802    |  | 2000 | 8975      |
| 1981 | 20 624    |  | 1986 | 34 520    |  | 1991 | 34 034    |  | 1996 | 63 439    |  | 2001 | 3163      |
| 1982 | 18 641    |  | 1987 | 39 846    |  | 1992 | 75 338    |  | 1997 | 48 431    |  | 2002 | 83        |

Powyższe dane nie obejmują egzemplarzy produkowanych przedseryjnie oraz wersji użytkowych – Polonez Truck.

## Eksport

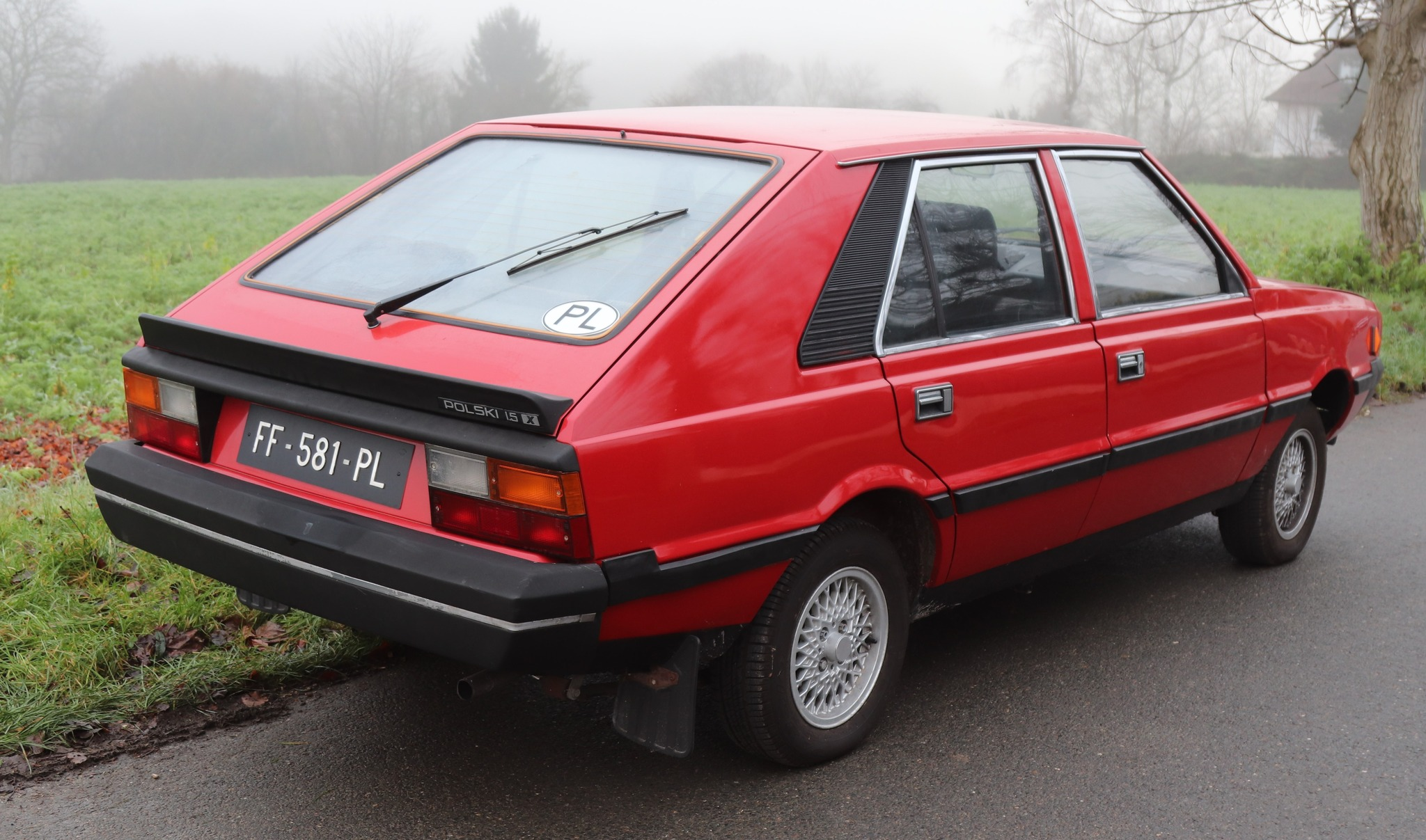
FSO Polonez MR'86 we Francji

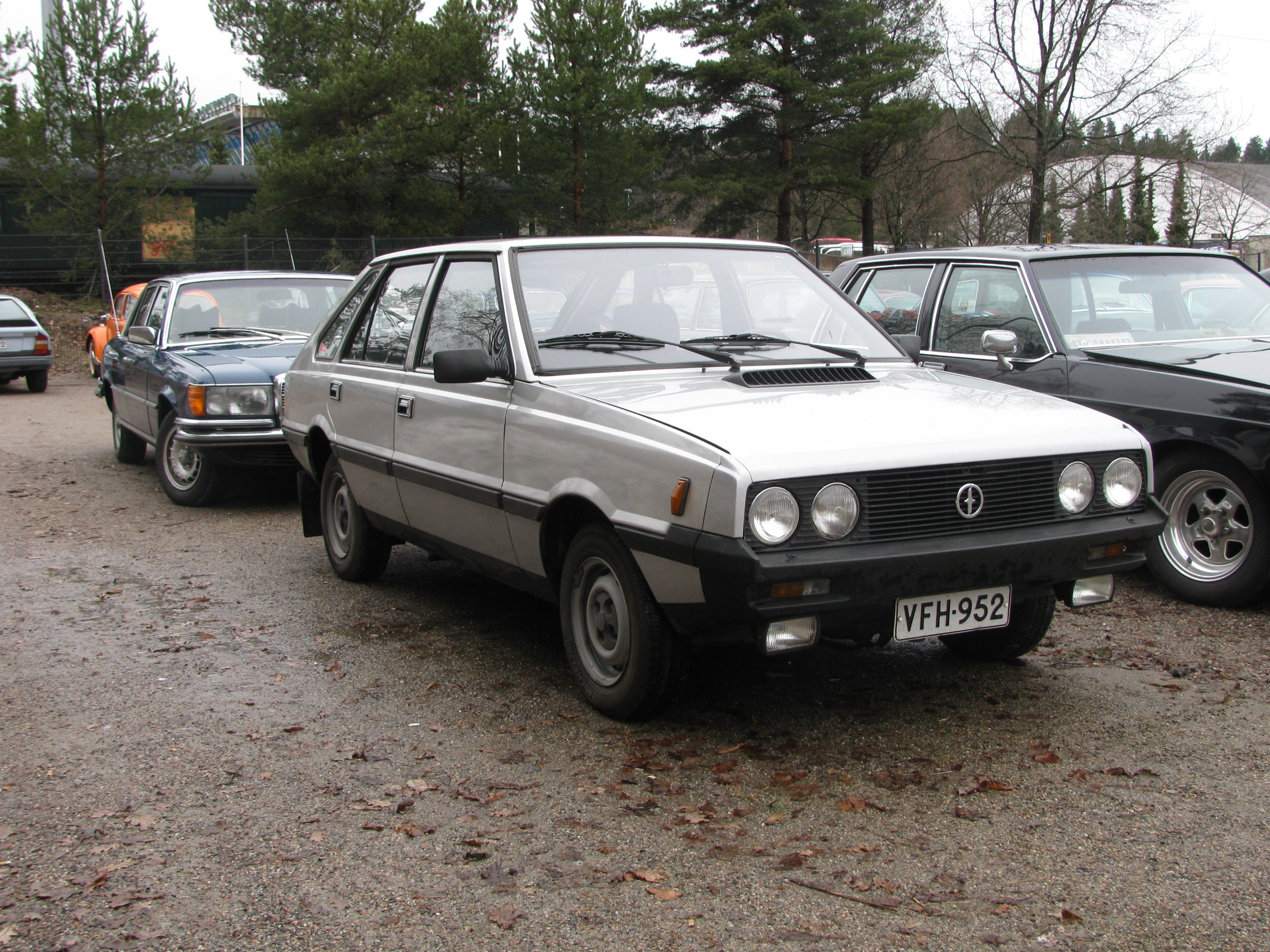
FSO Polonez MR’87 w Lahti (Finlandia)

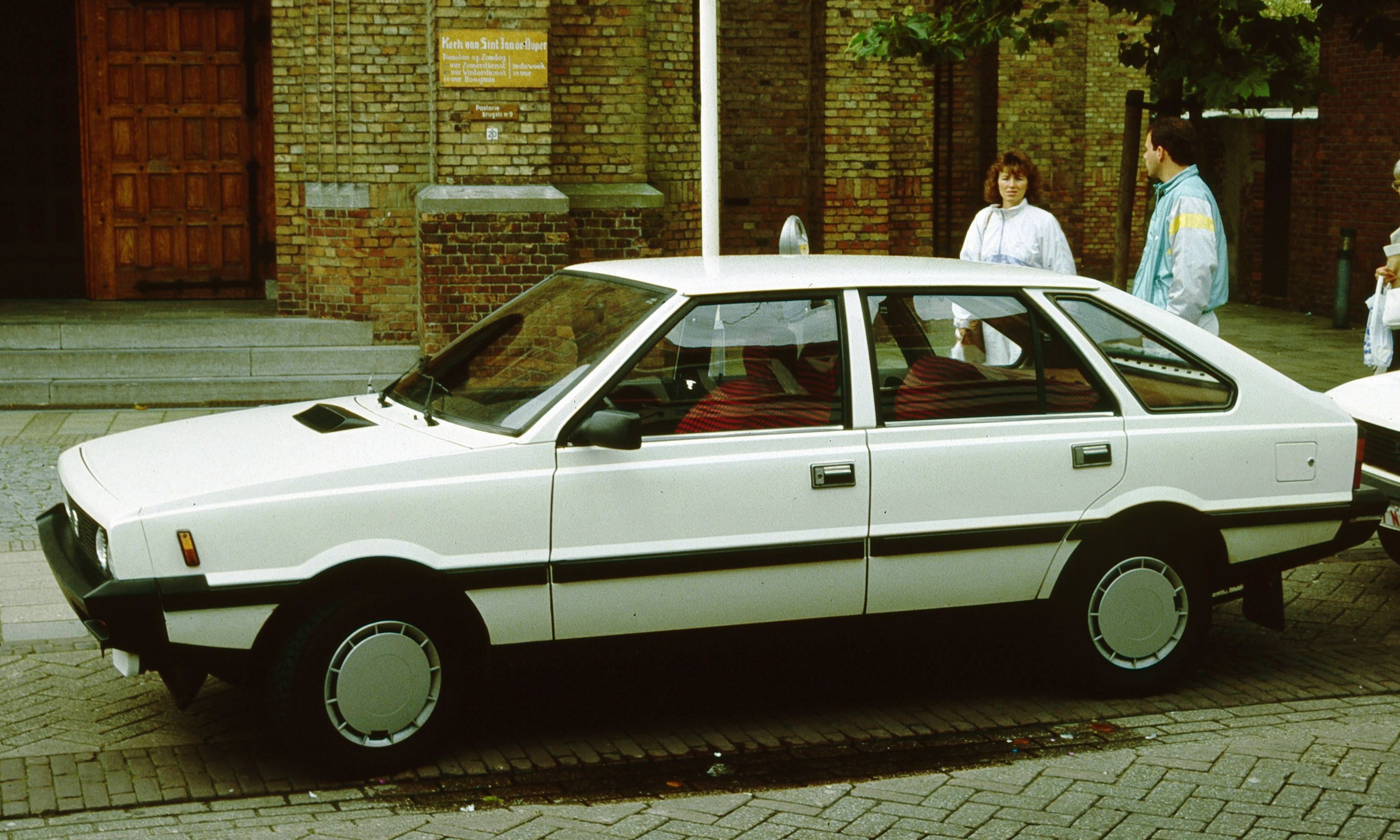
FSO Polonez MR’87 w Utrechcie (Holandia)

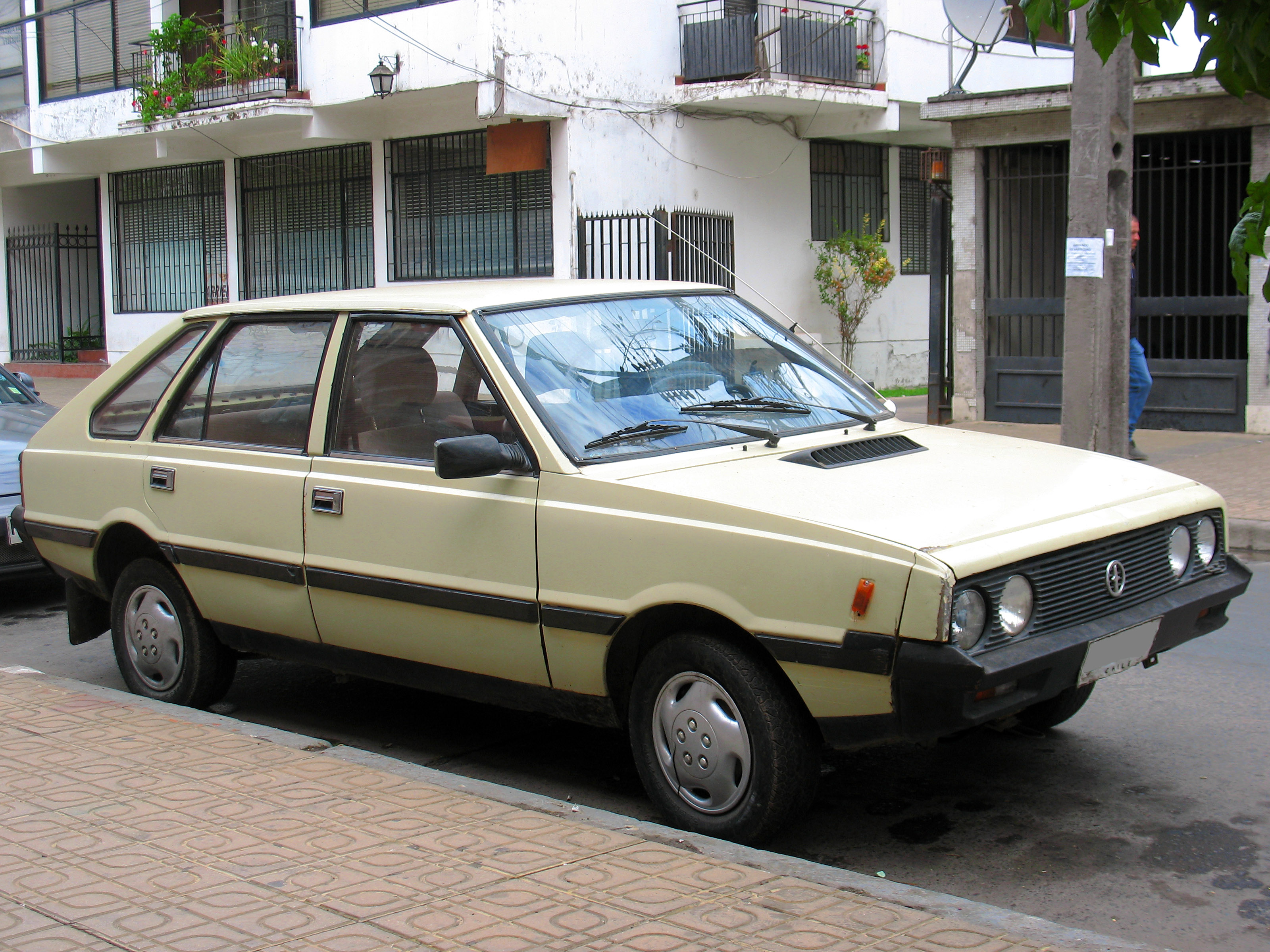
FSO Polonez MR’87 w Chile

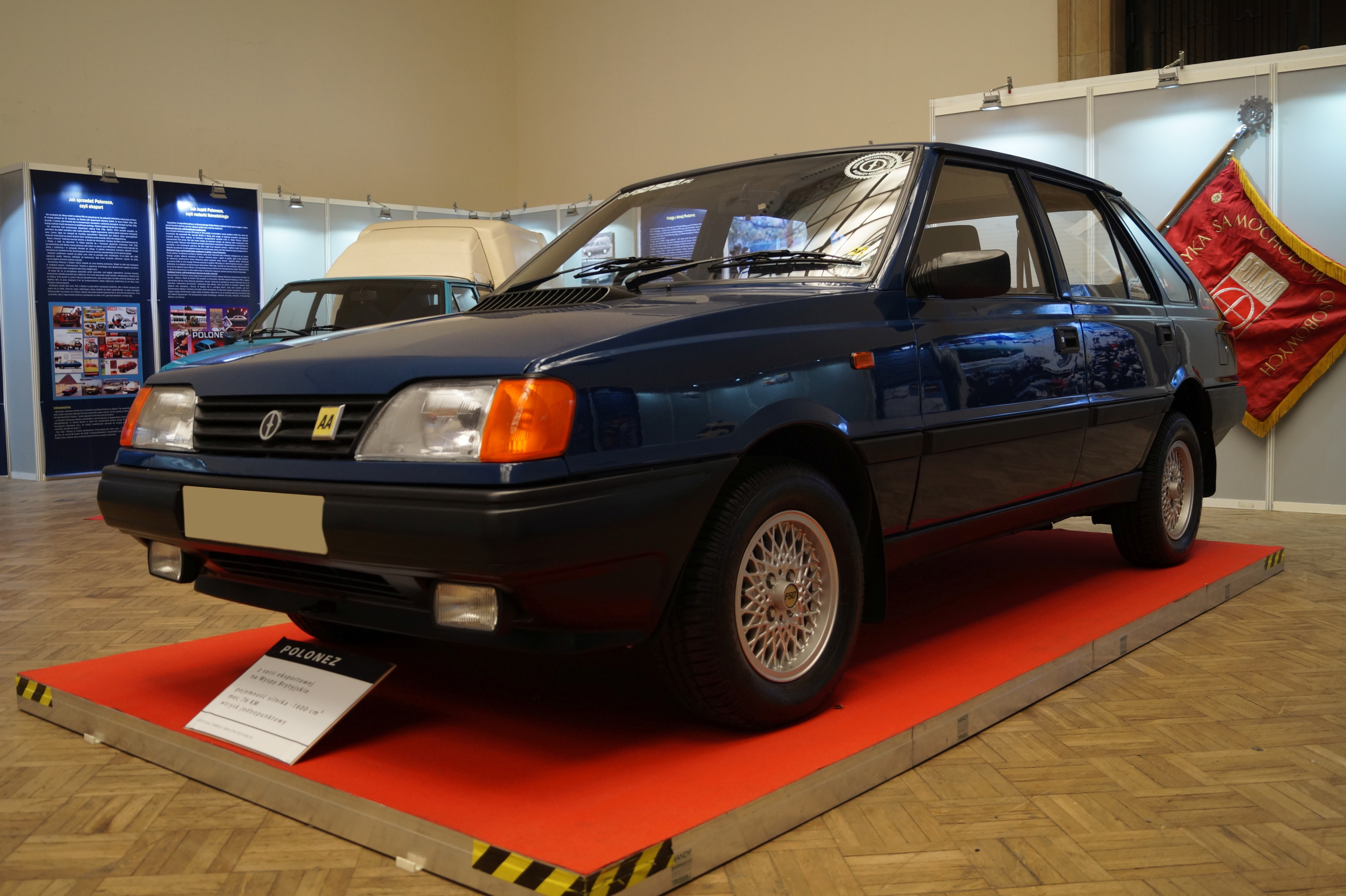
FSO Polonez Caro 1.5 GLI w wersji na rynek brytyjski

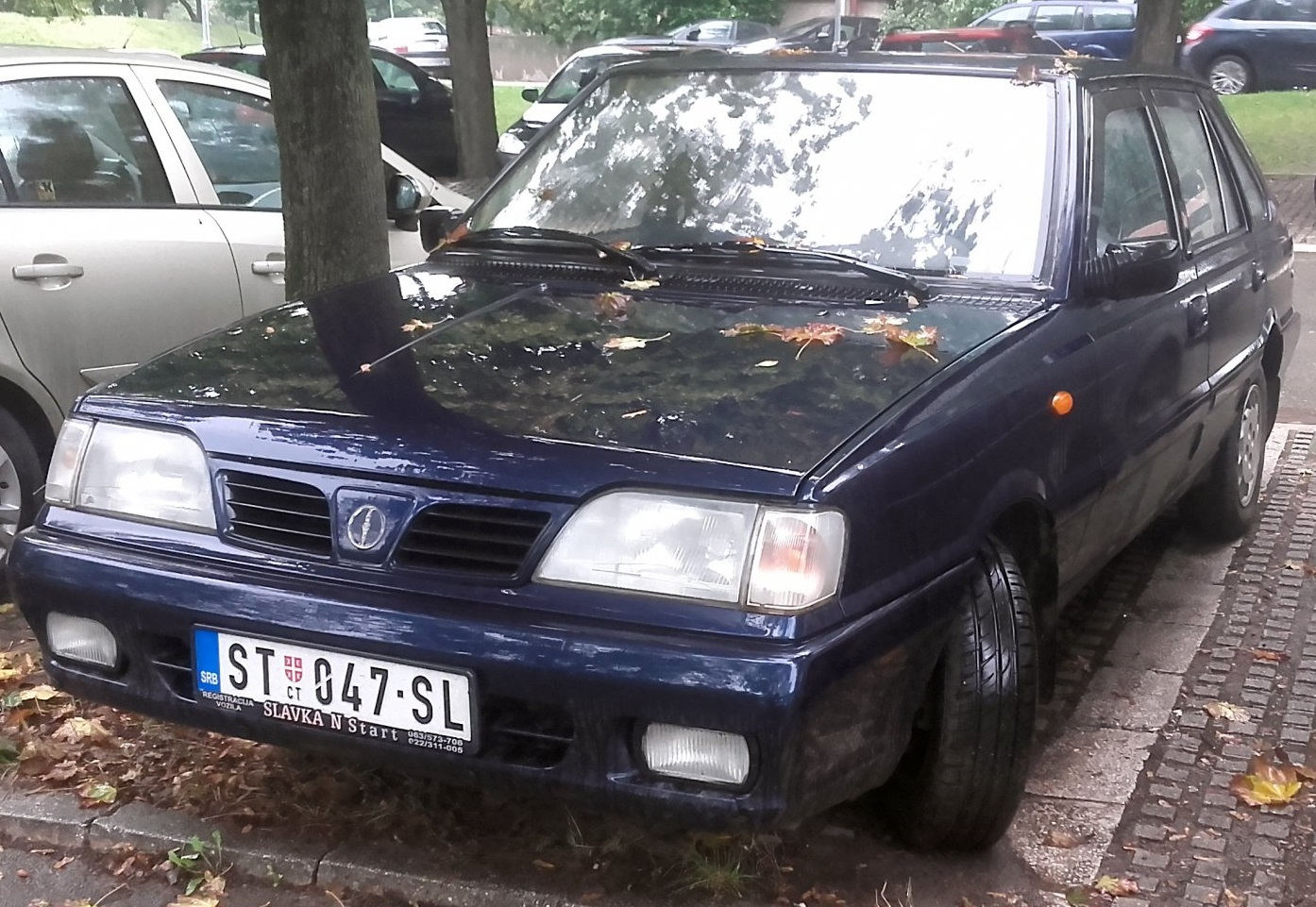
Daewoo-FSO Polonez Caro Plus w Serbii

Stosunkowo bogate wyposażenie oraz wysoki stopień bezpieczeństwa sprawiły, że od początku produkcji Polonez cieszył się dużym zainteresowaniem w krajach Europy Zachodniej. Polonezy eksportowano do prawie 40 państw, m.in.: Egiptu, Wielkiej Brytanii, Chin, Finlandii, Grecji, Kolumbii, RFN, Holandii, Belgii, Hiszpanii, czy też Jugosławii. W 1988 r. belgijskie przedsiębiorstwo Piedra wyposażyło krótką serię Polonezów w silnik wysokoprężny z turbodoładowaniem o pojemności 1,4 litra i mocy 60 KM włoskiej firmy FNM, która zajmowała się produkcją silników do łodzi motorowych.
Po wprowadzeniu na rynek modelu Caro planowano jego eksport m.in. do: Chin, Białorusi, Holandii, Wielkiej Brytanii, Belgii, Izraela, Brazylii, Urugwaju, Kolumbii, Ukrainy i Francji. W 1992 roku rozpoczęto eksport Polonezów Caro pod nazwą FSO Prima (Holandia) i FSO Caro (Francja, Wielka Brytania). Eksportowe wersje Poloneza wyposażone były w silniki 1.6 z jednopunktowym wtryskiem paliwa, 1.4 produkcji firmy Rover oraz dieslem 1.9. Na rynku holenderskim auto występowało w dwóch wersjach wyposażeniowych SLXi i GLXi (GLI 16V dla silnika 1.4), diesel występował w wersji GLD odpowiadającej wyposażeniem kompletacji SLXi. W czerwcu 1997 roku eksport zatrzymano, jednak samochód był w sprzedaży do stycznia 1998 roku. Oprócz tego model Atu eksportowano pod nazwą FSO Celina. Polonezy serii Plus (poza Truckami) nie były oficjalnie eksportowane, lecz pewna ich liczba oferowana była w Serbii.
Ogółem w latach 1978–1997 wyeksportowano 226 966 egzemplarzy samochodu. W latach 90. XX wieku chiński producent Dongfanghong produkował kopie polskiego Poloneza z lat 80. Polonez w przeciwieństwie do swojego poprzednika, 125p, nigdy nie odniósł eksportowego sukcesu.

### Eksport według państw

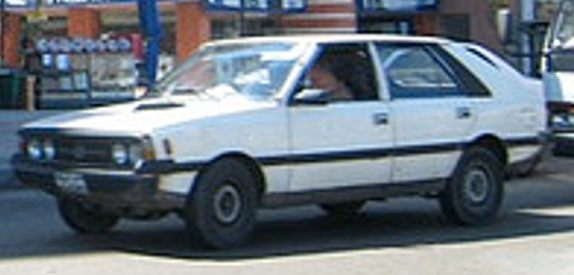
Nasr Polonez MR'83

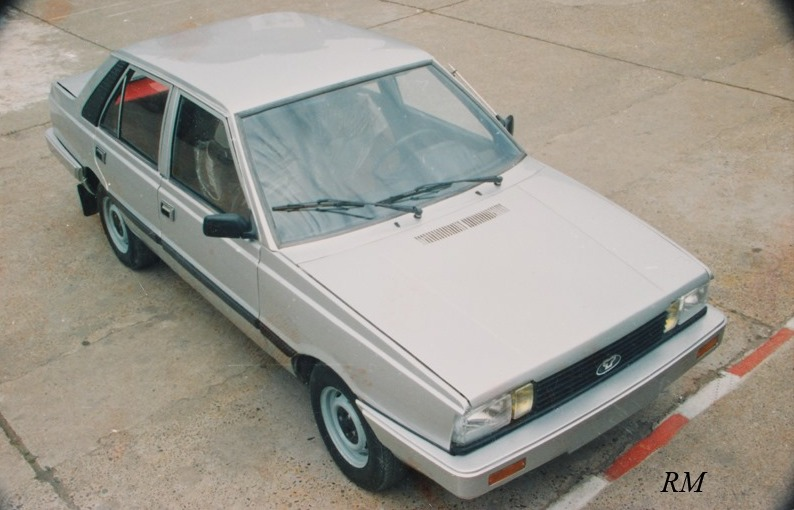
Yituo LT5022

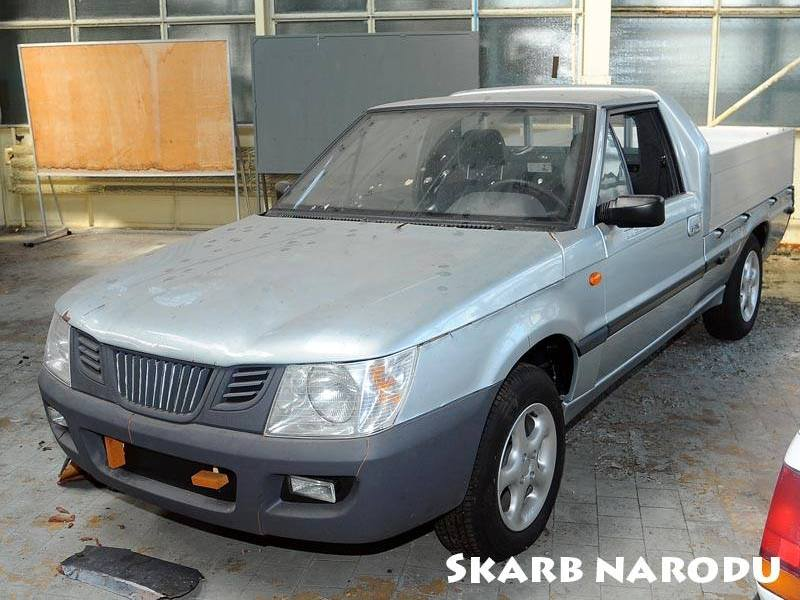
Nie wdrożony facelifting Poloneza Truck przez upadek Daewoo

Źródło: 
| Państwo            | Liczba egzemplarzy |  | Państwo           | Liczba egzemplarzy |
| ------------------ | ------------------ |  | ----------------- | ------------------ |
| Chiny              | 41 335             |  | Liban             | 86                 |
| Wielka Brytania    | 29 785             |  | Ukraina           | 77                 |
| Egipt              | 17 134             |  | Haiti             | 52                 |
| Francja            | 15 009             |  | Arabia Saudyjska  | 41                 |
| Jugosławia         | 8540               |  | Turcja            | 41                 |
| Dania              | 5413               |  | Jemen Północny    | 38                 |
| Holandia           | 5248               |  | Paragwaj          | 37                 |
| Belgia             | 4261               |  | Sudan             | 36                 |
| Finlandia          | 4093               |  | Zambia            | 35                 |
| Hiszpania          | 3916               |  | Senegal           | 32                 |
| RFN                | 3455               |  | Liberia           | 31                 |
| Syria              | 1245               |  | Południowa Afryka | 30                 |
| Grecja             | 1115               |  | Malta             | 23                 |
| Kolumbia           | 803                |  | Zimbabwe          | 23                 |
| Boliwia            | 636                |  | Ekwador           | 22                 |
| Urugwaj            | 595                |  | ZSRR              | 22                 |
| Jordania           | 511                |  | Angola            | 21                 |
| Chile              | 500                |  | Kuba              | 20                 |
| Argentyna          | 482                |  | Włochy            | 18                 |
| Norwegia           | 437                |  | Kazachstan        | 14                 |
| Kuwejt             | 400                |  | Madagaskar        | 12                 |
| Macedonia Północna | 245                |  | Austria           | 11                 |
| Węgry              | 216                |  | Maroko            | 10                 |
| Islandia           | 215                |  | Algieria          | 9                  |
| Bułgaria           | 212                |  | Łotwa             | 9                  |
| Tajlandia          | 193                |  | Komory            | 9                  |
| Izrael             | 187                |  | Burkina Faso      | 6                  |
| Nigeria            | 186                |  | Fidżi             | 6                  |
| Nowa Zelandia      | 167                |  | Litwa             | 6                  |
| Panama             | 151                |  | Albania           | 5                  |
| Libia              | 135                |  | Etiopia           | 5                  |
| Ghana              | 115                |  | Peru              | 5                  |
| Korea Północna     | 107                |  | Wenezuela         | 4                  |
| Słowenia           | 107                |  | Brazylia          | 3                  |
| Cypr               | 104                |  | Kostaryka         | 3                  |
| Singapur           | 96                 |  | pozostałe         | 13                 |

### Nasr
Polonezy były w 1983–1992 montowane przez egipską firmę Nasr. Do Egiptu wysyłane były gotowe zestawy (system CKD), powstało w ten sposób ponad 17 tysięcy egzemplarzy. Gotowe pojazdy otrzymywały nazwę Nasr Polonez 1500. Wykorzystywane były one głównie jako taksówki (czarno-białe malowanie nadwozia).

### Dongfanghong
Dongfanghong to znany chiński producent ciężarówek, traktorów oraz maszyn budowlanych z miasta Luoyang. W latach 80. przedsiębiorstwo wytwarzało części zamienne do Polonezów importowanych z Polski. Z początkiem lat 90. rozpoczęli produkcję własnych Polonezów z „piracko” tłoczonym nadwoziem. Samochody wychodziły pod marką Dongfanghong oraz Yituo w wariantach sedan (LT5022) oraz kombi (LT5021). Do napędu użyto rodzimej 4-cylindrowej jednostki o pojemności 1.5L z Fabryki Silników w Pekinie. Front pojazdu został zastąpiony pasem przednim z Volkswagen Santana.

## Koniec produkcji i dalsze losy
Mimo przeprowadzanych modernizacji Polonez pod koniec produkcji był już samochodem przestarzałym w swoim segmencie względem samochodów zachodnich, jednak nie względem konkurentów z innych krajów Europy Wschodniej. 22 kwietnia 2002 roku produkcję zawieszono, ale ostatecznie zakończono ją, gdyż pozbyto się wszystkich wytłoczników niezbędnych do produkcji tego auta (płyty podłogowej, boków nadwozia), powstało 1 061 807 egzemplarzy modelu w różnych wersjach (bez dostawczych Trucków). Nie przygotowano następcy.
Egzemplarze z pierwszych lat produkcji zyskują na wartości, najwyższą cenę osiągają egzemplarze 3-drzwiowe oraz Coupé.

## Polonez w kulturze masowej
- W serialu 07 zgłoś się porucznik Borewicz korzystał z Polonezów wyprodukowanych w latach 1978–1987. Od tego wzięła się ich potoczna nazwa „Borewicz”[149].
- W filmie „Goryl, czyli ostatnie zadanie...” szef wraz z ochroniarzem i kierowcą poruszają się Polonezem MR'87, w jednej ze scen uciekają milicji, która ich ściga nieoznakowanym Polonezem MR'83.
- Polonezem Atu poruszał się taksówkarz Jerzy Kiler.
- W serialu Blok Ekipa główni bohaterowie poruszali się między innymi stuningowanym Polonezem MR'83, któremu nadano nazwę „Szerszeń”.
- Wiele odmian Polonezów pojawiło się też w filmie Psy.
- Polonezy występowały również w filmach zagranicznych, głównie chińskich, egipskich, jugosłowiańskich, węgierskich oraz włoskich.
- W filmie Biała sukienka z 2003 roku w reżyserii Michała Kwiecińskiego Rysiek Suszko (Bogdan Kalus) jedzie do kościoła niebieskim polonezem[150].